# Havířov
Havířov (polsky Hawierzów) je statutární město v Těšínském Slezsku, v okrese Karviná v Moravskoslezském kraji, ležící v ostravské aglomeraci 11 km jihovýchodně od Ostravy na řece Lučině. Žije zde přibližně 69 tisíc obyvatel a jde tak o 13. největší město v ČR. 
Havířov je nejmladším městem v Česku (nikoli však nejmladší obcí), slavnostně vyhlášeným dne 4. 12. 1955. Byl vystavěn po druhé světové válce na tehdejších katastrech obcí Dolní Bludovice, Šumbark a částečně i obce Šenov, jako satelitní město Ostravy – nachází se na historické silniční trase spojující Opavu, Ostravu a Český Těšín. Havířov je největší město v Česku, které nikdy nebylo okresním ani krajským městem, a také spolu s Krnovem, Turnovem, Českou Třebovou a Žatcem jedno z pěti českých měst větších než jeho okresní město. Ve městě je průmysl strojní, energetický, potravinářský a gumárenský.
Znak a vlajku Havířova navrhl roku 1966 heraldik Jiří Louda a jedná se o jeho první obecní symboly, které mu byly schváleny.
Architektonicky nejcennějším a nejzajímavějším prvkem je jádro města, a jeho blízké okolí, které bylo postaveno v 50. – 60. letech ve stylu socialistického realismu, jež bylo v roce 1992 vyhlášeno chráněnou památkovou zónou a nazváno podle tohoto stylu Sorela. Oblast Sorely je velice cenná svým nadčasovým urbanistickým řešením. Další známou budovou města je železniční nádraží, jedna z nejkvalitnějších dochovaných ukázek bruselského stylu 60. let 20. století, proslavené po roce 2012 úmyslem tehdejšího majitele Českých drah s podporou města o jeho demolici, která však narazila na odpor ze strany občanských sdružení i části veřejnosti (budova nádraží nakonec zůstala a prošla rekonstrukcí).

## Název města
Název nově založeného města vzešel z veřejné soutěže vyhlášené Krajským národním výborem v Ostravě. 12. 4. 1955 byly z 625 dopisů s 2350 návrhy vybrány tři nejlepší: Šachtín, Havířov a Cingrov – názvy dobře vyslovitelné a vystihující hornický charakter právě budovaného města. Vítězem se rozhodnutím rady KNV stal název Šachtín, avšak konečné rozhodnutí bylo na ministrovi vnitra, jenž dal přednost názvu Havířov, který následně novým usnesením potvrdila i rada KNV 27. 9. 1955. Při slavnostním vyhlášení 4. 12. 1955 tak i nové město přijalo tento název.
Příklady jiných, mnohdy bizarních, návrhů pro název města: Klementov, Gottwaldův Horníkov, Nový Gottwaldov, Zápotockýgrad, Bezručov, Fučíkov, Petrov, Janáčkov, Ostravský Mírumilov, Všemírov, Šťastnov, Nový Život, Čestprácov, Čestmírov, Oryon, Lidobudovatelov, Budosocikolektivov, Dělníkov, Rudohvězdov, Uhlín, Horníkov, Faratín, Čurdov, Havířovany, Baník, Kahanov, Stokomínů, Kombajnov, Nové Slezsko, Slezanov, Slezský Donbas, Čechurov, Melsgottwald, případně návrhy kombinující v sobě názvy původních obcí – Šumdovice, Šešudolvice, Šembarkovice, Šešublu, Šešumblud.

## Historie

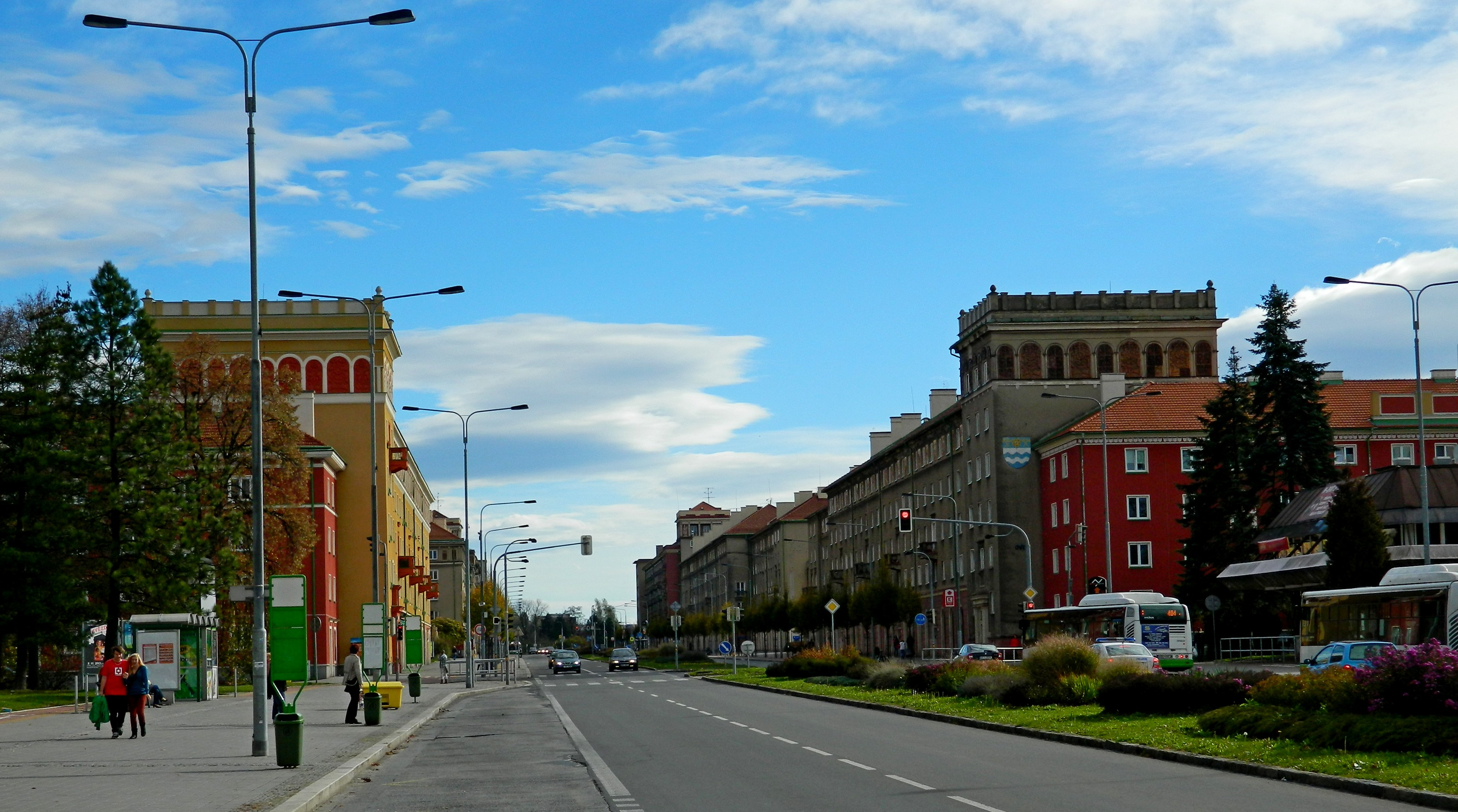
Havířovská Hlavní třída – široký městský bulvár s domy ve stylu socialistického realismu

### Historie původních havířovských obcí
Slované obývali území Těšínska od 8. století a byli závislí na Velkomoravské říši, později na Přemyslovcích. Od konce 10. století se po vpádu knížete Boleslava Chrabrého stalo území součástí polského státu. Území dnešního Havířova bylo součástí Opolského knížectví, ze kterého se po roce 1281 osamostatnilo Těšínské knížectví pod vládou knížete Měška, které bylo od roku 1325 vždy součástí českého státu. Osídlování území nabralo dynamiku ve druhé polovině 13. století a počátku 14. století. Důležitou roli při vzniku obcí sehrál orlovský benediktinský klášter. První historické zmínky hovoří v roce 1305 o Šenovu (Šonov, Schönhof, Szonów) a Horní a Dolní Suché (Sucha ultraque, tedy "obojí Suchá"). První spolehlivý doklad o existenci Bludovic pochází z roku 1335 (od 15. století jsou uváděny již rozdělené na Dolní a Horní Bludovice). V roce 1438 se poprvé připomíná Šumbark, který však byl zřejmě založen také ve 14. století. V polovině 16. století se o Šumbarku píše jako o městě, není však doloženo, že by Šumbark skutečně mohl užívat městských práv. V roce 1533 se poprvé zmiňují Životice (dříve také Žibotice) a v roce 1577 Dolní Datyně (ves je však pravděpodobně starší). V roce 1725 vznikla Prostřední Suchá oddělením od Dolní Suché. V roce 1788 vzniká na území Dolní Suché osada Kašpárkovice, dnes již zaniklá následkem těžby černého uhlí.
Všechny obce měly zemědělský charakter. K obratu docházelo od poloviny 19. století s rozvojem průmyslu a vznikem blízkých černouhelných dolů, které daly práci místním obyvatelům a taktéž přilákaly za prací mnoho přistěhovalců. Rozvoj obcí od roku 1911 podpořilo otevření nové železniční tratě Velké Kunčice (dnes součást Ostravy) – Prostřední Suchá včetně stanic Šumbark a Dolní Suchá, která byla od roku 1914 prodloužena až do Těšína.
Po rozpadu Rakouska-Uherska v roce 1918 se staly obce budoucího Havířova součástí sporného území Těšínska, které si nárokovaly nově vzniklé státy Československo a Polsko, což vyvrcholilo na konci ledna 1919 v sedmidenní válku. K vyřešení konfliktu došlo 28. 7. 1920 na velvyslanecké konferenci ve Spa, kde byly určeny hranice mezi Československem a Polskem, čímž bylo dosud celistvé Těšínsko rozděleno mezi oba státy. Území havířovských obcí připadlo Československu. Národnostní vášně však mezi smíšeným obyvatelstvem trvaly. V říjnu 1938 byla československá část Těšínska opět anektována Polskem, aby se o rok později, kdy už byla v plném proudu druhá světová válka, stala součástí Německé říše. Nacisté byli z území Havířova vytlačeni dne 3. 5. 1945 sovětskými vojsky 4. ukrajinského frontu postupujícími ze směru od Šenova a Orlové. Poté byla obnovena hranice mezi Československem a Polskem z roku 1920, avšak spor o Těšínsko byl definitivně diplomaticky vyřešen až 13. 6. 1958 smlouvou o konečném určení hranic, podepsanou ve Varšavě.

### Výstavba nových sídlišť 1946–1955
Po druhé světové válce v souvislosti s dynamickým rozmachem průmyslu a těžby černého uhlí na Ostravsku, a s tím souvisejícím intenzivním přílivem přistěhovalců za prací, nastala poptávka po novém sídelním útvaru v oblasti Karviná – Místek. Základními parametry pro lokaci sídla bylo umístění poblíž zásob uhlí s dojížděním zaměstnanců do 30 minut a současně na území, které nebude samo poddolováno, což území v prostoru mezi Šumbarkem a Dolními Bludovicemi splňovalo díky poloze na tektonické poruše, tzv. bludovickém zlomu, kde se ložiska uhlí nachází až v hloubce 1,2 km, což i v případě dobývání zaručuje dostatečnou hloubku zamezující poklesům terénu. Další výhodou tohoto území je blízkost zdrojů vody a energií (Teplárna Suchá, Elektrárna Karviná, čistírna plynu Dolní Suchá), dobré dopravní napojení na Ostravu po železnici (trať Ostrava – Č. Těšín – Slovensko) i silnici 11, a také dobré přírodní podmínky terénního jazyka mezi řekami Lučinou a Sušankou, lesů v okolí a blízkost Beskyd pro rekreaci obyvatel.

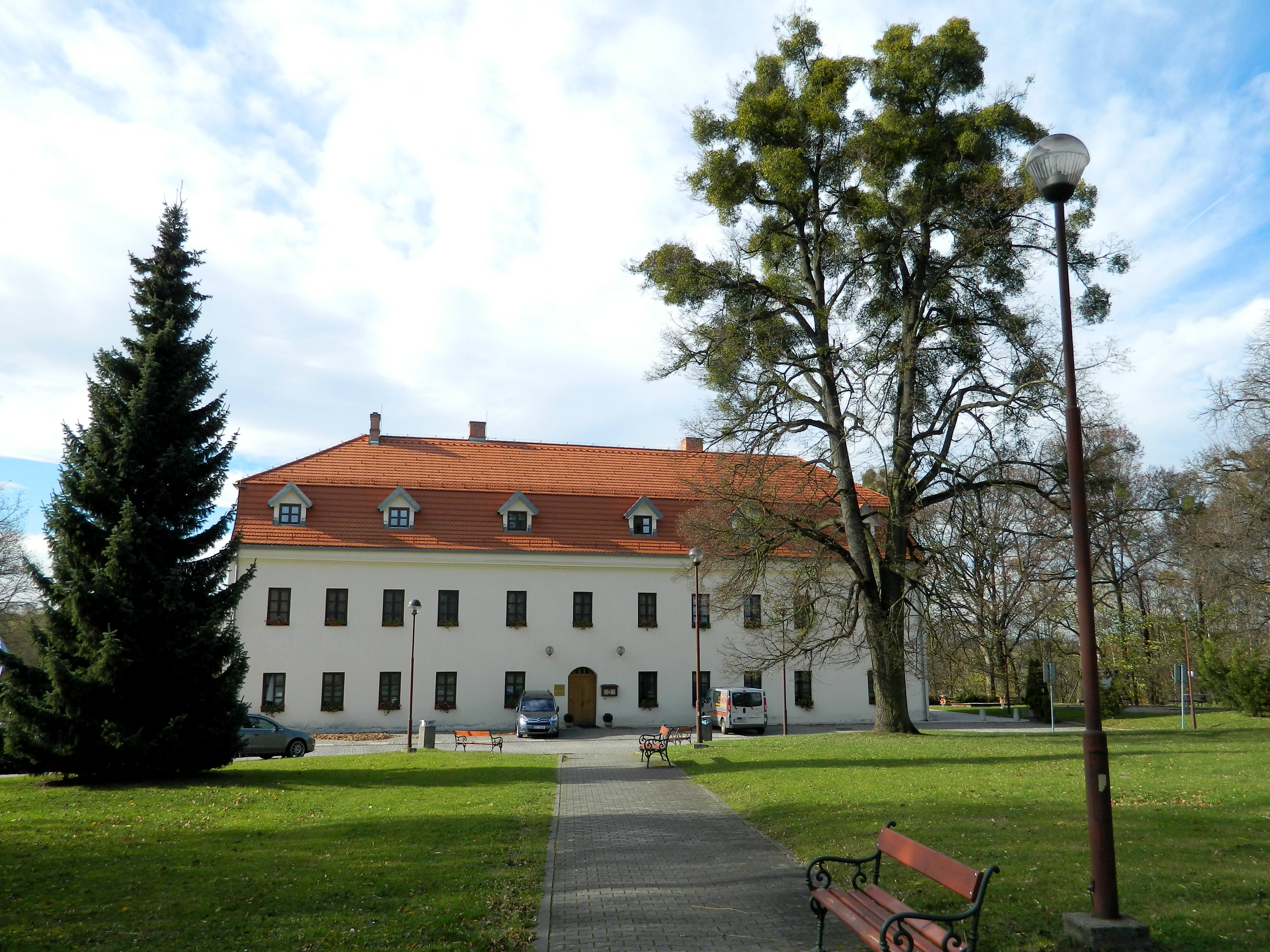
Zámek Šumbark, dnes ležící v katastru Havířova-města, ve své současné podobě

První myšlenka pro výstavbu nového města se zrodila v roce 1946, a již na podzim 1947 roku byla na pomezí katastrů obcí Šenov a Šumbark zahájena výstavba nového sídliště Šenov-Šumbark. V létě 1949 bylo na tomto sídlišti předáno do užívání prvních 96 bytových jednotek – jejími obyvateli se stali převážně horníci ze zanedbaných kolonií v Dolní Suché, Lazech či Radvanicích.
V letech 1950 až 1952 byl na rozhraní obcí Šumbark a Dolní Bludovice vystavěn rozsáhlý internátní komplex Učiliště Pavky Korčagina (tzv. Korčagin, dnes mj. sídlo magistrátu) podle projektu architektů Otakara Nového, Miloslava Čtvrtníčka a Josefa Krizskeho z ostravské pobočky Stavoprojektu. V sousedství učiliště započala od jara 1951 výstavba obytných bloků východně od silnice Šumbark – Bludovice. Tato výstavba se stala druhým ohniskem intenzivní obytné výstavby, které se stalo základem jádra budoucího města. V roce 1951 probíhala severojižním směrem také výstavba plynovodního a vodovodního potrubí včetně nové vodárny v Petřvaldě, současně se objevil projekt nové přehrady na řece Lučině v Žermanicích. Na sídlišti Šumbark-Šenov byla v roce 1952 otevřena první mateřská škola, postaven kulturní dům (současně začíná výstavba kulturního domu i na druhém sídlišti), v roce 1953 se otevřely první potravinářské prodejny, první základní škola (dnešní ZŠ Jarošova) a rok později 5. 9. 1954 zahájila provoz ZŠ Pionýrů (dnes ZŠ Školní) a jesle. V roce 1955 byla dokončena budova základní školy vedle budovy Korčagin.
S přibývajícími obytnými bloky začala být stále palčivější správní otázka. Šenov a Šumbark patřily k okresu Ostrava, zatímco Dolní Bludovice k okresu Český Těšín. Část sídliště Šenov-Šumbark spravoval MNV Šenov, další část MNV Šumbark, který spravoval i většinu budoucího jádra Havířova, kromě jeho nejjižnější části, která patřila pod správu MNV Dolní Bludovice. V této situaci se noví obyvatelé těžce orientovali, a tak v roce 1954 přišel návrh MNV Šumbark na úpravu územních poměrů, který se stal podkladem pro osamostatnění nového města, který byl přijat vládou. Od dubna 1955 byl MNV Šumbark pověřen správou obou sídlišť bez ohledu na katastrální hranice, přípravou voleb do národního výboru nového města, které vzniklo 4. prosince 1955 odloučením částí území obcí Šenov, Šumbark a Dolní Bludovice a jejich sloučením jeden celek, který přijal název Havířov, současně mu byla udělena městská práva a stal se součástí okresu Ostrava (od roku 1957 Ostrava-venkov). K 31. 12. 1955 měl nový Havířov 16 640 obyvatel, zatímco na počátku výstavby v roce 1947 zde žilo pouze 2 000 obyvatel.

### Vývoj po vzniku města Havířova 1956–1969

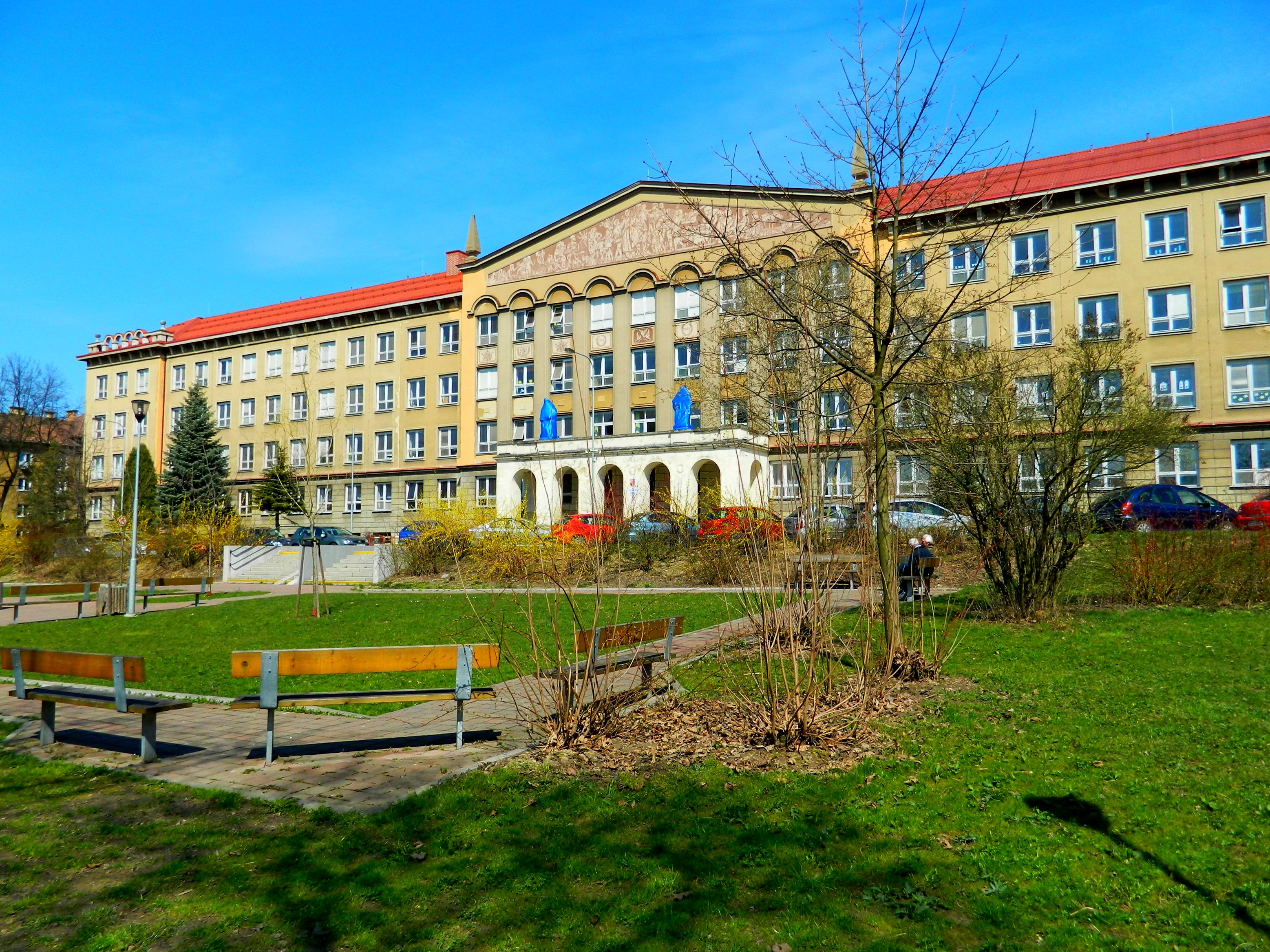
Základní škola Na Nábřeží dostavěná roku 1956 – součást nejstaršího jádra města

Po vzniku nového města výstavba nijak nepolevila. V roce 1956 bylo předáno do užívání dalších 857 bytových jednotek, obyvatelstvo mělo věkový průměr pouze 33 let a děti tvořily 32 % populace. 8. 4. 1956 zahájilo oficiálně (již v prosinci 1955 zde byl slavnostně vyhlášen Havířov) provoz kino Radost projekcí filmu Rudá záře nad Kladnem. V témže roce byl otevřen druhý poštovní úřad na Gottwaldově ulici (dnešní Hlavní třída), který se stal posilou pro původní poštu v Havířově III (bývalé sídliště Šenov-Šumbark). Na jaře 1957 se kopal přívodní řad beskydského vodovodu na dnešní Hlavní třídě, nejprve z Řetníka (Žermanice), poté ze Špluchova. V tomtéž roce bylo zavedeno nové číslování domů a květnu byl zahájen provoz státní spořitelny (nejprve 2× týdně, od roku 1961 denně). 4. 4. 1958 zahájily provoz první dva vozy taxi a průběžně byl navyšován počet školních zařízení – v roce 1958 slouží jedna jedenáctiletá ZŠ, pět osmiletých ZŠ a jedenáct mateřských škol. 31. 8. 1958 bylo otevřeno Přírodní divadlo (dnešní letní kino) představením opavské opery Prodané nevěsty. V roce 1959 zahájilo provoz učiliště Antonína Zápotockého (tzv. AZ) a začala výstavba dnešního centra města – Labužník a bytových bloků na Fibichově ulici včetně 13-podlažního věžového domu a také na Dělnické ulici s budoucí spořitelnou. Plán na výstavbu radnice, divadla, obchodního domu a hotelu byl odložen. V roce 1959 bylo dokončeno zdravotní středisko v Havířově III a padaly první návrhy řešící zaměstnanost žen výstavbou pobočky podniku typu Tesla či OP Prostějov. V roce 1960 bylo dokončeno zdravotní středisko Švermova, což však stále nevyřešilo potřebu zdravotní péče pro rychle rostoucí populaci Havířova – již od roku 1957 se objevily myšlenky pro výstavbu nemocnice. V březnu 1960 byla dokončena čistička odpadních vod. V témže roce byly zahájeny práce na přeložce železniční trati Havířov – Český Těšín mimo poddolovaná území (zahájení provozu 30. 6. 1961 v 10.25 h, zdvojkolejnění v roce 1962, elektrifikace dokončena v 1964) a bytová výstavba se rozšířila i do Prostřední Suché (tehdy ještě součásti Dolní Suché). Otevřen byl zelinářský podnik (velkoplošné skleníky, na území dnešního hypermarketu Globus).
Bilance výstavby Havířova v letech 1952 až 1960:
| 1952–1960 | Postaveno | Náklady         |
| --------- | --- | --------------- |
| 1952–1960 | 8100 bytů pro 36 000 obyvatel, 11 mateřských a 7 základních škol, 3 jesle, 2 lékárny, 1 dětský domov, 3 zdravotní střediska, 3 restaurace, 1 noční vinárna, 1 restaurační bufet, 1 kino, 207 400 m2 vozovek, 111 033 m2 chodníků, 4 km horkovodu z Dolní Suché, 8 km horkovodní sítě v Havířově, 20 km teplovodů, 42 výměníkových stanic, 17 km beskydského vodovodu, 1 kanalizační čistička odpadních vod, vodovod a plynovod. | 929 676 746 Kčs |

Od 1. července 1960 došlo k velké administrativní změně – katastr Havířova byl rozšířen o území Dolní Suché (7 681 obyv.), zbývajících částí obcí Šumbark (873 obyv.) a Dolní Bludovice (2 111 obyv.), a také o Životice (625 obyv.). Připojení další části území Šenova narazilo na nesouhlas obce. Rozloha Havířova se tak zvětšila ze 624,22 ha na 2973,74 ha a počet obyvatel vzrostl o dalších 11 290. Havířov se také stal součástí okresu Karviná. K 1. 1. 1961 měl Havířov již 48 986 stálých a 5 000 přechodných obyvatel.

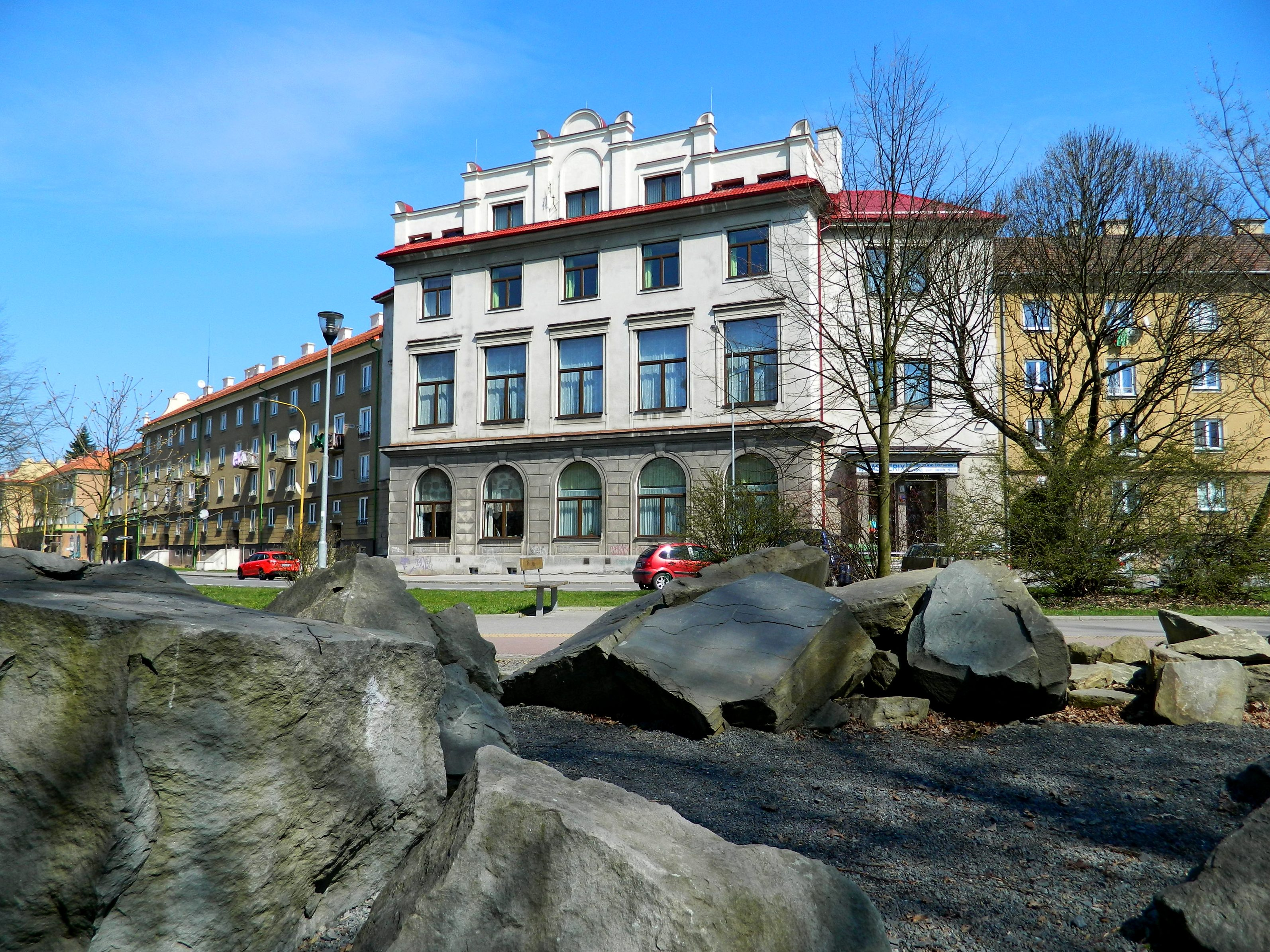
Domov dětí a mládeže v ulici Na Nábřeží

K 1. 1. 1961 byl dokončen beskydský vodovod s kapacitou 300 l/s, dostatek vody byl však zajištěn až dostavbou přehrad Morávka (1964) a Šance (1967). V roce 1961 byla také zahájena výstavba Havířova IV (dnešní oblast ulic Lipová, Palackého, Makarenkova, Čapkova) a rodinných domů v Bludovicích, Šumbarku a Suché. V listopadu 1961 byl v Labužníku zaveden vánoční prodej, oficiálně byl celý uveden do provozu v roce 1962. První etapa havířovského koupaliště byla uvedena do provozu 1. 7. 1961 a v říjnu první trakt Kulturního domu Petra Bezruče (loutkové divadlo, klubovna, restaurace), který řešil poptávku po kulturním vyžití. V dubnu až říjnu probíhala výstavba druhého horkovodu z Teplárny Dolu Dukla pro vytápění nových čtvrtí Havířova V a VI (délka 2x3,7 km, DN500, 170/70 °C).
Dne 7. července 1961 došlo v 8. sloji Dolu Dukla k požáru, který je se 108 zahynuvšími horníky jednou z nejtragičtějších událostí v historii Havířova.
V roce 1963 byla uvedena do provozu komunikace pod označením 11H spojující centrum Havířova s Prostřední Suchou (dnešní Dělnická ulice), o rok později silnice mezi Prostřední Suchou a Dolem Dukla, také začala úprava přednádražního prostoru i kolejové části nádraží a dne 5. 5. 1964 byla slavnostním výkopem zahájena výstavba havířovské nemocnice, již dlouho žádané (první část, zahrnující odd. infekční a odd. TBC a respiračních chorob, byla otevřena 1. 10. 1966). V tehdejším Havířově VI byla otevřena v únoru 1965 Jitřenka (lahůdky, cukrárna, kavárna). Dne 2. 8. 1964 bylo slavnostně otevřeno v Životicích Muzeum boje proti fašismu (neoficiálně otevřeno 6. 8. 1963), dnešní Památník životické tragédie (v roce 1984 přebudován do dnešní podoby). Dne 1. 4. 1964 vznikly samostatné Technické služby. V roce 1965 byla zahájena výstavba nové nádražní haly, byl dokončen blok prodejen na dnešním Náměstí Republiky (kniha, Rybí grill, cukrárna Pramen a spořitelna), 28. 4. 1965 byla ustavena Tělovýchovná jednota Slavie, v roce 1966 byla otevřena samoobsluha Severka a v roce 1967 začala výstavba zimního stadionu, rodinných domů v Bludovicích a v lokalitě Pacalůvka v Životicích, do provozu byl uveden urnový háj na Šumbarku, 8. 3. 1967 byl otevřen Městský dům pionýrů a mládeže a 25. 12 .1967 zahájilo vyprodaným představením filmu Old Shatterhand provoz kino Centrum s 536 místy a promítací aparaturou na 70 i 25 mm film. V noci z 20. na 21. 8. 1968 projížděla také Havířovem vojska Varšavské smlouvy, o rok později se shromáždění k 1. výročí upálení Jana Palacha na náměstí před Labužníkem zvrhlo ve střety s Veřejnou bezpečností.
27. 11. 1969 byl přestřižením bílé stuhy zahájen provoz hlavní budovy nemocnice se dvěma interními a jedním ženským, chirurgickým, resuscitačním a dětským oddělením, k roku 1970 měla nemocnice 606 lůžek.

### Období stagnace 1970–1989
S účinností od 1. 1. 1970 došlo v Havířově k významné úpravě správních a katastrálních hranic. Roztříštěnost Havířova na 13 městských částí byla vyřešena transformací na pouhé čtyři městské části Havířov 1 až 4, které od 1. 10. 1974 doplnil Havířov 5 (připojená obec Dolní Datyně) a od 1. 7. 1975 Havířov 6 (připojená obec Horní Suchá). K 31. 12. 1970 měl Havířov 81 317 obyvatel.
Po roce 1970 nastalo v Havířově období výrazného zpomalení bytové výstavby, pozornost byla v této době směřována do výstavby sídlišť v okolních městech, zejména v Karviné, Orlové a Českém Těšíně, zatímco Havířov zůstal poněkud stranou. V roce 1971 byla zahájena výstavba především na území dnešní městské části Podlesí v okolí zimního stadionu, obchodního domu Permon a hotelu Merkur. V tomtéž roce byl na Šumbarku zahájen provoz pobočky podniku Nářadí, n. p. Rozestavěn byl již zmíněný obchodní komplex Permon, dále prodejna Mototechna, obchodní dům Budoucnost v centru města (otevřen v září 1973, v roce 2000 rekonstruován na dnešní OD Elan) a učňovská škola v Prostřední Suché (otevřena v roce 1975). V roce 1972 bylo otevřeno hřiště při ZŠ Marie Kudeříkové a v roce 1974 byla dokončena výstavba v okolí ulice Vrchlického na Podlesí. V roce 1976 byla zahájena výstavba pobočky obuvnického podniku Svit Gottwaldov, který zahájil výrobu v roce 1980. V listopadu 1978 byla otevřena Městská sportovní hala Slavia. Ve druhé polovině 70. let 20. století došlo téměř k zastavení výstavby v Havířově, navíc vlivem poddolování několik desítek bytů ročně ubývalo, zejména v Suché. Počet obyvatel města začal více méně stagnovat a od poloviny 80. let dokonce trvale klesat, čemuž nedokázalo zabránit ani určité oživení výstavby v podobě budování panelových sídlišť v Šumbarku, konkrétně lokalitách Šenov-Zadky od roku 1982, od druhé poloviny 80. let Šumbark II – 1. etapa a 2. etapa a Šumbark-Vsuvky. Nejdéle probíhala výstavba sídliště Šumbark II – 2. etapa, a to až do poloviny 90. let 20. století. V letech 1980 až 1994 bylo předáno v Havířově do užívání 3938 nových bytů. V roce 1983 byl otevřen společenský dům Reneta a v roce 1987 byl uveden do provozu Kulturní dům Leoše Janáčka v Podlesí s kinem Úsvit.

### Havířov po roce 1990

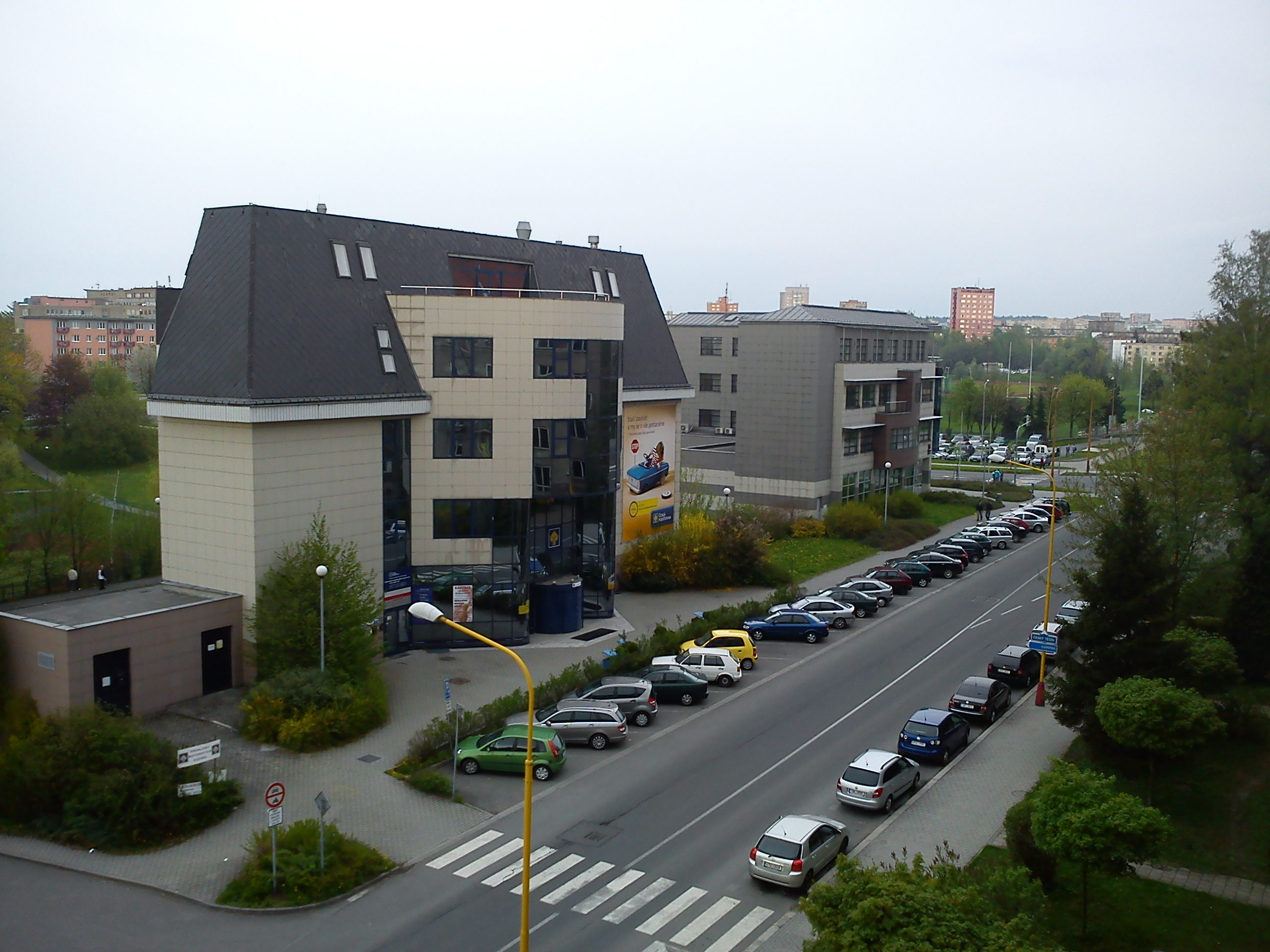
Příklad architektury z 90. let – ulice U Stromovky s budovami České pojišťovny (1997) v popředí a Komerční banky (1999)

Politické, ekonomické a společenské změny po sametové revoluci v listopadu 1989 se nevyhnuly ani Havířovu. Hned v roce 1990 ve městě vzniklo mnoho politických stran a hnutí kandidujících do prvních svobodných voleb do Federálního shromáždění, České národní rady i do městského zastupitelstva. V Havířově se, podobně jako v jiných částech republiky, stalo jasným vítězem Občanské fórum. Dne 24. listopadu 1990 Havířov získal postavení jednoho ze 14 zakládajících statutárních měst, což znamenalo obnovení městské samosprávy. K témuž datu však také využila Horní Suchá možnosti k osamostatnění.
Na území města zahájilo provoz mnoho malých podnikatelských živností, velké státní podniky procházely transformací a privatizací, aby byly schopné se prosadit v novém tržním prostředí. V celé oblasti Ostravska nastal postupný útlum těžkého i důlního průmyslu a obrat směrem k rozvoji služeb, maloobchodu, případně k lehkému průmyslu. Na území města Havířova postupně došlo k zániku tradičních podniků – pobočka Svitu se v roce 1992 osamostatnila pod názvem Savela, ta se však vlivem nepříznivého ekonomického prostředí dostávala do stále větších problémů a v roce 2000 definitivně zanikla. Podobný osud potkal podnik Nářadí (pozdější Tenas). 10. ledna 2007 ukončil těžbu jediný důl na území Havířova – Dukla. Naopak kromě menších živností vyrostlo v okolí Havířova několik průmyslových zón včetně automobilky Hyundai Motor Czech v Nošovicích a mnoha jejich dodavatelů působících mj. i na území Havířova. V současnosti[kdy?] se v brownfieldu po dole Dukla buduje první velká havířovská průmyslová zóna, která by měla pomoci s nezaměstnaností v Havířově i okolí.
Město po roce 1990 zapracovalo na revitalizaci městských veřejných prostor – po rekonstrukci byl pro veřejnost 18. ledna 1998 slavnostně otevřen zámek a v letech 2006 až 2007 Kulturní dům Radost s navazujícími parkovými úpravami, dále hlavní havířovský bulvár Hlavní třída (v letech 2008 až 2009), náměstí Republiky (v roce 2005 včetně instalace monumentu Kyvadlo), šumbarské náměstí T. G. Masaryka (dokončeno v roce 2014) či centrální park. Dále Havířov buduje své rekreační zázemí, když vznikla rozsáhlá odpočinková zóna podél ulice Na Nábřeží (v roce 2010) i v lesoparku v Podlesí, dále se připravuje rekonstrukce lesoparku Stromovka. V současnosti jsou budovány cyklostezky k nedalekým vodním nádržím Těrlicko a Žermanice.
Již od poloviny 80. let 20. století se Havířov potýká s úbytkem počtu obyvatelstva, byť nikoli tak výrazným jako třeba v nedaleké Karviné. Nastal totiž opačný trend pohybu obyvatelstva za prací, než tomu bylo při výstavbě Havířova, který je ještě zesílen vyšší ekonomickou silou obyvatelstva, a s tím související potřebou po vlastním individuálním bydlení. Část obyvatel migruje do okolních i středně vzdálených obcí, což je však trend celorepublikový.

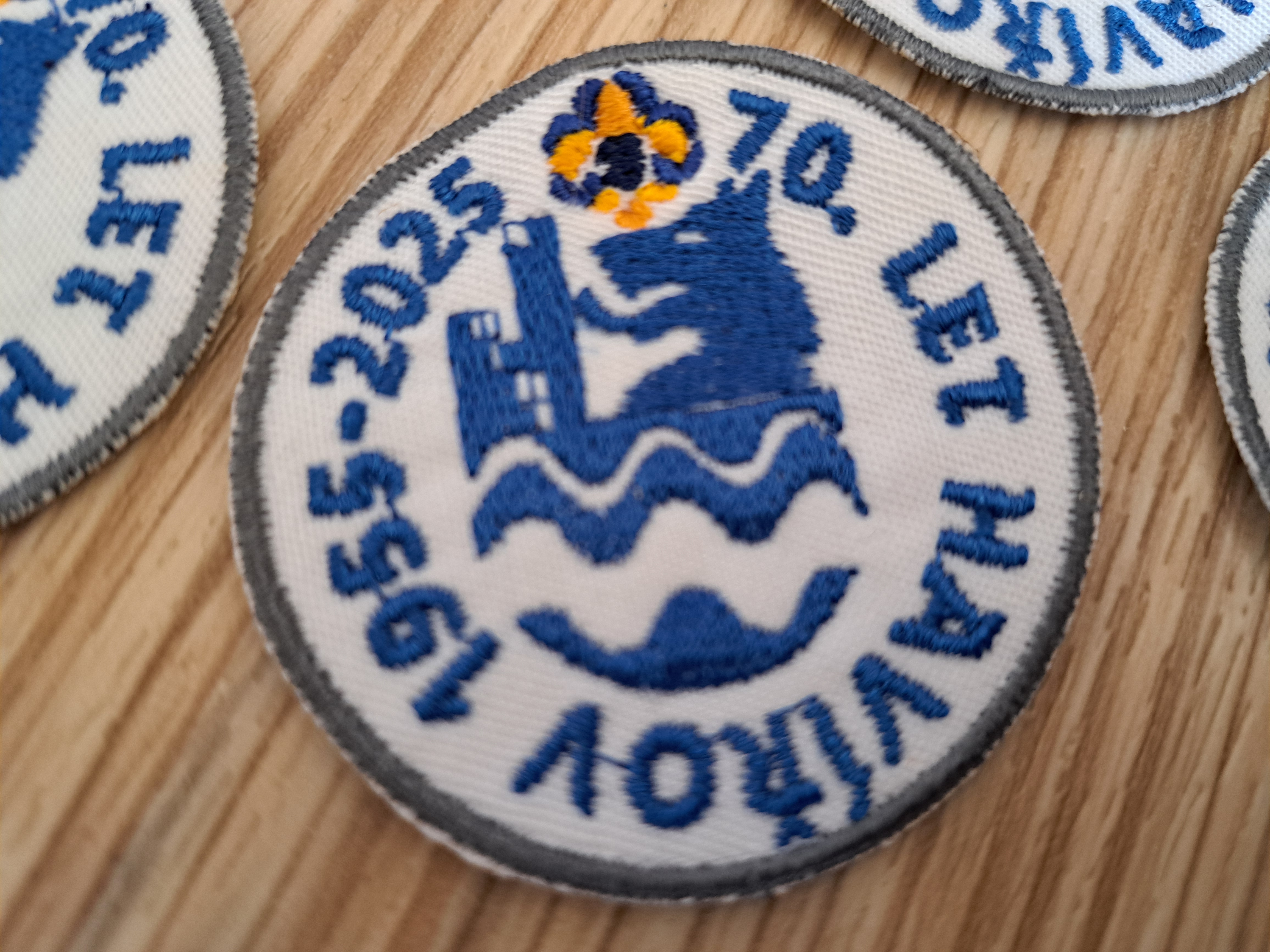
Pamětní nášivka vydaná Junákem k příležitosti 70 let založení města (2025)

Vedení Havířova vede několik sporů s firmou Asental Land Zdeňka Bakaly. Firma vlastní asi 15 tisíc pozemků, hlavně na Karvinsku. V roce 2025 si Havířov připomíná výročí 70 let od založení. K této příležitosti bylo uspořádáno několik výstav, přednášek a akcí.

## Městské části

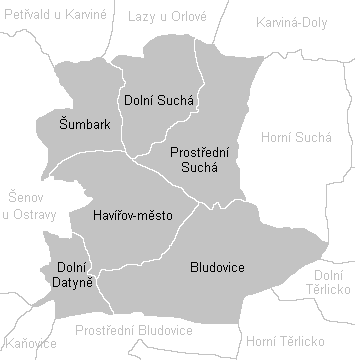
Katastrální území Havířova

### Současné městské části
- Bludovice (2 616 obyv., území součástí Havířova od 1. 7. 1960, bývalé Dolní Bludovice)
- Dolní Datyně (580 obyv., území součástí Havířova od 1. 10. 1974)
- Dolní Suchá (1 011 obyv., území součástí Havířova od roku 1. 7. 1960)
- Město (28 871 obyv., území součástí Havířova od 4. 12. 1955, část bývalého Šumbarku a Dolních Bludovic)
- Podlesí (13 660 obyv., území součástí Havířova od 1. 7. 1960 součást bývalých Dolních Bludovic, dodnes součást k. ú. Bludovice)
- Prostřední Suchá (4 439 obyv., území součástí Havířova od 1. 7. 1960 jako součást Dolní Suché)
- Šumbark (15 668 obyv., území součástí Havířova od roku 1. 7. 1960, bývalé Výsluní od 4. 12. 1955)
- Životice (1 308 obyv., území součástí Havířova od 1. 7. 1960, dodnes součást k. ú. Bludovice)

Uvedený počet obyvatel je k 26. 3. 2021.

### Bývalé městské části
- Horní Suchá (od 1. 7. 1975 do 23. 11. 1990)[15]

### Historie rozdělení na městské části
Rozdělení Havířova na městské části procházelo v průběhu let vývojem. V letech 1960 až 1970 byl počet částí nejpestřejší. Bylo jich třináct a jejich názvy jsou dnes více méně pozapomenuty:
- Havířov I – Nábřeží: oblast ohraničená Hlavní třídou, ulicí Fibichovou, řekou Lučinou a železniční tratí (8203 obyv. v r. 1961, 8723 obyv. v r. 1965)
- Havířov II – Stromovka: oblast ohraničená Hlavní třídou, lesoparkem Stromovka, ulicemi Dělnickou a Orlovskou (7905 obyv. v r. 1961, 8151 obyv. v r. 1965)
- Havířov III – Výsluní: oblast tzv. starého Šumbarku včetně území budoucího sídliště Zadky a vilové části (9355 obyv. v r. 1961, 9113 obyv. v r. 1965)
- Havířov IV – Lučina: oblast ohraničená dnešní Národní třídou, ulicemi Na Fojtství, řekou Lučinou a ulicí Fibichovou (9431 obyv. v r. 1961, 10208 obyv. v r. 1965)
- Havířov V – střed: oblast ohraničená dnešními ulicemi Dělnická, Astronautů, Matuškova a Dlouhá třída (4598 obyv. v r. 1961, 6541 obyv. v r. 1965)
- Havířov VI – Smrky: oblast ohraničená dnešní ulicí Dělnickou, Astronautů, Dlouhá třída, 17. listopadu a kat. hranicí se Suchou (4950 obyv. v r. 1961, 9766 obyv. v r. 1965)
- Havířov VII – U nemocnice: oblast ohraničená lesoparkem Stromovka, Dělnickou ulicí a kat. hranicí se Suchou a Šumbarkem (4212 obyv. v r. 1965, v r. 1961 ještě neexistuje)
- Havířov VIII – Šumbark: oblast budoucích panelových sídlišť v okolí Petřvaldské, sídliště II. etapa, lokality U Třísky a U Jelena (862 obyv. v r. 1961, 807 obyv. v r. 1965)
- Havířov IX – Suchá I, Havířov X – Suchá II: území katastrů Dolní a Prostřední Suché (obě části dohromady 7043 obyv. v r. 1961, 6854 obyv. v r. 1965)
- Havířov XI – Životice: oblast odpovídající dnešní městské části Havířov-Životice (626 obyv. v r. 1961, 632 obyv. v r. 1965)
- Havířov XII – Bludovice: oblast odpovídající přibližně dnešní městské části Havířov-Bludovice (2284 obyv. v r. 1961, 2196 obyv. v r. 1965)
- Havířov XIII – Podlesí: oblast odpovídající přibližně dnešní městské části Havířov-Podlesí (4165 obyv. v r. 1965, v r. 1961 ještě neexistuje)

Dne 20. 11. 1968 došlo ke schválení úpravy správních i katastrálních hranic v rámci města Havířova s účinností od 1. 1. 1970. Tímto krokem došlo k výrazné redukci počtu městských části ze třinácti na čtyři, které v průběhu 70. let doplnily ještě další dvě po připojení Dolních Datyň a Horní Suché k Havířovu:
- Havířov 1: zahrnovala původní Havířov I, II, IV, V, VI, VII a část Havířova XII – Bludovic zvanou Důlňák až po místní komunikaci k Dolní Datyni.
- Havířov 2 – Bludovice: zahrnovala dva katastrální celky Životic a Bludovic až po místní komunikaci k Dolní Datyni a správní hranice města včetně původního Havířova XIII – Podlesí (tímto krokem bylo celé území sloučeno v jedno katastrální území Bludovice)
- Havířov 3 – Šumbark: zahrnovala území původních částí Havířov III – Výsluní a Havířov VIII – Šumbark
- Havířov 4 – Suchá: zahrnovala katastry Dolní a Prostřední Suché
- Havířov 5 – Dolní Datyně (od 1. 10. 1974): zahrnovala katastr obce Dolní Datyně po připojení k Havířovu
- Havířov 6 – Horní Suchá (od 1. 7. 1975): zahrnovala katastr obce Horní Suchá po jejím připojení k Havířovu

V roce 1991 došlo k úpravě počtu městských částí do dnešní podoby. Statut samostatné městské části tak opět získaly Životice, Podlesí či Dolní a Prostřední Suchá.

## Městská správa a politika
Město má status statutárního města. Správu nad městem vykonává městské zastupitelstvo v čele s primátorem. Je voleno v komunálních volbách na čtyři roky a má 43 členů.
V roce 2022 byli zvolení tito zastupitelé: Josef Bělica (ANO 2011), Stanislava Gorecká (ANO 2011), Ondřej Baránek (ANO 2011), Alena Olšoková (ANO 2011), Róbert Masarovič (ANO 2011), Iveta Kočí Palkovská, MBA (ANO 2011), Jan Veselý (ANO 2011), Iva Georgiu (ANO 2011), Radim Kalus (ANO 2011), Jakub Chlopecký (ANO 2011), René Chrobok (ANO 2011), Ondřej Lapisz (ANO 2011), Petr Chroboczek (ANO 2011), Jaroslav Lešňanský (ANO 2011), Jiří Matěj (ANO 2011), Jiří Jekl (HAVÍŘOV SOBĚ), Martin Cyž (HAVÍŘOV SOBĚ), Darja Škutová (HAVÍŘOV SOBĚ), Libor Gavlas (HAVÍŘOV SOBĚ), Marek Franta (HAVÍŘOV SOBĚ), Lucie Maceczková (HAVÍŘOV SOBĚ), Marek Hanák (HAVÍŘOV SOBĚ), Bohuslav Niemiec (SPOLUplus), Jan Szturc (SPOLUplus), Leoš Lukaštík (SPOLUplus), Pavel Tuleja (SPOLUplus), Eva Šillerová (SPOLUplus), Radomil Schreiber (SPOLUplus), Veronika Turská (SPD), Radomír Mikesz (SPD), Adolf Wertheim (SPD), Roman Tříska (SPD), Marián Adámek (SPD), Jarmila Adamcová (SPD), Daniel Vachtarčík (HPH), Bohuslav Muras (HPH), František Pokorný (HPH), Šárka Suchánková (HPH), Pavel Rapant (SOCDEM), Milan Černý (SOCDEM), Milan Dlábek (SOCDEM), Milada Halíková (KSČM), Eduard Heczko (KSČM).
Volební učast byla 34,55 % v 79 volebních okrscích. Ze zvolených 43 zastupitelů je 15 členy ANO 2011, 7 patří k hnutí HAVÍŘOV SOBĚ, 6 patří do koalice SPOLUplus (ODS, KDU-ČSL, TOP 09, STAN), 6 je členy SPD, 4 patří do Hnutí pro Havířov (HPH), 3 jsou členy SOCDEM a 2 patří do KSČM. Primátorem se 17. října 2022 stal Josef Bělica. Dne 9. prosince 2024 rezignoval, z důvodu zvolení hejtmanem Moravskoslezského kraje. Novým primátorem Havířova se stal Ondřej Baránek. 

### Primátoři (předsedové městského národního výboru)
Předsedové městského národního výboru:
- František Podoba (1955–1970)
- Karel Choleva (1970–1974)
- František Vystavěl (1975–1986)
- Vojtěch Klečatský (1986–1990)
- Antonín Šimíček (1990)

Primátoři:
- Zdeněk Pohl, ČSSD (1990–1999)
- Václav Wicher, ČSSD (1999–2002)
- Milada Halíková, KSČM (2002–2007)
- František Chobot, ČSSD (2007–2010)
- Zdeněk Osmanczyk, ČSSD (2010–2014)
- Daniel Pawlas, KSČM (2014–2016)
- Jana Feberová, ČSSD (2016–2018)
- Josef Bělica, ANO (2018–2024)
- Ondřej Baránek, ANO (od 2024)

### Správní území
Město leží v Moravskoslezském kraji s 300 obcemi ve Slezsku v okrese Karviná s 17 obcemi, má status obce s rozšířenou působností a obce s pověřeným obecním úřadem je součástí správního obvodu Havířov s 5 obcemi. Skládá se s 6 katastrálních území a 8 částí obce.

#### Spádové obce (správní obvod) města Havířova
Pod správu obce s rozšířenou působností Havířova, která je platná po zrušení okresních úřadů od 1. 1. 2003, spadají tyto obce:
- Albrechtice
- Horní Bludovice (od 1. 1. 2007, původně správní obvod Frýdek-Místek)
- Horní Suchá
- Těrlicko

## Doprava

### Železniční komunikace

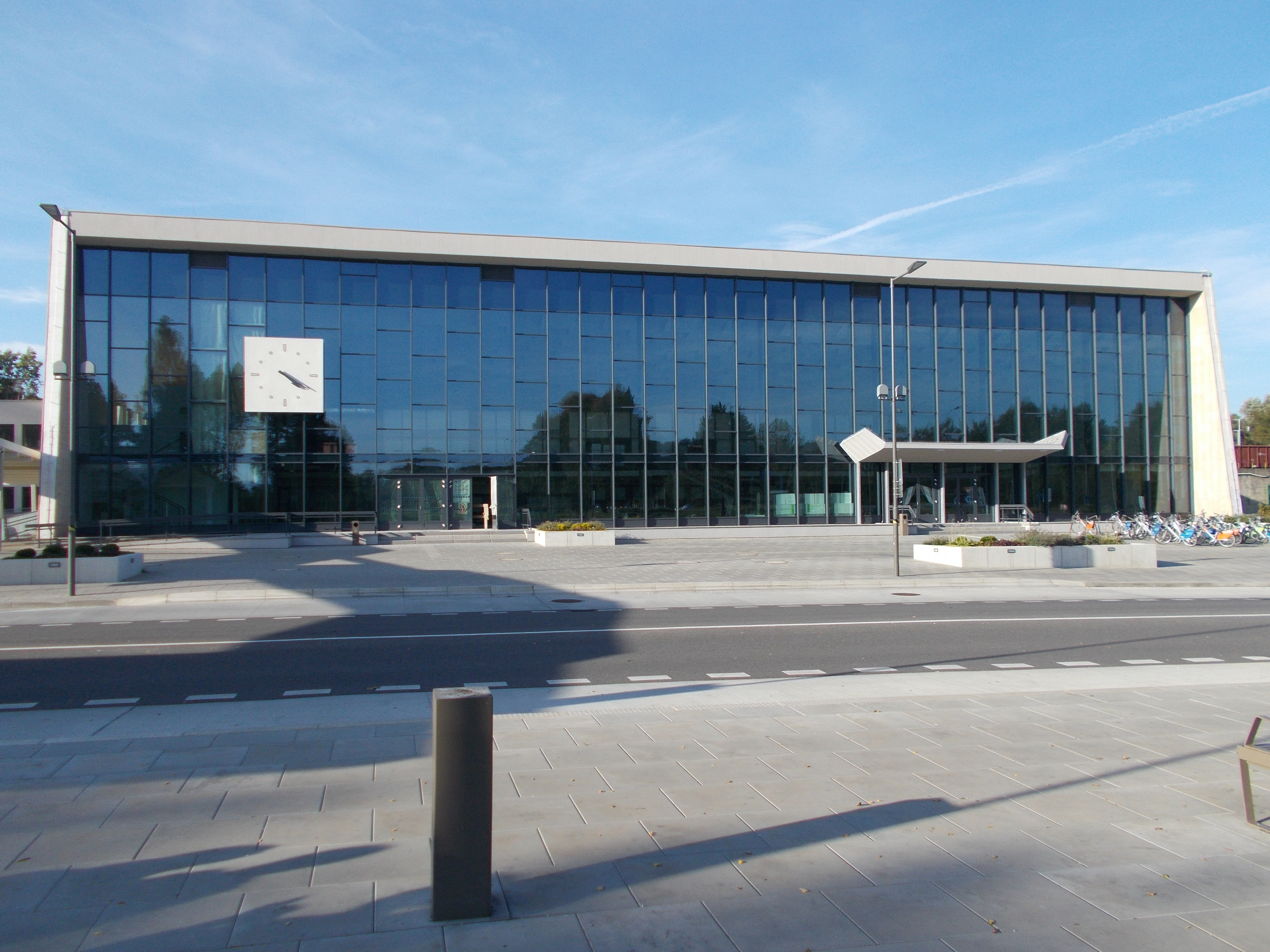
Nádražní budovu v Havířově v tzv. bruselském stylu z let 1964–1969 vytvořil architekt Josef Hrejsemnou

Havířovem prochází železniční trať 321 na trase Opava – Ostrava-Svinov – Český Těšín. Tato trať byla otevřena 15. listopadu 1911, a to z Kunčic do Prostřední Suché. 1. září 1914 byla skrze dnešní polské území prodloužena do Těšína. V roce 1931, po změně hranic, byl tento úsek zrušen a veden po českém území. V letech 1961–1969 byla trať v úseku Šumbark – Albrechtice přeložena do dnešního stavu mimo poddolovaná území, a také celá zdvojkolejněna a zelektrifikována. 27. října 1969 byla otevřena nová nádražní budova v tzv. bruselském stylu (podobně i nádražní budova ve Vítkovicích), jejíž cena byla 139 milionů československých korun. V roce 2011 bylo rozhodnuto o zbourání staré a vybudování nové budovy, která měla být v plném provozu od roku 2014, z projektu však sešlo. Od roku 2019 probíhá rekonstrukce celého nádraží, kde byla postavena nová, menší odbavovací hala, zatímco stará odbavovací hala se rekonstruuje a společně s tím i terminál pro autobusy před nádražím.
Vlaky ČD jsou integrovány v systému ODIS jako linky S9 (osobní vlaky) a R61 (spěšné vlaky). Ve městě je několik železničních stanic a zastávek, a to Havířov, Havířov střed, Havířov-Suchá a Prostřední Suchá (od roku 1961 neslouží pravidelné osobní dopravě). Nejnovější zastávkou je Havířov střed, která se nachází v blízkosti nemocnice a obchodního centra u Dělnické ulice, na které byl zahájen provoz 16. října 2017. Zastávka je bez pokladen, se třemi přístřešky, s rozhlasovým informačním systémem, kamerami a bezbariérovou dostupností.
Rychlíková doprava byla trasována přes Havířov vždy spíše jen okrajově, většina je vedena koridorem přes Bohumín a Karvinou. První rychlík zastavil v Havířově 28. května 1967, a to spoj z Ostravy-Poruby (dnešní Ostrava-Svinov) do slovenského Popradu využívající nově otevřenou Polaneckou spojku v Ostravě. Přímé spojení s Prahou bylo realizováno vždy jedním až třemi páry spojů za den.
Změna přišla od konce září 2011, kdy na české koleje pronikl nový dopravce RegioJet, který v pravidelném dvouhodinovém taktu zavedl pravidelné spojení Havířova s Prahou, od prosince 2011 (s počátkem platnosti nového jízdního řádu) došlo k prodloužení jednoho spoje do slovenské Žiliny a v říjnu 2014 přibyl i denní spoj do Košic, od června 2015 projíždí Havířovem jeden pár nočních spojů Praha – Košice. České dráhy sice zpočátku kontrovaly nasazením jednoho páru spojů Pendolina jednou týdně, který doplnil tradiční pravidelný denní pár spojů IC Hutník, avšak po roce 2013 svou rychlíkovou dopravu z Havířova zcela stáhly a přesměrovaly ji přes Karvinou a Bohumín.

### Silniční komunikace

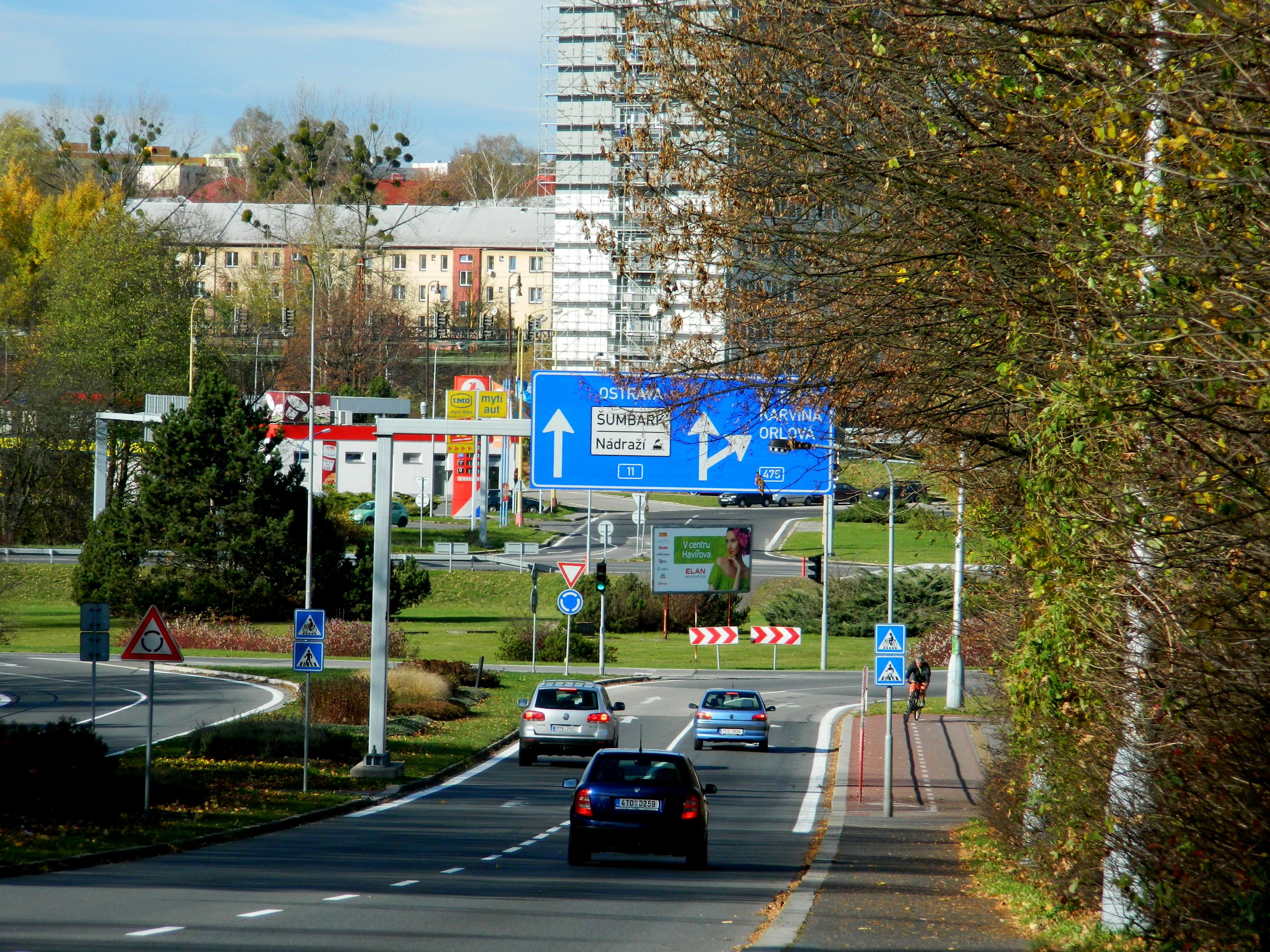
Silnice I/11 v úseku Hlavní třídy s vyústěním na velký kruhový objezd

Páteřní silniční komunikací procházející Havířovem je silnice I/11 směřující z Hradce Králové (před vybudováním dálnice D11 až z Prahy) do slovenské Žiliny. Tato silnice zhruba kopíruje historickou tzv. císařskou cestu vedoucí z Opavy do Těšína. Tato cesta byla na území dnešního Havířova lemována oboustrannou alejí, která se dochovala na ulici Elišky Krásnohorské v počtu 16 stromů (lípa malolistá, jírovec maďal, jasan ztepilý a dub letní) a jednotlivě podél Národní třídy (té se však dnešní silnice I/11 vyhýbá) a Náměstí Republiky.
Jako severní obchvat centra Havířova pro tranzitní nákladní dopravu ve směru z/do Českého Těšína slouží silnice II/475, která slouží zároveň jako výpadovka ve směru na Karvinou. Východní okraj města na území Životic protíná silnice II/474 a na západním okraji, při hranici s městem Šenov, odbočuje z hlavního tahu I/11 silnice II/479, která slouží jako alternativní trasa ve směru do Ostravy (původně stará silnice I/11). Tyto silnice doplňuje několik silnicí třetích tříd.
Havířov má jednu z nejstarších a největších okružních křižovatek v Česku postavenou na počátku 60. let, která se stala ještě neobvyklejší po přestavbě v roce 2010 s doplněním o světelnou signalizaci a střídáním jedno- až tříproudých uspořádání jízdních pruhů. Jedná se o křižovatku silnic I/11, II/475 a několika místních komunikací. Do budoucna existují projekty o přeměně této křižovatky na mimoúrovňovou v souvislosti se stavbou přeložky silnice I/11 severním obchvatem směrem na Těrlicko.

### Příměstská autobusová doprava

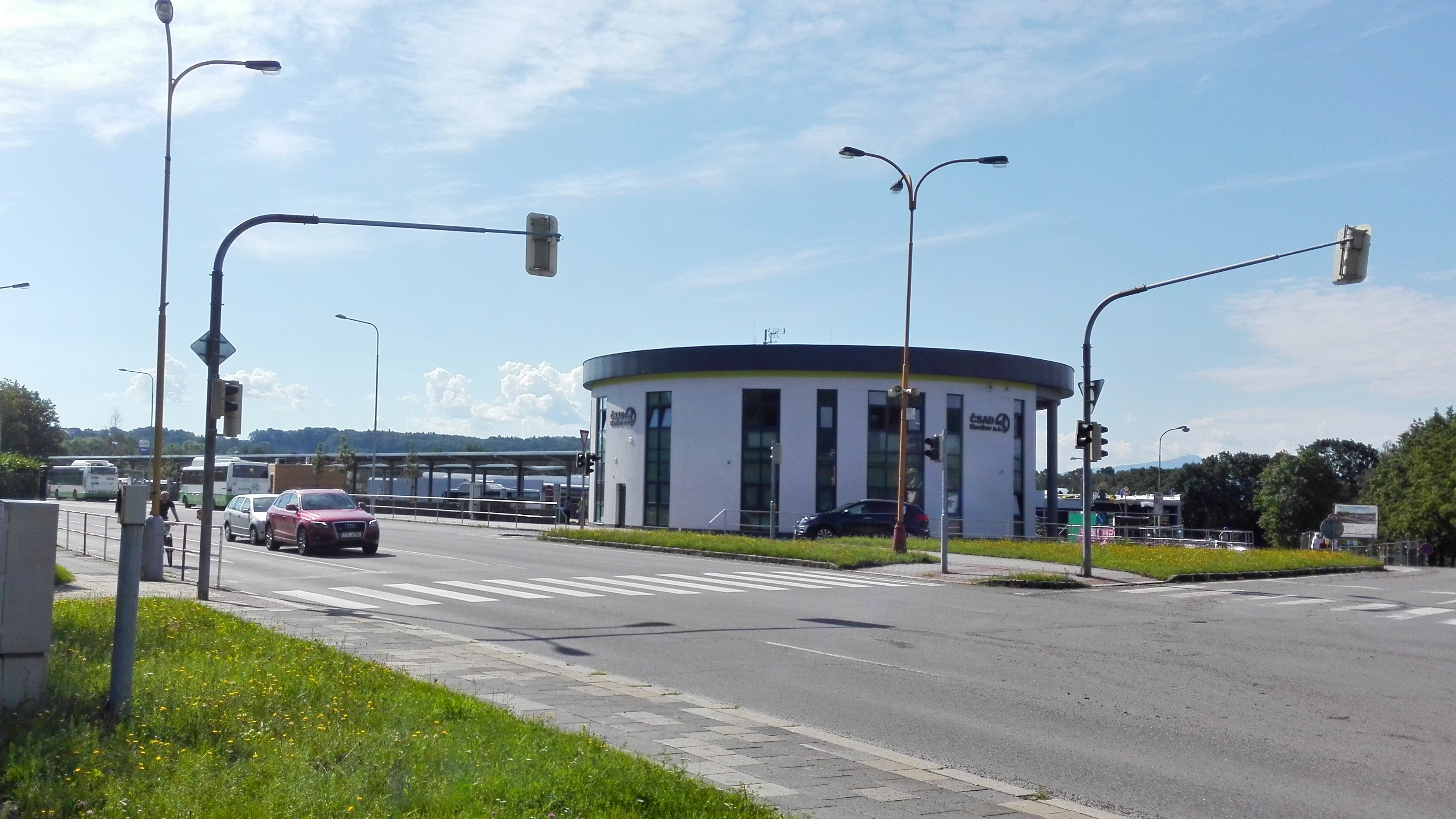
Nové autobusové nádraží na Těšínské ulici

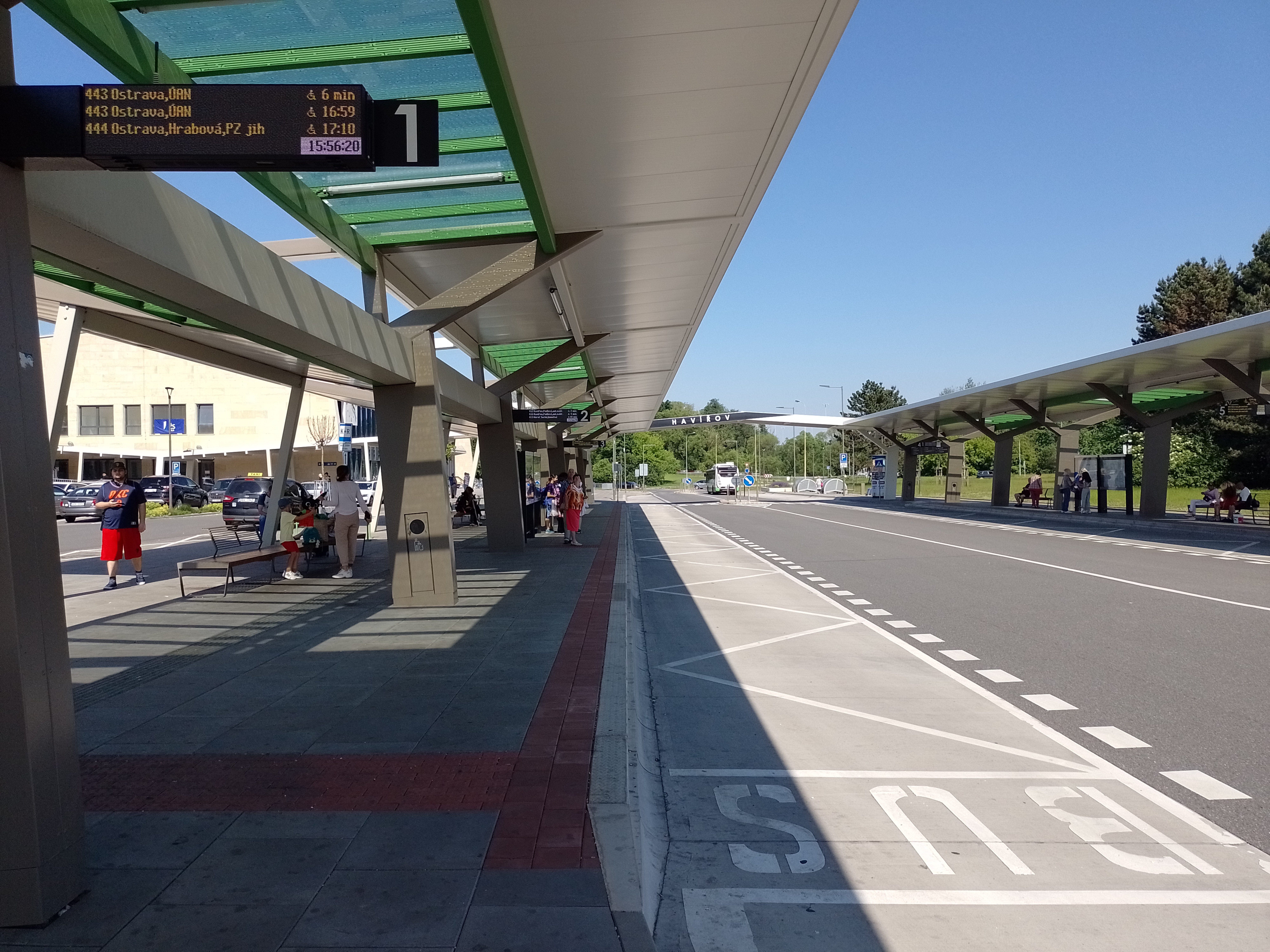
Přestupní terminál u vlakového nádraží

Příměstská autobusová doprava byla v počátcích existence havířovských sídlišť prakticky jedinou možností dopravy obyvatel do okolních měst a podniků, protože vlakových spojů bylo jen velmi málo a kapacita železnice (před rekonstrukcí, elektrifikací a zdvojkolejněním v první polovině 60. let) byla nízká. Ovšem taktéž autobusová doprava narážela na kapacitní problémy pro nedostatek autobusů, když jednotlivé spoje byly mnohdy zaplněny již ve výchozích zastávkách, takže např. do spojů ve směru do Ostravy se cestující z Havířova III již nedostali. Po navýšení počtu autobusů (v roce 1961 zaveden desetiminutový interval spojů do Ostravy) začala doprava pro změnu narážet na kapacitní problémy zastaralé silniční sítě v okolí Havířova, což způsobovalo zpoždění a dlouhé jízdní doby zejména ve směru na Ostravu a Karvinou. Podceněná silniční síť se v první polovině 60. let teprve budovala.
V roce 1964 autobusy ČSAD Ostrava, n. p. dosahovaly denního výkonu 26 260 cestujících (směr Ostrava 9 210, Orlová 6 970, Karviná 5 650, Petřvald 4 060, Český Těšín 270, Frýdek-Místek 80, Třinec 30). Za rok 1964 bylo přepraveno 24 294 123 cestujících. V roce 1965 byla zavedena rychlíková doprava do Ostravy, která funguje dodnes. V roce 1967 bylo provozováno do Ostravy již 420 spojů denně.
Město Havířov vždy disponovalo kvalitním autobusovým spojením s okolními městy, obcemi i velkými podniky. Provozovány byly i noční autobusové spoje ve směru do Ostravy (dnes již pouze o víkendech) a Karviné (zrušeno na počátku 90. let 20. století). Na základě privatizačního projektu byl národní podnik ČSAD Ostrava 1. 5. 1992 přetransformován na několik menších akciových společností, a úlohu dopravy ve městě na sebe převzala společnost ČSAD Havířov, na některých linkách doplněná svými dceřinými společnostmi ČSAD Karviná a ČSAD Frýdek-Místek. Od 28. 2. 2016 jsou havířovské příměstské linky zapojeny do systému ODIS. Od 11. 12. 2016 převzala ČSAD Havířov od Arrivy Morava také linky na trase Havířov – Český Těšín – Třinec – Jablunkov.

### Městská hromadná doprava Havířov
Havířov má hustou síť linek MHD, které jsou provozovány společností ČSAD Havířov. Tato síť pokrývá celé území města Havířova i okolních obcí Petřvald, Horní Suchá, Albrechtice, a od roku 1993 byla síť rozšířena do obcí Těrlicko, Horní Bludovice, Šenov a v posledních letech několik párů spojů zajíždí do lokality Nový Svět ve Stonavě. Vozový park si udržuje většinový podíl nízkopodlažních autobusů a také vozů s pohonem na CNG. Havířov byl ostatně od roku 1992, s tehdy nejpočetnějším vozovým parkem s pohonem na zemní plyn, průkopníkem alternativních paliv v autobusové dopravě v Česku.
Počátky havířovské městské hromadné dopravy se datují k roku 1959 – tehdy byla provozována pouze jedním autobusem, kdy se počet párů spojů pohyboval v jednotkách denně na trase spojující obě nová sídliště Havířov I a Havířov III. O rok později jsou v systému MHD již tři autobusy na 98 spojích s 20minutovým intervalem, v prosinci 1960 je linka prodloužena do Havířova III na původní sídliště Šenov-Šumbark a do Havířova V (dnešní střed). Od května 1961 byly intervaly zkráceny na 10 minut, v odpolední špičce na 5 minut, na podzim čítal vozový park 8 autobusů, linka je v Havířově III prodloužena z náměstí na Okružní ulici a na trase Havířov – Důl Dukla byl zaveden místní tarif. V roce 1962 byl průměrný interval 7 minut a v roce 1963 je po několikaleté snaze konečně zavedena linka MHD do Suché a je posílena doprava do Bludovic a Životic. V roce 1965 byla zavedena nová linka Havířov VII – Havířov V – Havířov VI. V roce 1967 byly provozovány čtyři linky a tento počet se v průběhu let s výstavbou dalších částí města rozšiřoval, stejně jako počet spojů a jejich časový takt.

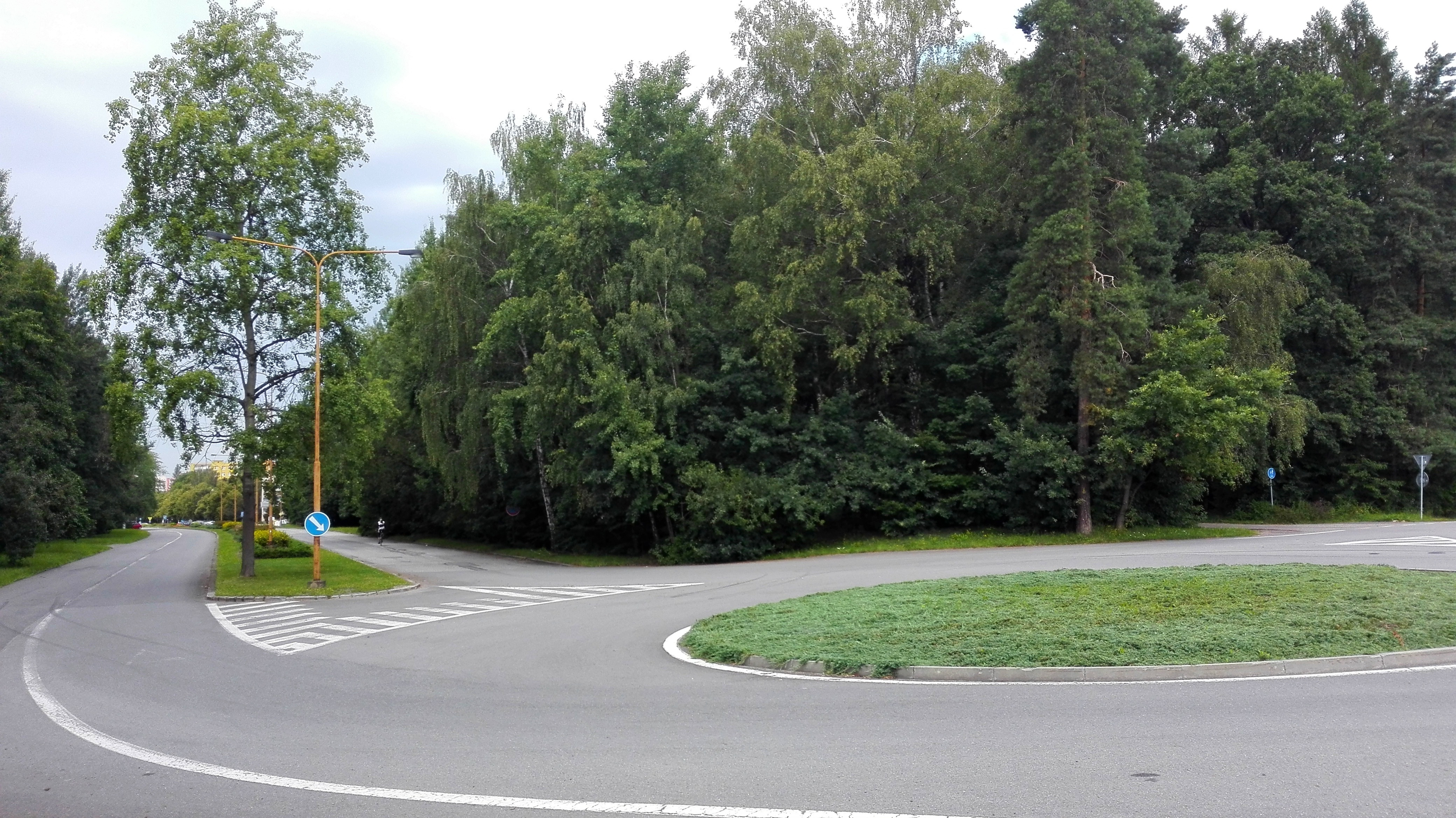
Točna pro trolejbusy v Podlesí, které v Havířově nakonec nikdy nejezdily

V 80. letech 20. století bylo v Havířově uvažováno o zavedení trolejbusové dopravy, projekt byl již v pokročilém stadiu a dokonce již byly objednány trolejbusy. Nakonec však výstavba nebyla nikdy uskutečněna a trolejbusy byly nakonec přiděleny do slovenské Banské Bystrice. Projekt byl sice ještě několikrát oprášen, ale v 90. letech byl definitivně zamítnut. Připomínkou na zvažovanou trolejbusovou dopravu je dodnes budoucí točna trolejbusů v Podlesí na křižovatce Dlouhé třídy a ulice Přátelství, která dnes slouží jako okružní křižovatka.
Od počátků historie Havířova až dodnes se objevují ambiciózní vize pro zavedení tramvajové či vlakotramvajové dopravy s částečným využitím starých železničních vleček mezi Havířovem a Ostravou.
K září 2016 čítala MHD Havířov 18 denních (linky 401 až 406, 409 až 420) a jednu celoměstskou okružní noční linku (linka 408). Ty byly doplněny třemi bezplatnými linkami objednávanými místními hypermarkety pouze pro dopravu z/do jejich obchodů (linka 431),linky 433, 434 byly od dubna 2018 zpoplatněny jednorázovou cenou 5 Kč. Nástup do vozů je umožněn pouze předními dveřmi (od roku 1992). Jednotlivé jízdenky se kupují jen v hotovosti u řidiče (nepřestupní plné jízdné za 15 Kč), z elektronické čipové peněženky (9 Kč, přestup uskutečněný do 45 minut za dalších 4,50 Kč) nebo bezkontaktní platební kartou. Prodej papírových jízdenek např. v trafikách v Havířově není. Funguje však předprodej dlouhodobých jízdenek v přepravních kancelářích dopravce. Od 8. 3. 2009 jsou linky městské hromadné dopravy integrovány do systému ODIS, tehdy v této souvislosti proběhlo přečíslování linek z tehdejších 1 až 22, která byla již obsazena ostravskými tramvajovými linkami, na 401 až 422.
Větší města v okruhu Havířova :
| Růžice kompasu | Ostrava (~16,3 km)  | Orlová (~12,4 km)        | Karviná (~14,5 km)     | Růžice kompasu |
| Růžice kompasu | Klimkovice (~28 km) | Sever                    | Český Těšín (~25,9 km) | Růžice kompasu |
| Růžice kompasu | Klimkovice (~28 km) | Havířov                  | Český Těšín (~25,9 km) | Růžice kompasu |
| Růžice kompasu | Klimkovice (~28 km) | Jih                      | Český Těšín (~25,9 km) | Růžice kompasu |
| Růžice kompasu | Příbor (~39,4 km)   | Frýdek-Místek (~15,2 km) | Třinec (~28,5 km)      | Růžice kompasu |

## Obyvatelstvo
Obyvatelstvo původních havířovských obcí bylo charakteristické smíšeností populace české a polské národnosti. V některých měli většinu Češi (např. Šumbark), v jiných zase Poláci (např. Dolní Bludovice).
Počet obyvatel v původních havířovských obcích a národnostní složení v roce 1921:
| Obec             | Obyvatel | Češi   | Poláci | Němci | Slováci | Jiní  |
| ---------------- | -------- | ------ | ------ | ----- | ------- | ----- |
| Dolní Bludovice  | 2454     | 21,8 % | 76,5 % | 1,6 % | -       | -     |
| Dolní Suchá      | 2410     | 76,3 % | 22,8 % | 0,5 % | -       | 0,4 % |
| Dolní Datyně     | 515      | 35,0 % | 64,6 % | 0,4 % | -       | -     |
| Prostřední Suchá | 3623     | 63,5 % | 34,3 % | 1,8 % | -       | 0,4 % |
| Šumbark          | 1223     | 57,0 % | 41,0 % | 0,9 % | -       | 1,1 % |
| Životice         | 518      | 35,9 % | 62,3 % | 0,6 % | -       | 1,2 % |

Po roce 1947 začal spolu s intenzivní výstavbou nových bytů prudce stoupat počet obyvatel na území Havířova. Zatímco v roce 1947 zde žilo 2 000 trvalých obyvatel, ke konci roku 1955, po založení nového města, již 16 640 a ke konci roku 1959 před první vlnou sloučení s okolními obcemi 31 579 obyvatel.
K dubnu 1957 činila skladba přistěhovalých do města Havířova 53,7% obyvatel z Ostravského kraje, 7,5 % z Olomouckého kraje, 6,6 % z Brněnského kraje, 5,9 % z Gottwaldovského kraje, 8,8 % z jiných českých krajů a 15,4 % ze slovenských krajů.
K 31. 12. 1977 byl Havířov s 93 516 obyvateli uváděn jako šesté největší české město – po Praze, Brně, Ostravě, Plzni a Olomouci. Nejvyššího počtu obyvatel dosáhl Havířov roce 1985, kdy měl 94 110 obyvatel. Poté populace stagnovala, případně mírně klesala. Pokles obyvatel nabral na intenzitě na přelomu tisíciletí, k 1. 1. 2016 mělo město již jen 74 101 obyvatel (pokles je částečně ovlivněn odtržením obce Horní Suchá s více než 4 000 obyvateli v roce 1990).
Vývoj počtu obyvatel Havířova podle sčítání lidu:

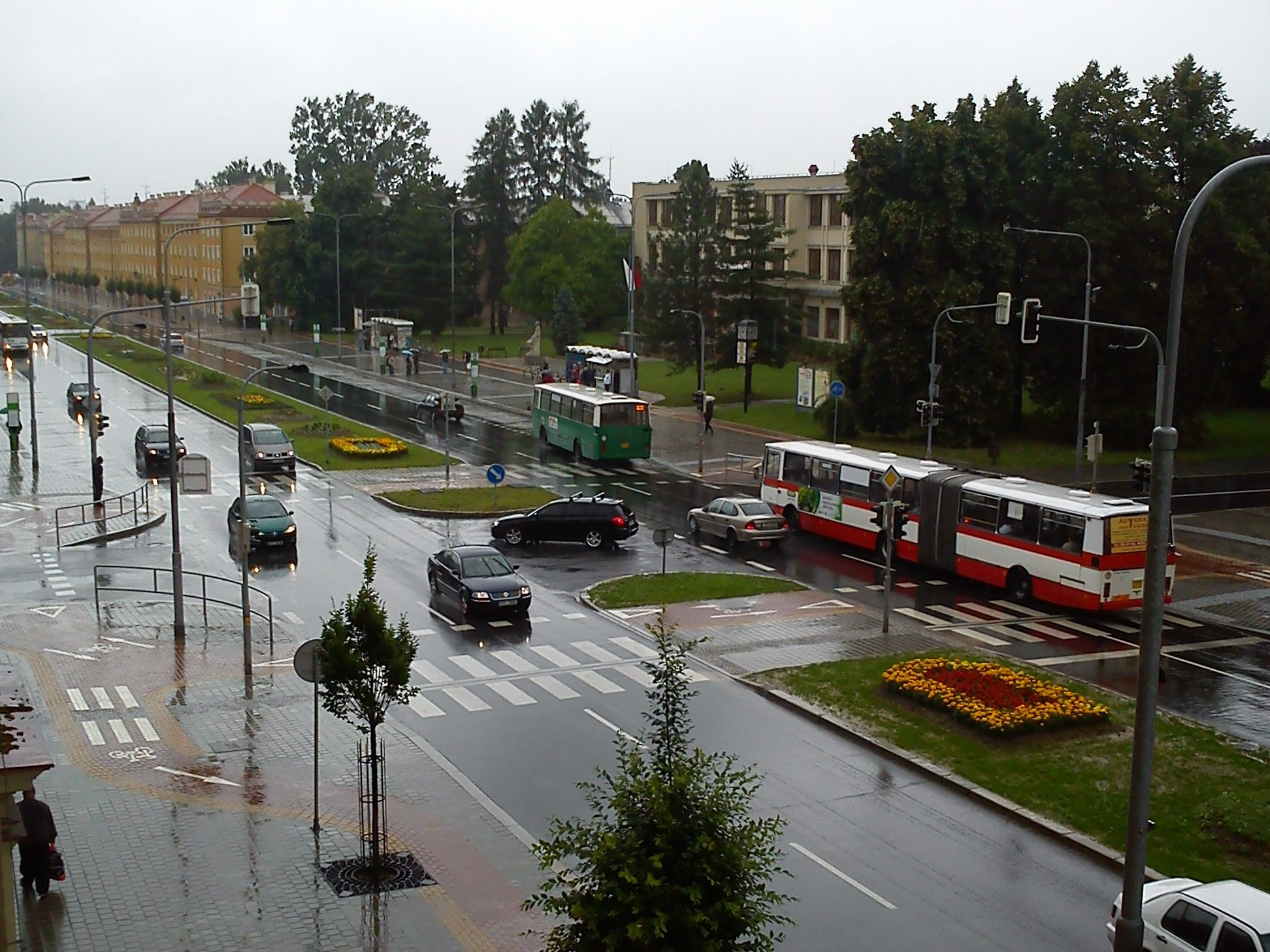
Křižovatka Hlavní třídy s ulicemi Gorkého a Svornosti, v pozadí je vidět Kulturní dům Petra Bezruče (foto z roku 2011)

| 1961   | 1970   | 1980   | 1991   | 2001   | 2011   | 2021   |
| ------ | ------ | ------ | ------ | ------ | ------ | ------ |
| 51 103 | 82 068 | 85 946 | 86 297 | 85 855 | 76 694 | 68 153 |

Další demografické tabulky:

Věková struktura obyvatel obce Havířov roku 2011
Rodinný stav obyvatel obce Havířov roku 2011
Vzdělání obyvatel obce Havířov roku 2011

Národnostní složení obyvatel Havířova dle sčítání lidu 2011: česká 63,4 %, slovenská 3,4 %, moravská 2,8 %, polská 2,4 %, slezská 0,7 %, ostatní 0,2 %, neuvedeno 24,0 %.

## Geografie

### Geomorfologické vymezení území Havířova
Z geomorfologického hlediska je havířovské území součástí soustavy Západokarpatské provincie, konkrétně leží na rozhraní geomorfologických celků Ostravská pánev, respektive jejího podřazeného podcelku Havířovská plošina, do které spadá větší část Havířova, a Podbeskydská pahorkatina, přesněji jejího podcelku Těšínská pahorkatina, která se zvedá na jižním okraji katastru města v ose od Pacalůvky v Životicích přes Bludovice směrem k lokalitě Záguří v Horních Bludovicích. Tento okrsek Těšínské pahorkatiny se nazývá Hornotěrlická pahorkatina, jejíž součástí je také nejvyšší bod města Havířova – Bludovický kopec (347 m n. m.). Na území Dolních Datyň zasahuje Těšínská pahorkatina ještě svým dalším okrskem – Bruzovickou pahorkatinou.
Nejníže položenou lokalitou (239 m n. m.) je bod, kde řeka Lučina opouští západní území Havířova.

### Vodstvo

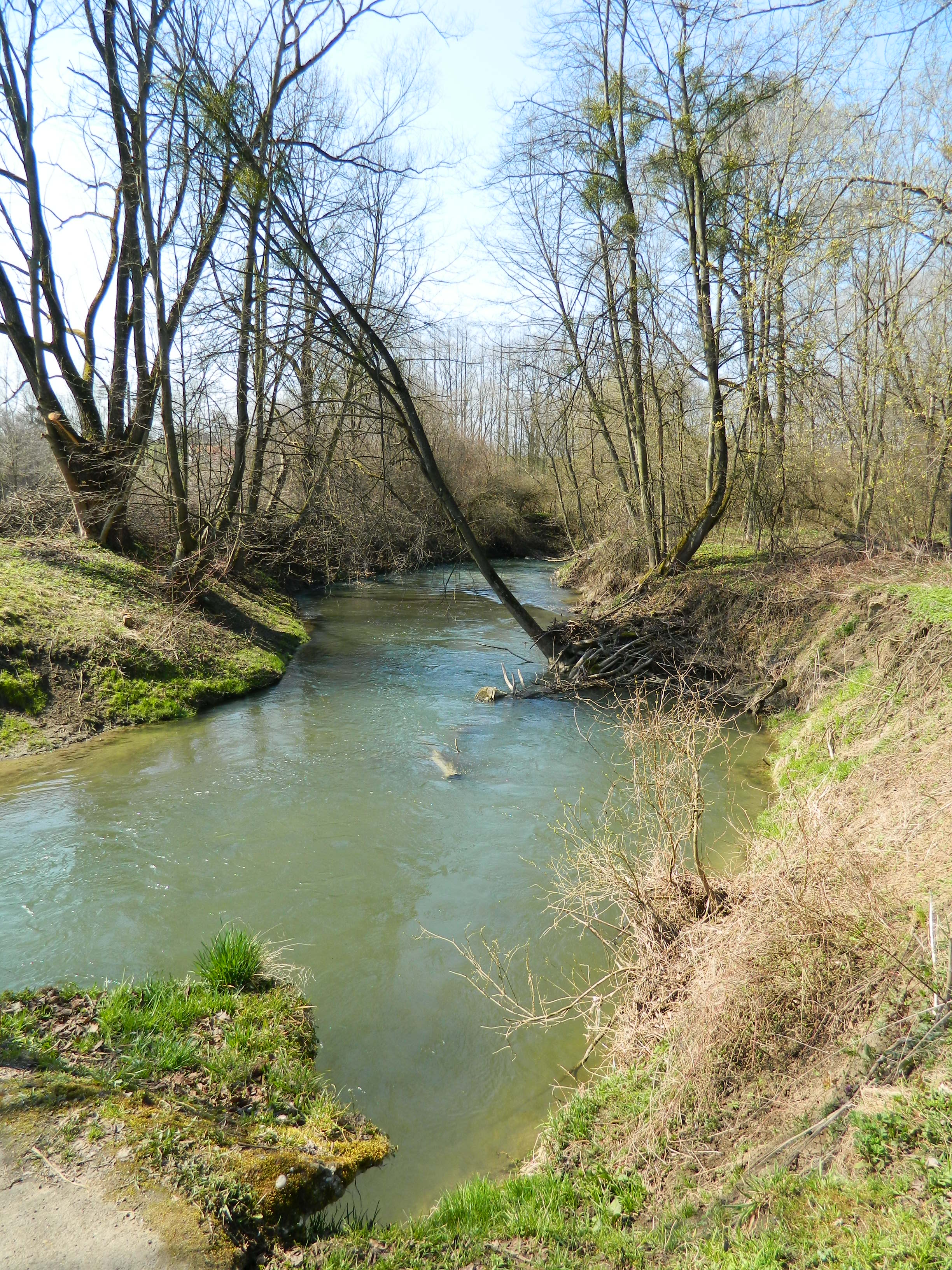
Meandrující tok řeky Lučiny

Celé území města Havířova patří do úmoří Baltského moře, do kterého vodu odvádí řeka Odra prostřednictvím svého přítoku Ostravice, do které se v Ostravě vlévá řeka Lučina odvodňující většinu Havířova. Do povodí řeky Lučiny patří také říčka Sušanka přivádějící vody ze severní až severovýchodní poloviny města – do řeky Lučiny se vlévá na západním okraji katastru Havířova. Průměrný průtok řeky Sušanky v ústí je 0,39 m3/s. Samotná řeka Lučina na území města tvoří cenné přirozené meandry. Její průtok je na území Havířova ovlivněn Žermanickou přehradou a přivaděčem Morávka-Žermanice nacházejícími se v horním toku, pohybuje se však v Bludovicích průměrně 1,11 m3/h. Rekordní průtok zaznamenala řeka Lučina při rozsáhlých povodních na Moravě a ve Slezsku dne 9. 7. 1997, a to 54,9 m3/s.
Výjimku tvoří jihovýchodní svahy Hornotěrlické pahorkatiny na samotném okraji Životic a Bludovic, které náleží do povodí řeky Stonávky, která se vlévá v Karviné do řeky Olše, a ta v Bohumíně do řeky Odry.
Řeky (a jejich přítoky/potoky)
Podrobnosti viz
- Lučina
  - bezejmenný potok (pramenící v oblasti Louky v Dolních Bludovicích)
  - Stružník (potok pramenící v Bludovickém kopci v oblasti Merkur a Hory)
  - Špluchovský potok (pramenící v kopci Velicesta v osadě Špluchov, následně se vlévá do Dolní Datyňky)
  - Dolní Datyňka (potok pramenící v kopci Velicesta v Sedlištích)
  - bezejmenný potok (pramenící pod Hotelem Zámek)
- Sušanka (pramenící v oblasti Pacalůvka) – následně se vlévá do Lučiny
  - Podolkovický potok (pramenící v životickém lese)
  - Životický potok (pramenící v životické části Osinky)
  - Lesní potok (pramenící v Bludovickém kopci v oblasti Merkur)
  - Bartošůvka (potok pramenící nad nádrží Kozí becírek)
  - bezejmenný potok (rozdělující městské části Šumbark a Dolní Suchou)
  - Stromovka (potok pramenící v lesoparku Stromovka, původně v místě atletického stadionu)
  - Šumbarský potok (pramenící v šumbarském lese)

Vodní plochy
- Dukelské nádrže (nádrž Bartošůvka/Dukla, aj.) – původně 18 hektarový rybník, poté využíván pro Důl Dukla. Nyní opět chovný rybník (kapr, štika, candát, amur, tolstolobik).[30]
- chovný rybník v Prostřední Suché
- chovný rybník u soutoku Lučiny a Sušanky
- Mokřad u Rondelu – 14 hektarové mokřady mezi řekou Lučinou a silnicí směřující na Ostravu[31]

### Podnebí
Území Havířova patří do mírně teplé oblasti MT10 s průměrnou roční teplotou 8 až 9 °C a průměrným ročním srážkovým úhrnem 500 až 600 mm.

## Pamětihodnosti

### Zámky
- Hotel Zámek s anglickým parkem (dříve empírový šumbarský zámek) – Město, K Zámečku 2/243
- Barokní zámek v Prostředních Bludovicích – Bludovice (od 1998 neexistující)
- Statek (dříve barokní zámek v Dolních Bludovicích) – Bludovice, U Statku 1/301
- Zámek Prostřední Suchá – Prostřední Suchá (od 60. let 20. století neexistující)
- Zámek-statek Dolní Suchá – Dolní Suchá
- Zámek Životice – Životice, Michníkova 2/110

### Kostely
- Kostel svaté Anny – Město, Hlavní třída 1b/1465
- Kostel svaté Markéty – Bludovice, Farská 2/302
- Kostel sv. Jana Bosca – Šumbark
- Evangelický kostel – Bludovice, Selská 12/428
- Evangelický kostel – Prostřední Suchá, Suchá ulice
- Kostel sv. Jana Křtitele – Prostřední Suchá

### Zvonice
- Zvonice – Životice
- Dřevěná zvonice – Dolní Datyně, Občanská ulice

### Kříže
- Kamenný kříž z roku 1921 – Životice, na rohu ulice Padlých hrdinů a U křížů
- Kamenný kříž z roku 1876 – Prostřední Suchá
- Kamenný kříž z roku 1847 – Životice, ulice Padlých hrdinů
- Kamenný kříž z roku 1897 – Město, ulice Hlavní třída
- Kamenný kříž (19. století) – Životice, ulice Přátelství
- Dřevěný kříž – Prostřední Suchá, na rohu Dělnické a Hornické ulice

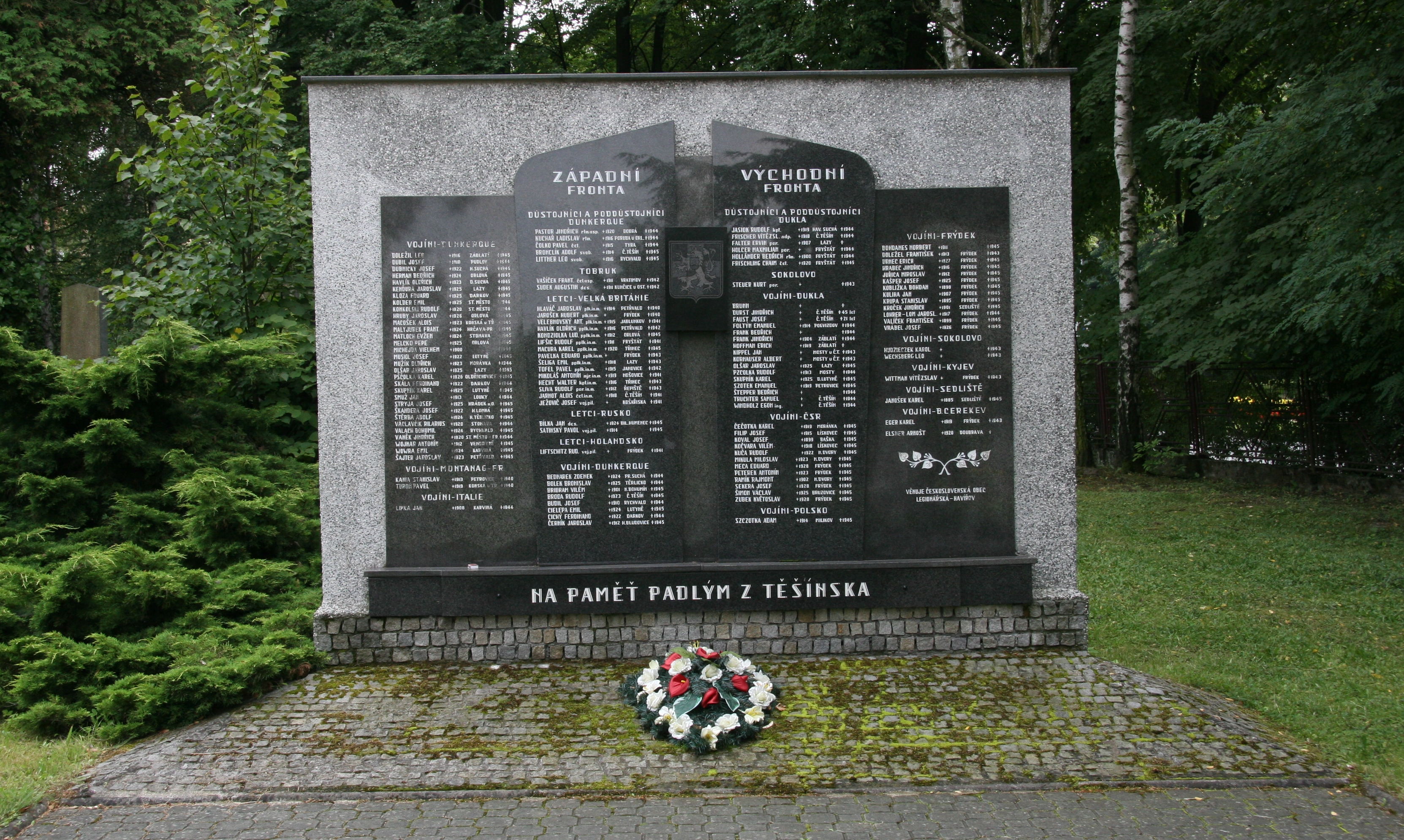
Památník padlým vojákům z Těšínska

### Památníky
- Torzo památníku osvobození Prostřední Suché 3. 5. 1945 – Prostřední Suchá, ulice Kpt. Jasioka
- Památník životické tragédie – Životice, Padlých hrdinů 47a
- Památník obětem obou světových válek – Prostřední Suchá, ulice Starý svět u hřbitova
- Památník padlým vojákům z Těšínska – Město, Hlavní třída 1b

### Pomníky a náhrobky
- Hromadný hrob sovětských válečných zajatců s památníkem – Dolní Suchá
- Pomník obětem nacistické okupace – Šumbark
- Pomník obětem hitlerovského fašismu – Prostřední Suchá
- Pomník neznámého vojína – Životice, ulice Přátelství
- Pomník k osvobození obce Dolní Datyně – Dolní Datyně, Občanská ulice
- Náhrobek hraběte Friedricha von Arco – Město, Hlavní třída 1b/1465

### Pamětní desky
- Pamětní desky obětem – zaměstnancům Dolu Dukla – Dolní Suchá
- Pamětní deska padlým dne 18. 9. 1939 – Prostřední Suchá
- Pamětní deska obětem druhé světové války – Dolní Datyně, Občanská ulice
- Pamětní deska kpt. R. Jasiokovi – Prostřední Suchá, Dělnická ulice
- Pamětní deska k založení první české školy

### Sochy a plastiky
- Otec s dětmi – Město, terasa ZŠ Na Nábřeží
- Matka s dětmi – Město, terasa ZŠ Na Nábřeží
- Základní kámen Havířova – Město, Hlavní třída, před Magistrátem města Havířova
- Horník – Město, před ZŠ M. Gorkého
- Dívka s květinami – Město, Hlavní třída, před restaurací Lučina
- Dívka s koulí – Město, Hlavní třída, před restaurací Lučina
- Rodina – Město, Náměstí republiky, před cukrárnou Italka
- Chlapec s balónem – Město, MŠ Sadová
- Dívka s květinou – Město, MŠ Sadová
- Sedící žena – Město, Dělnická ulice, před Nemocnicí s Poliklinikou
- Nymfa – Město, Národní třída, Centrální park
- Sedící dívka s kvítkem – Město, Národní třída
- Postýlky – Město, Národní třída, Centrální park
- Neraň mé srdce – Město, Národní třída, Centrální park
- Labyrint – Město, Národní třída, Centrální park
- Plastika knihy – Město, Národní třída, Centrální park
- Tři pilíře – Město
- Chlapec s rybou – Město, park za Kulturním domem Radost
- Brána s kyvadlem a pramenem – Město, Náměstí Republiky
- Kruh – Město, Pavlovova ulice, za zdravotním střediskem (již neexistující)
- Směrník – Město (býval před vlakovým nádražím, přemístěn před sídlo Národního památkového ústavu v Ostravě)
- Lesbia (Sedící dívka s holubicí) – Město, před ZŠ V. Nezvala
- Ležící žena – Žal – Město, před ZŠ Marie Kudeříkové
- Sluneční hodiny – Město, Mánesova ulice, před ZŠ Mánesova
- Mír (Žena s holubicí a dítětem) – Město, před ZŠ 1. Máje
- Mečoun – Město, vedle Kulturního domu Petra Bezruče (již neexistující)
- Maryčka – Město, Hlavní třída, před Kulturním domem Petra Bezruče
- Lípová víla – Město, Národní třída, Centrální park (již neexistující)
- Anděl – Město, ulice Svornosti, před vstupem Magistrátu města Havířova (původně Hlavní třída)
- Vznášející se víla – Město, Národní třída
- Socha V.I. Lenina – Město, Náměstí Republiky (již neexistující)
- Stánek Svátosti – Město, Karvinská ulice, vstupní hala DPS
- Motýl – Město, Hlavní třída, interiér Kulturního domu Petra Bezruče
- Kašpárek – Město, Hlavní třída, travnatá plocha u Kulturního domu Petra Bezruče - vedle Loutkového divadla,
- Květy – Město, uprostřed velkého kruhového objezdu (již neexistující)
- Raketa – Město, Dlouhá třída
- Královna květů – Město, ulice Svornosti, před Magistrátem města Havířova
- Víla – Město, Hlavní třída, u Kulturního domu Petra Bezruče
- Mladá generace – Podlesí, Studentská ulice, před Savelou
- Betonový monument – Podlesí, Studentská ulice, před Savelou
- Kosmonauti – Podlesí, Mládežnická ulice, před ZŠ Mládežnická
- Ležící žena – Podlesí, Karolíny Světlé, před restaurací Luna
- Bronzová plastika – Podlesí, Dlouhá třída, před Obchodním domem Permon
- Abstraktní objekt – Podlesí, ulice Elišky Krásnohorské, u samoobsluhy Orion
- Jehlan – Podlesí, ulice 17. listopadu 30
- Plastika knihy – Podlesí, Studentská ulice, před Gymnáziem Studentská
- Květ – Podlesí, Dlouhá ulice, před Obchodním domem Permon
- Pes – Podlesí, Dlouhá třída 85c
- Ležící žena – Podlesí, Dlouhá ulice, před zdravotním střediskem
- Sedící ženy – Podlesí, Okrajová ulice, před hotelem Merkur (již neexistující)
- Objekt 1 – Podlesí, Dlouhá třída
- Objekt 2 – Podlesí, Dlouhá třída 85a
- Květ – Podlesí, atrium ZŠ Karolíny Světlé
- Keramika – Podlesí, Kollárova ulice, atrium SPŠ stavební
- Fontána s kašnou – Podlesí, interiér rotundy autobusového nádraží (již neexistující)
- Tvarovaný půlkruh – Podlesí, ulice Kpt. Nálepky
- Kosmonaut – Podlesí, Gagarinova ulice
- Naše osamělost se potápí v čase a prostoru – Podlesí, zahrada ZUŠ Bohuslava Martinů
- Osm nesmrtelných II – Podlesí, zahrada ZUŠ Bohuslava Martinů
- Socha bez názvu – Podlesí, ZUŠ Bohuslava Martinů
- Noha – Podlesí, zahrada ZUŠ Bohuslava Martinů
- Rodina – Podlesí, zahrada ZUŠ Bohuslava Martinů
- Scus – Podlesí, zahrada ZUŠ Bohuslava Martinů
- Židle – Podlesí, zahrada ZUŠ Bohuslava Martinů
- Živly – Podlesí, ZUŠ Bohuslava Martinů
- Kytice – Podlesí, ZUŠ Bohuslava Martinů
- Piano – Podlesí, zahrada ZUŠ Bohuslava Martinů
- Hermafrodit – Podlesí, ZUŠ Bohuslava Martinů
- Křtitelnice – Město, areál nemocnice s poliklinikou
- Pokora – Město, areál nemocnice s poliklinikou
- Dar - Město, areál nemocnice s poliklinikou
- Největší umění je žít srdcem - Město, areál nemocnice s poliklinikou
- Mateřství - Město, areál nemocnice s poliklinikou
- Passage - Město, areál nemocnice s poliklinikou
- Jan Amos Komenský – Šumbark, před ZŠ Gen. Svobody
- Volná plastika – Šumbark, Moravská ulice, před Sunny barem
- Žena s dítětem – Šumbark, terasa ZŠ Školní
- Sedící žena s dítětem a holubicí – Šumbark, před ZŠ M. Pujmanové
- Mládí (Dívka se švihadlem) – Šumbark, interiér ZŠ Moravská
- Pieta – Šumbark, evangelický hřbitov
- Hedvika – Šumbark, evangelický hřbitov
- Barbora – Šumbark, evangelický hřbitov
- Reliéf obličeje – Prostřední Suchá, ulice Kpt. Jasioka, před SŠ Prostřední Suchá
- Podstavec pod sochou T. G. Masaryka – Prostřední Suchá, Stará ulice (přemístěna před Městský úřad Orlová)
- Přesýpací hodiny – Město, Národní třída, Centrální park
- Sv. Jan Nepomucký (kopie) – Životice
- Horník obklopený dětmi – Město, Na Nábřeží, ZŠ Na Nábřeží
- Družstevnice obklopená dětmi – Město, Na Nábřeží, ZŠ Na Nábřeží
- Chlapec s Harmonikou – Prostřední Suchá, na okraji rybníčku

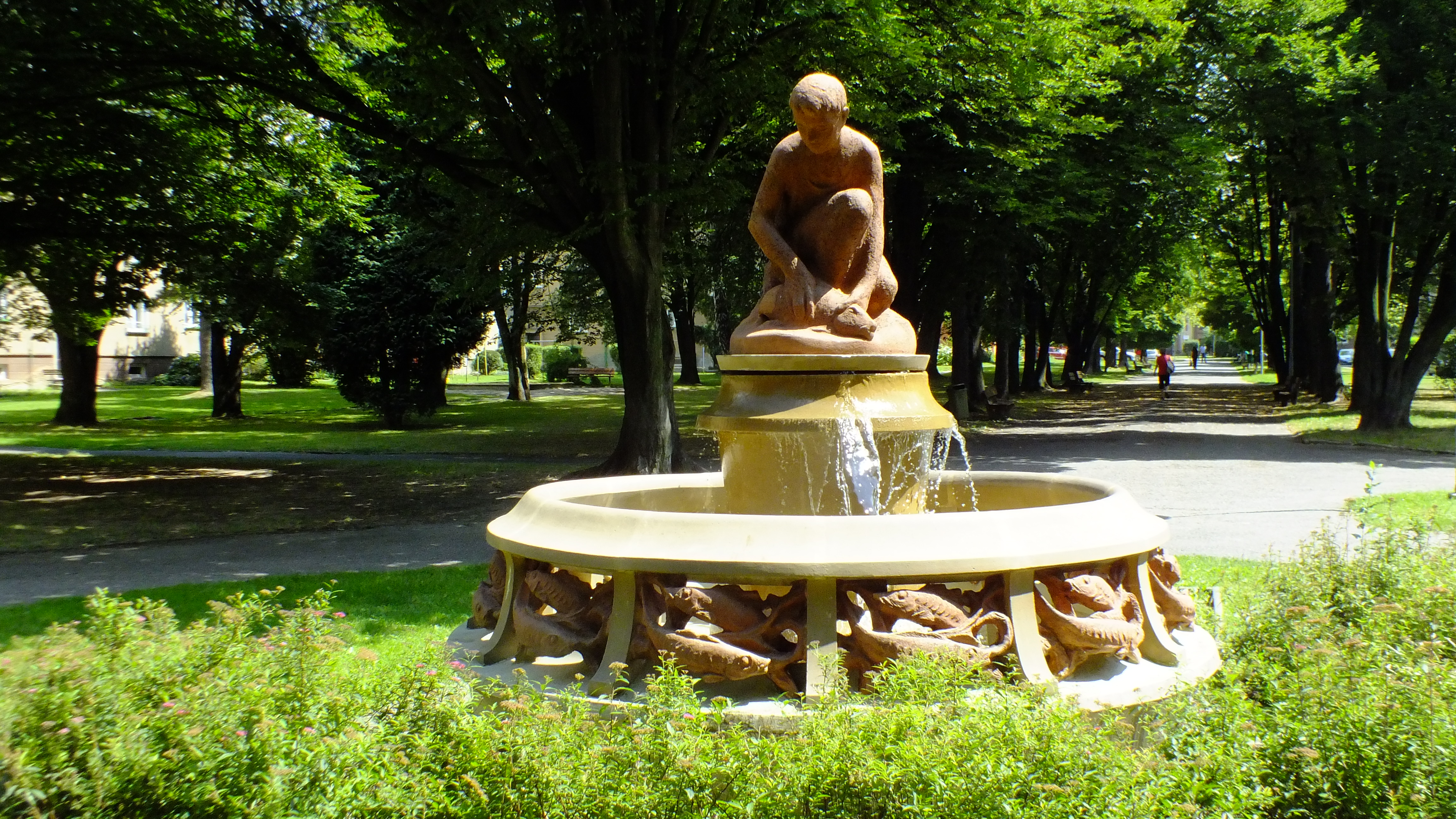
Chlapec s rybou
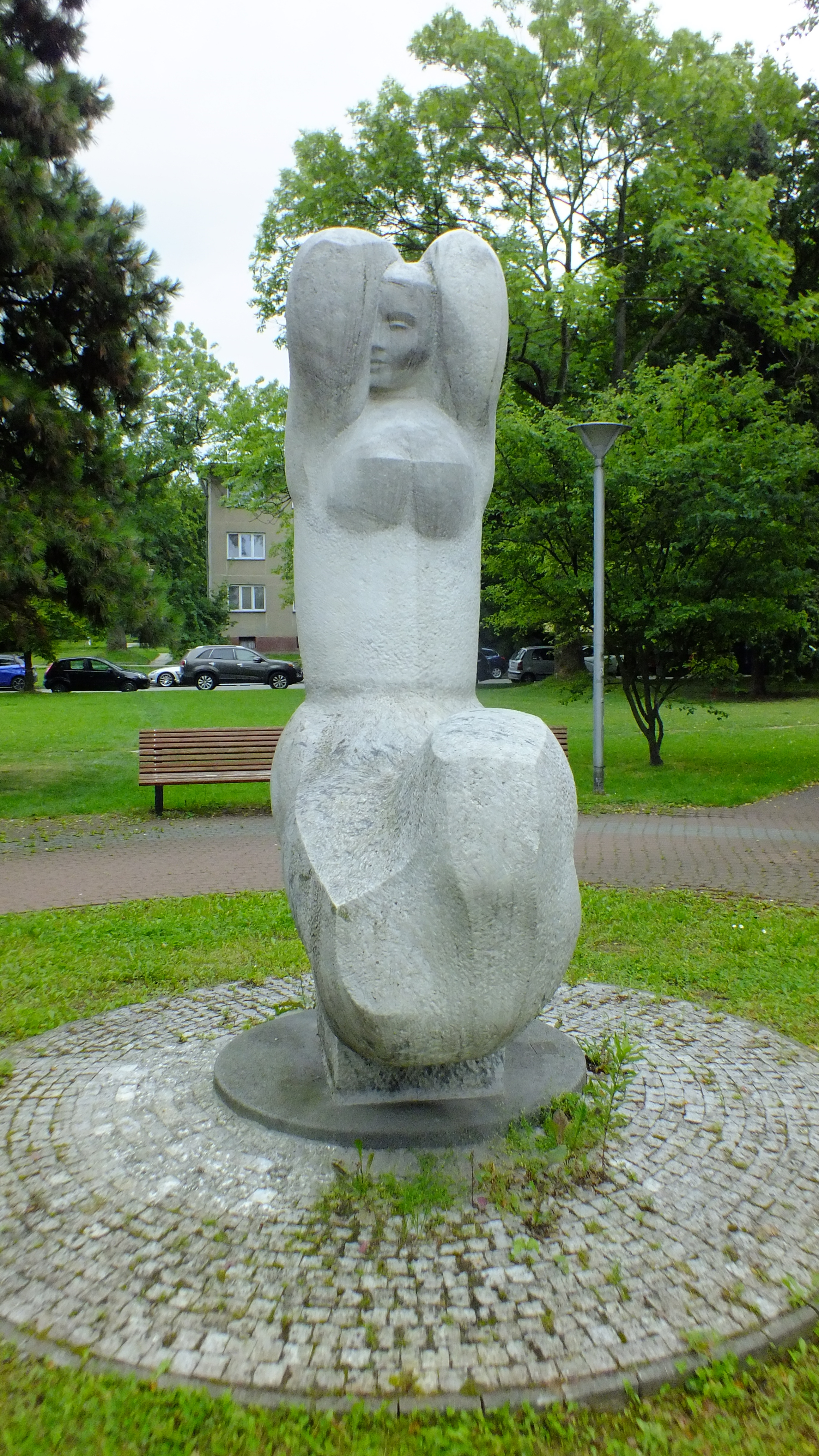
Nymfa
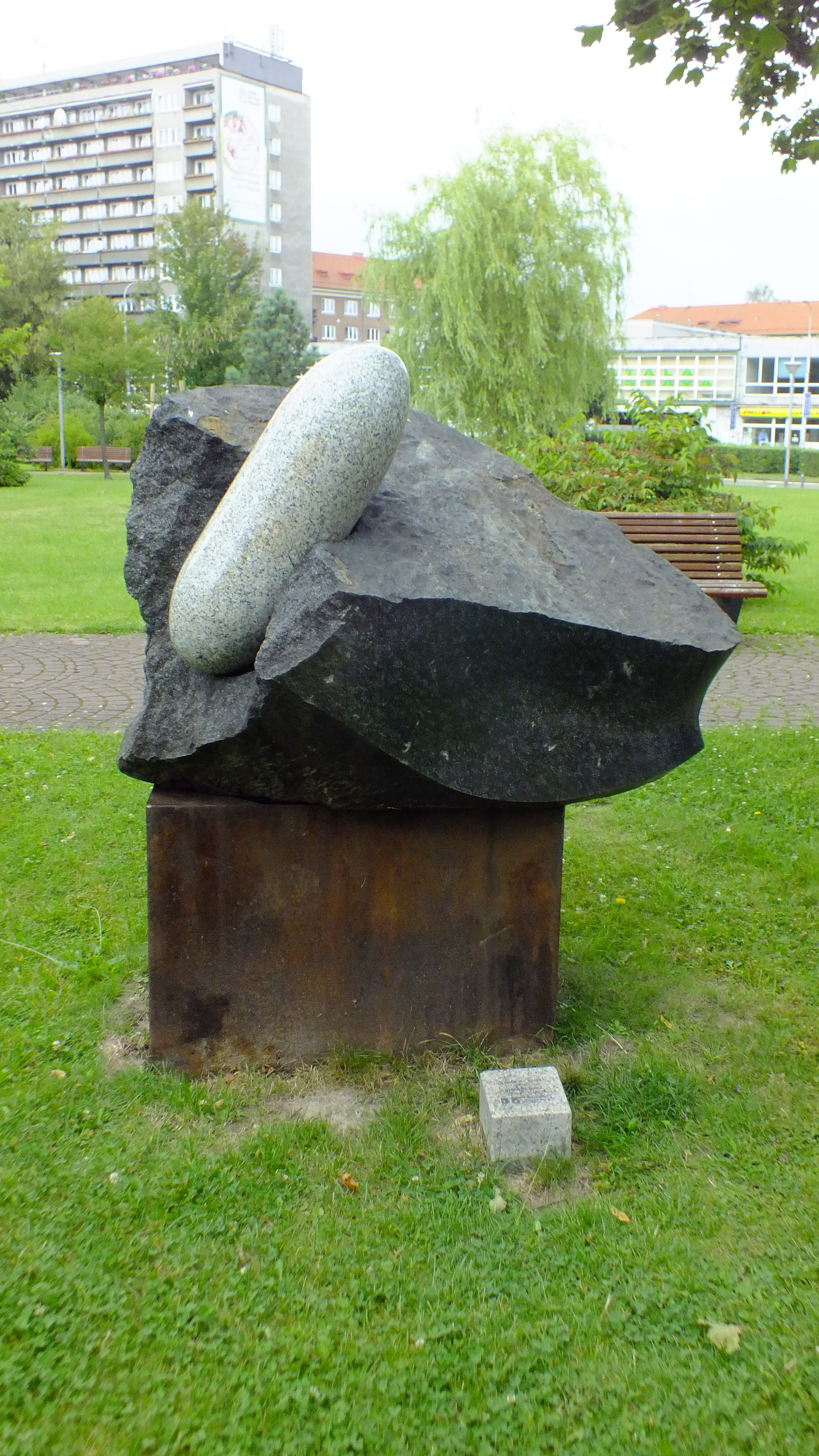
Neraň Mé Srdce
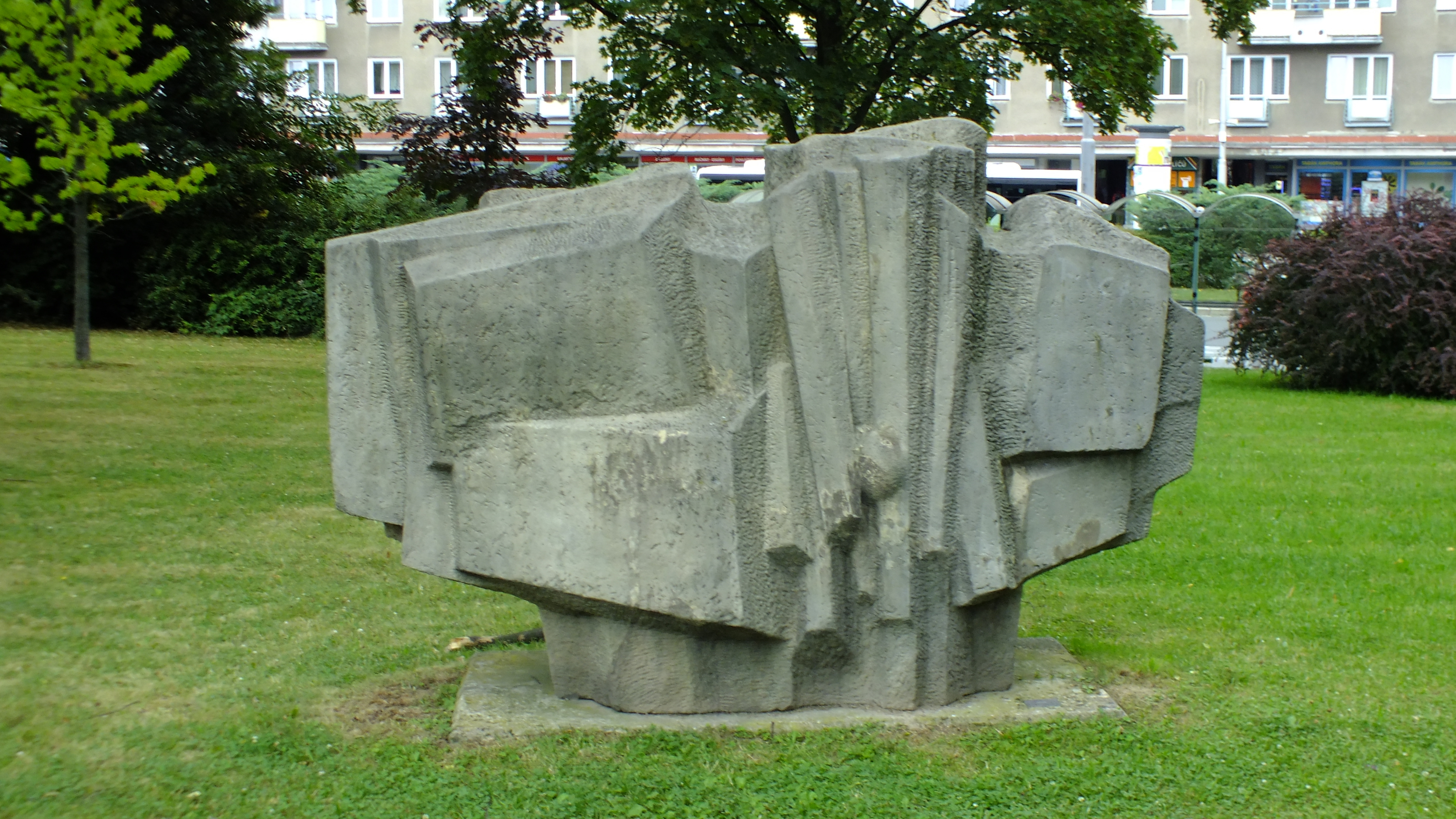
Kniha
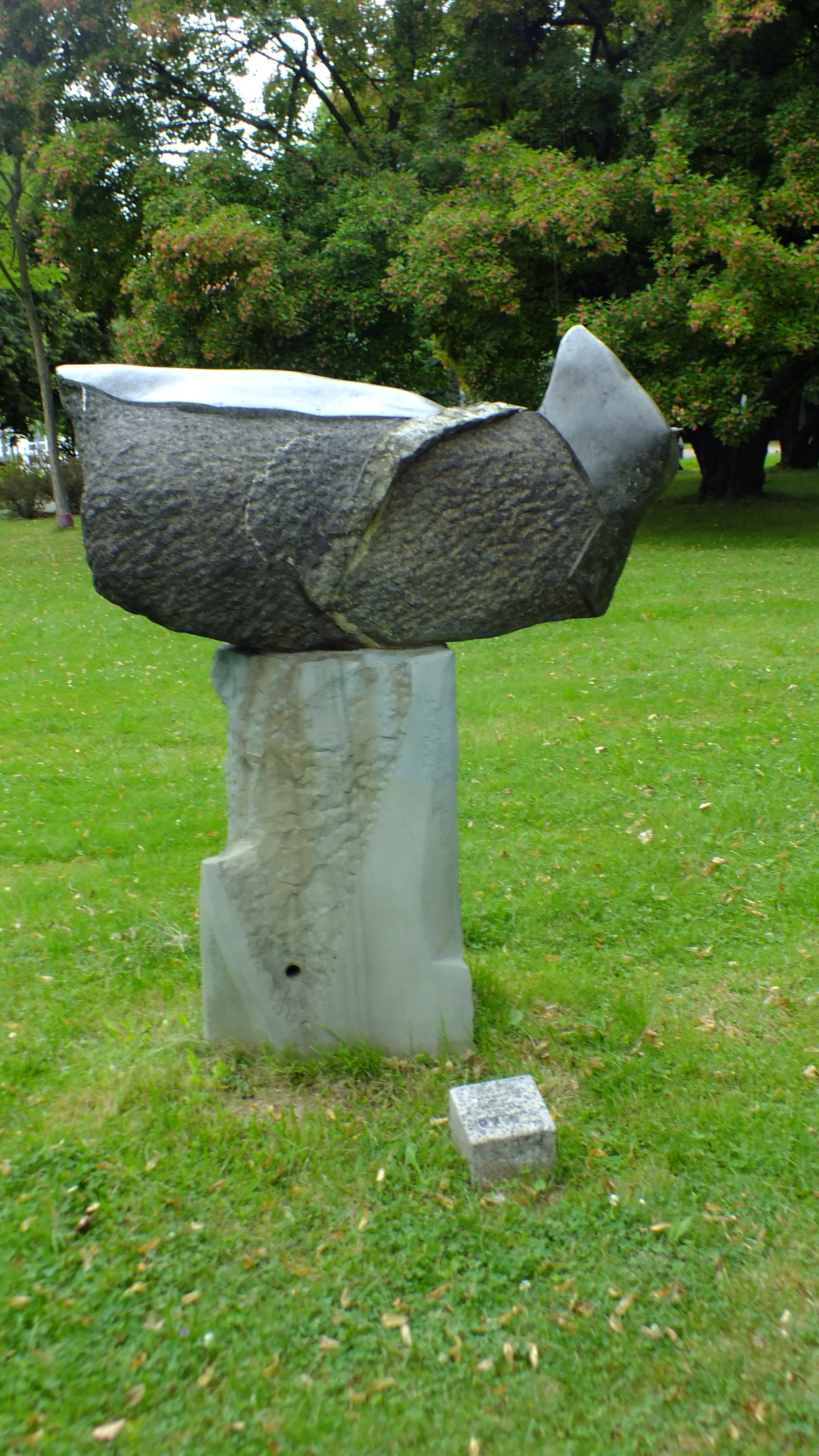
Obětní oltář
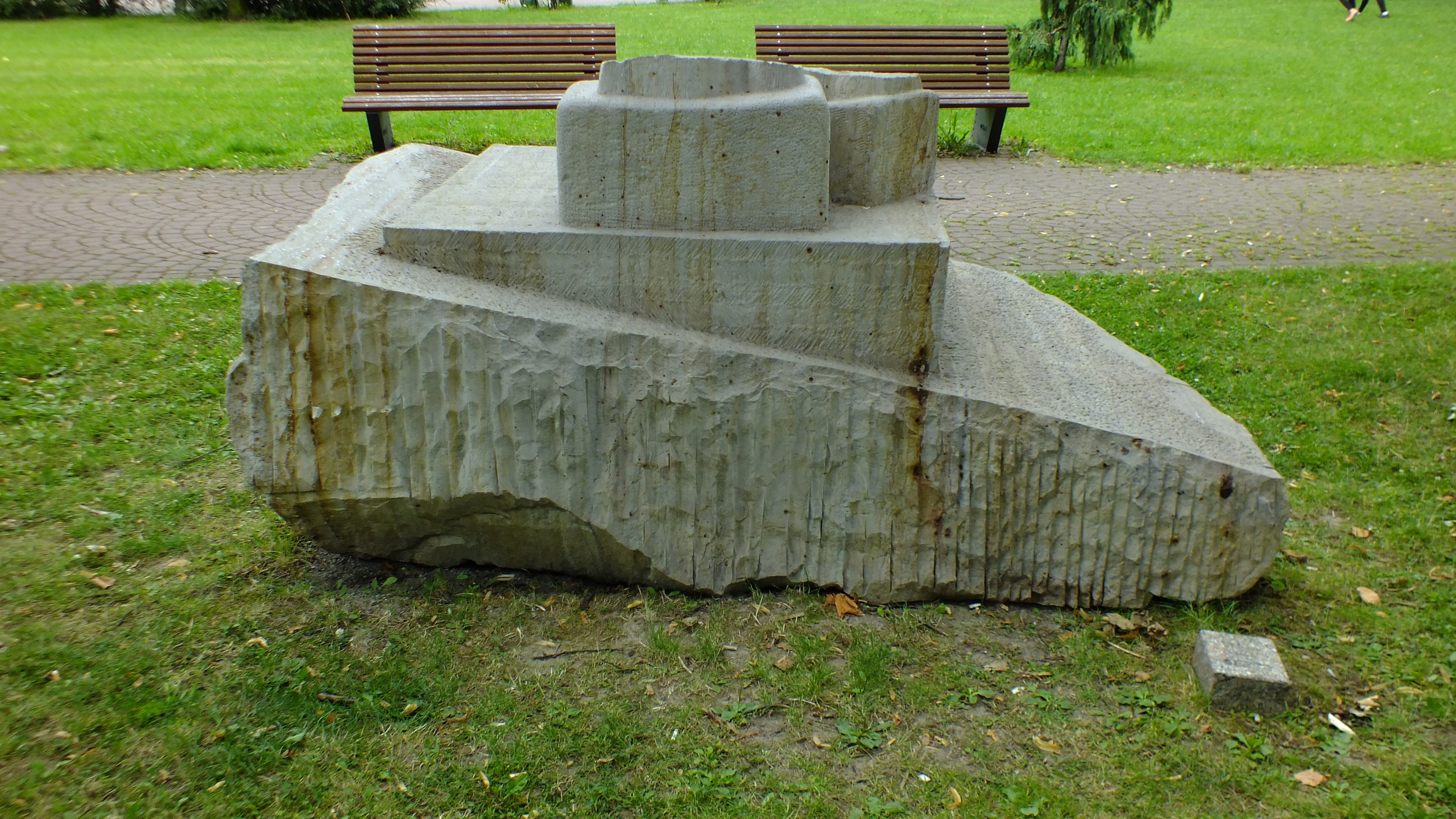
Postýlky
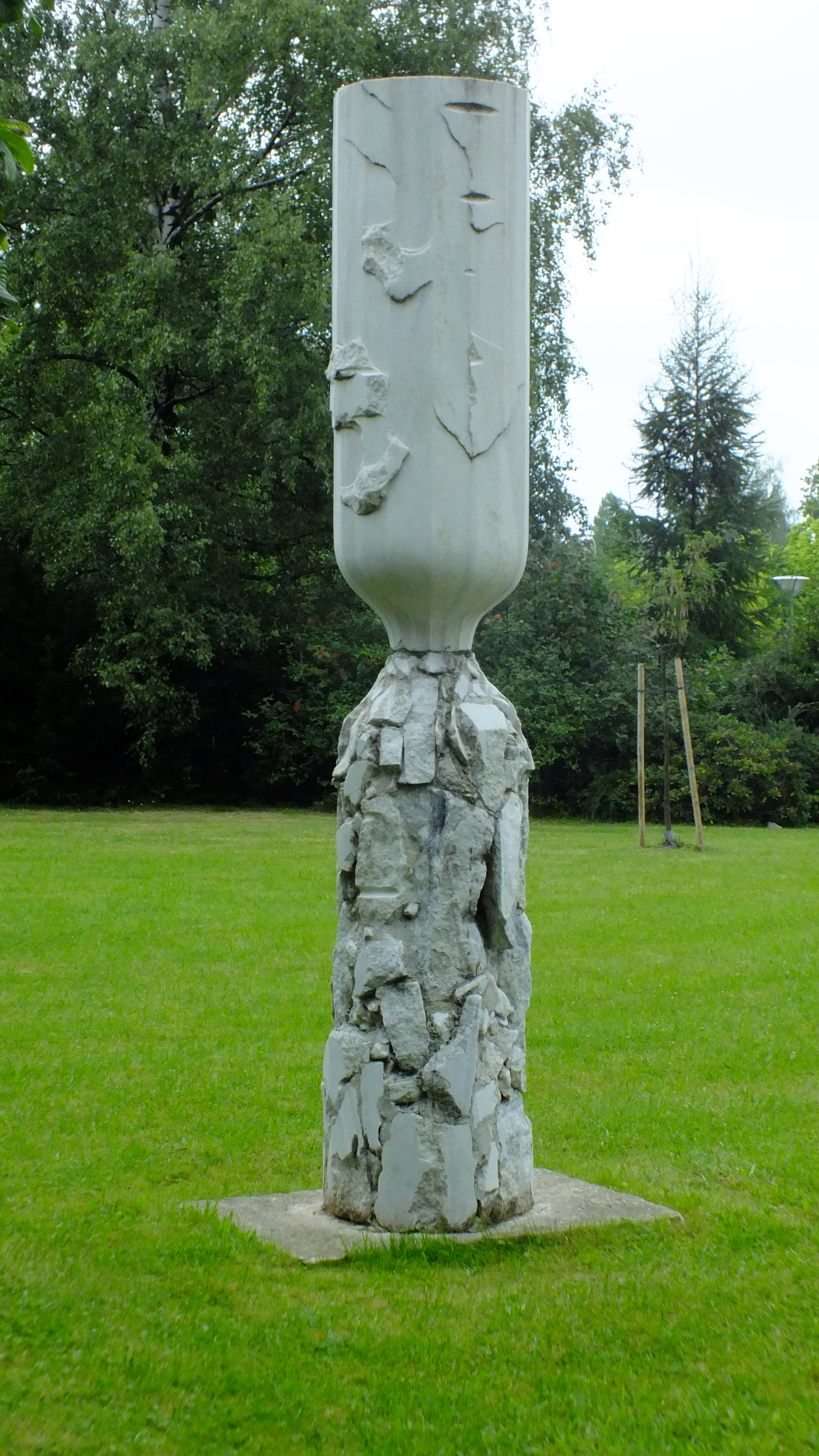
Přesýpací hodiny
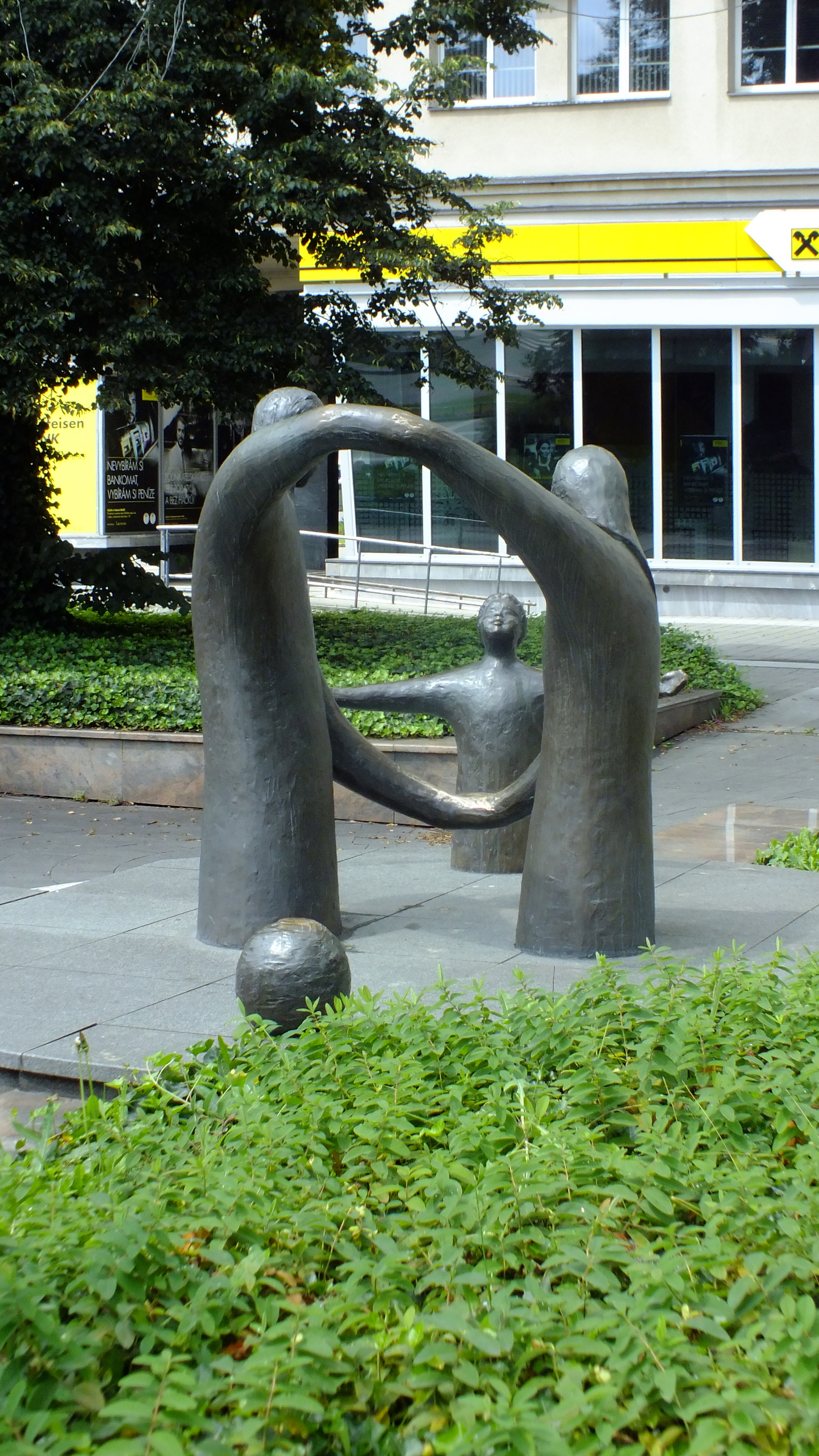
Rodina
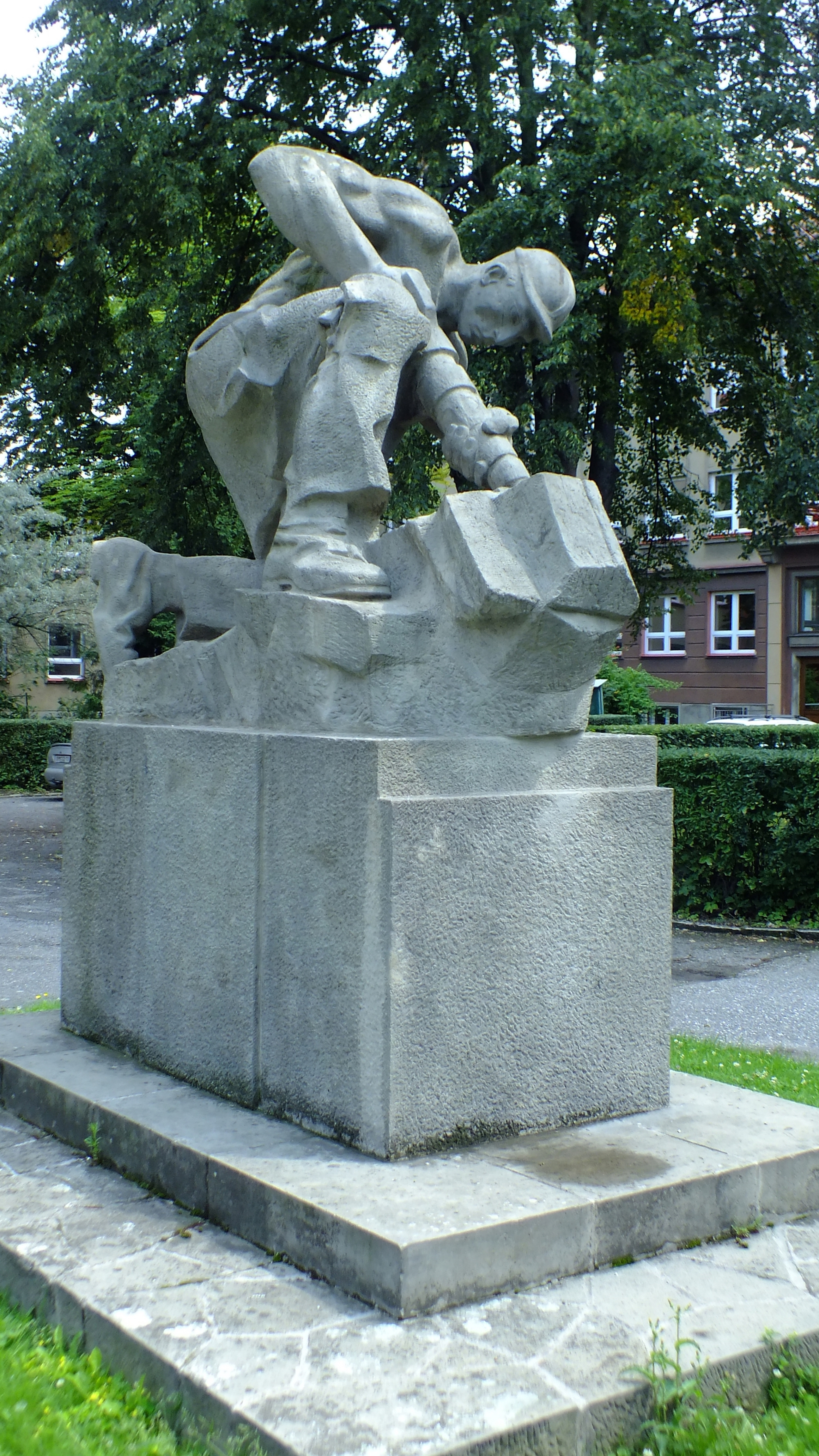
Horník
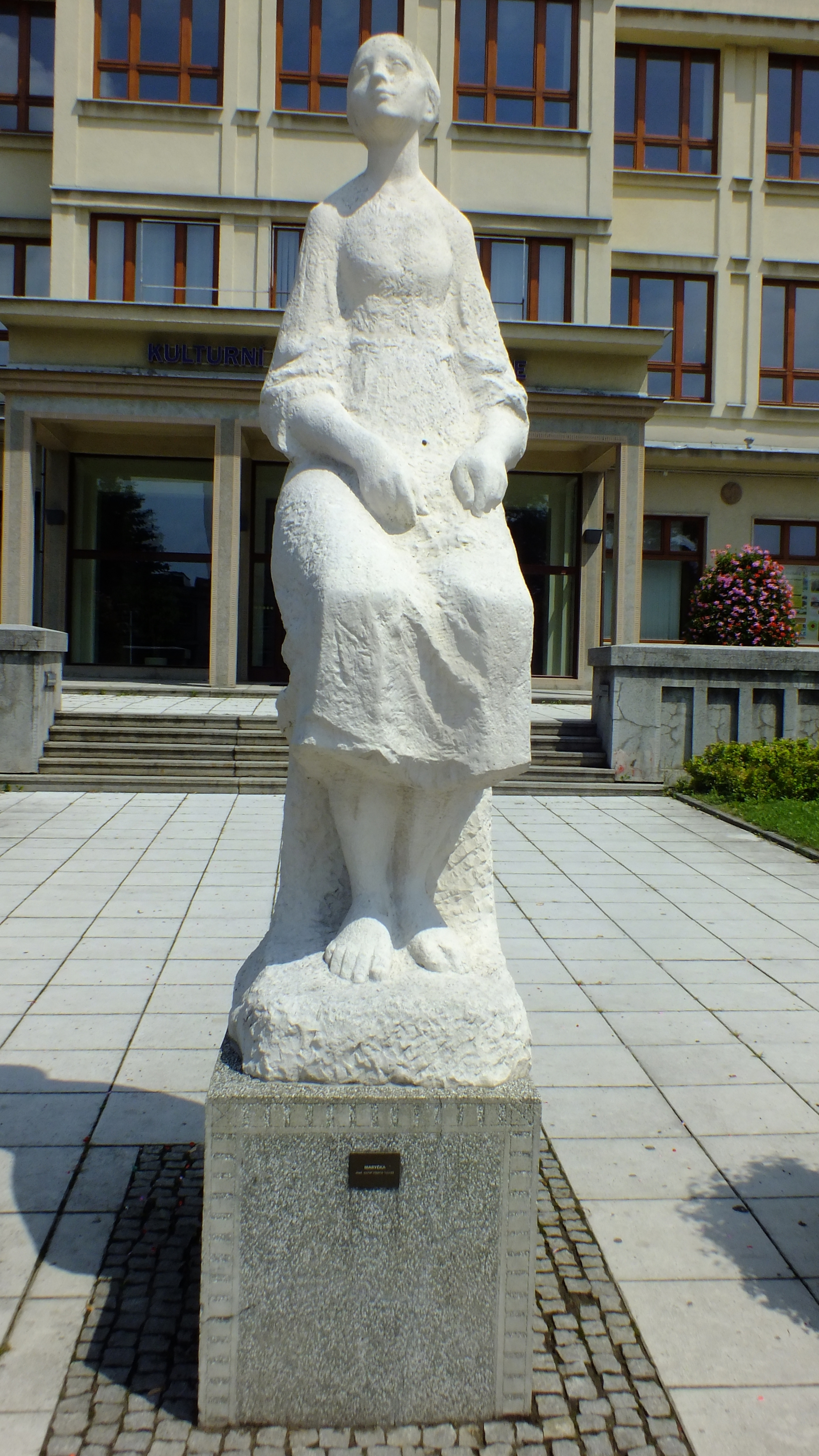
Maryčka
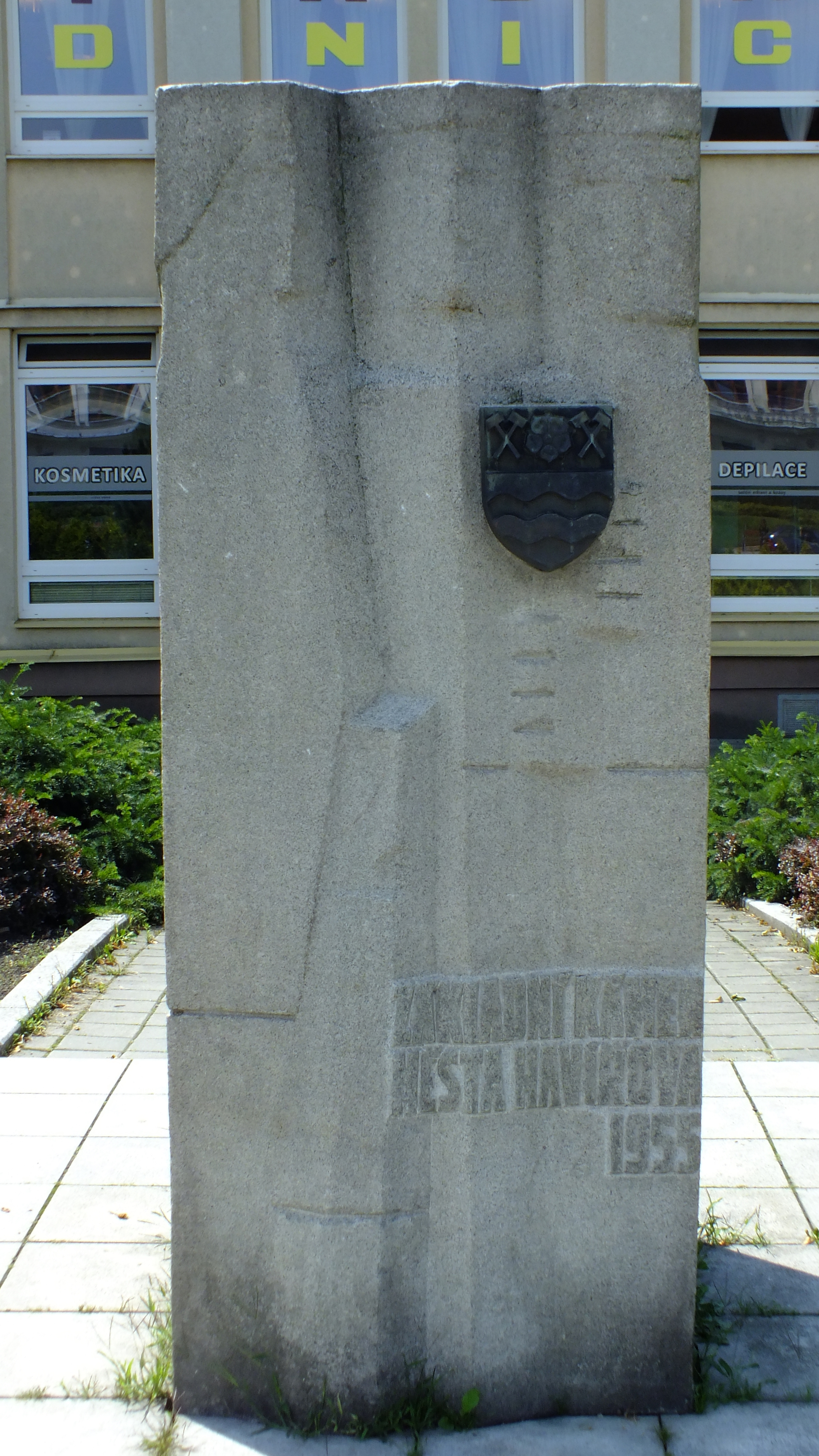
Základní kámen
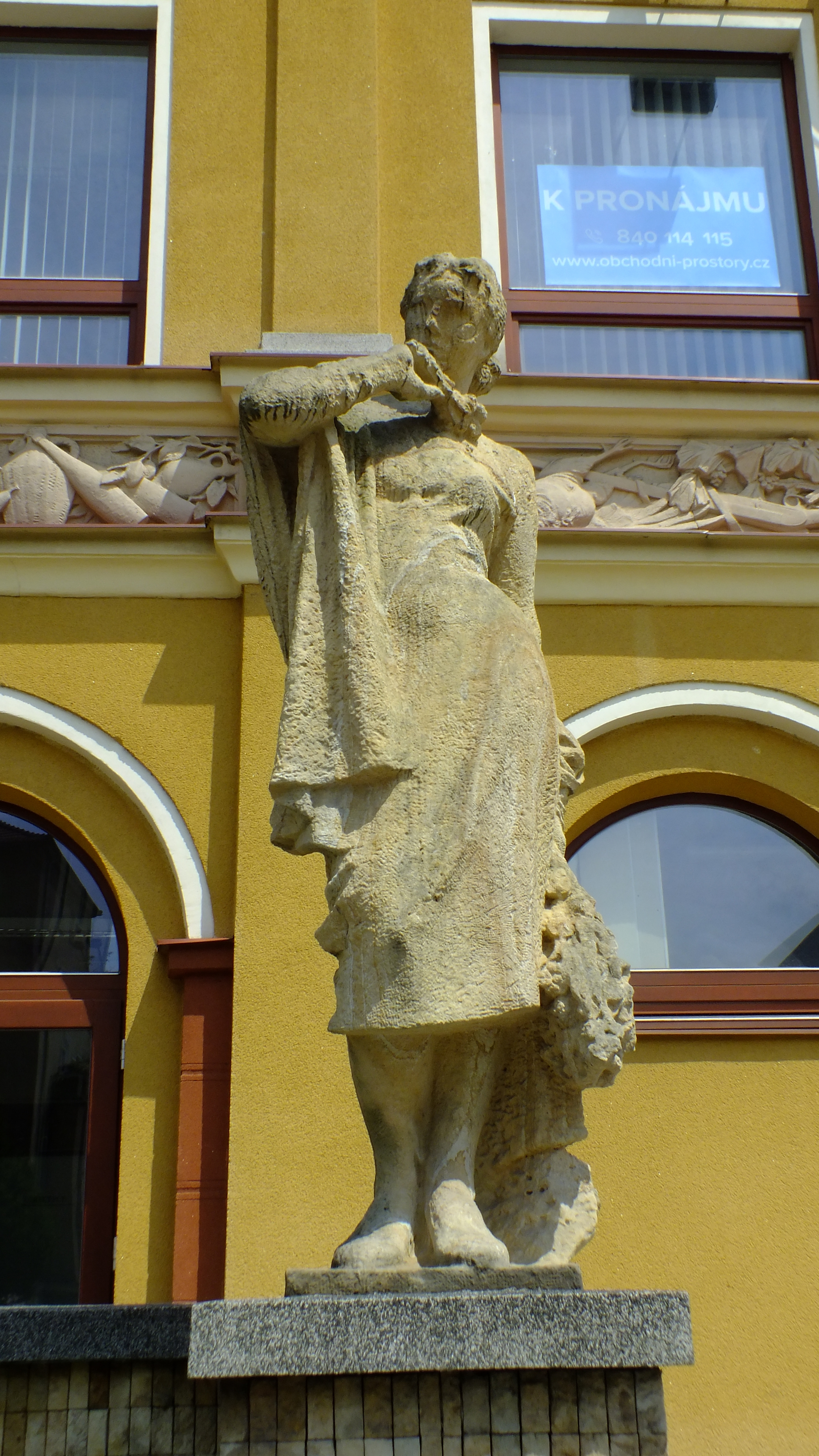
Dívka s květinami
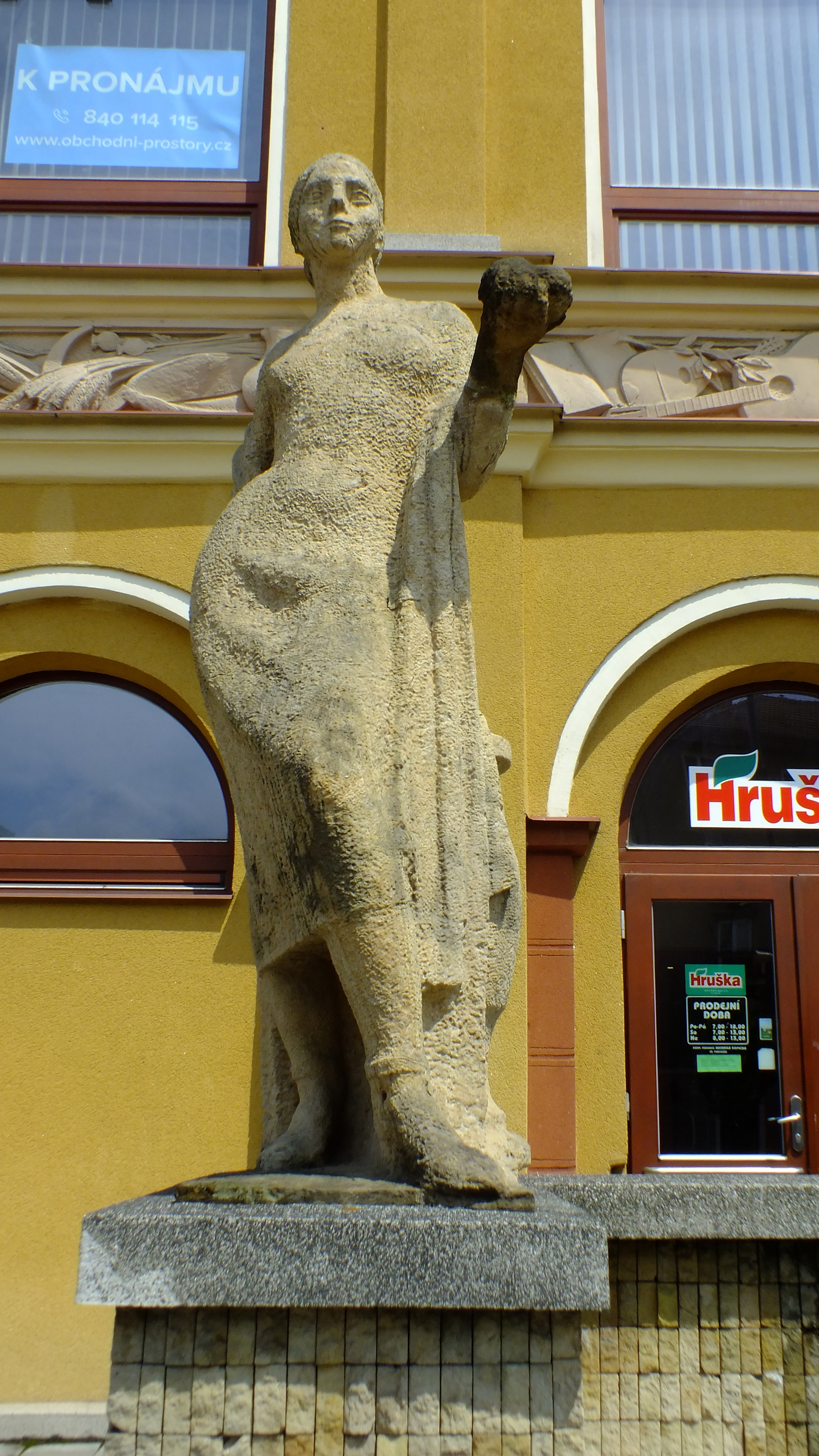
Dívka s koulí
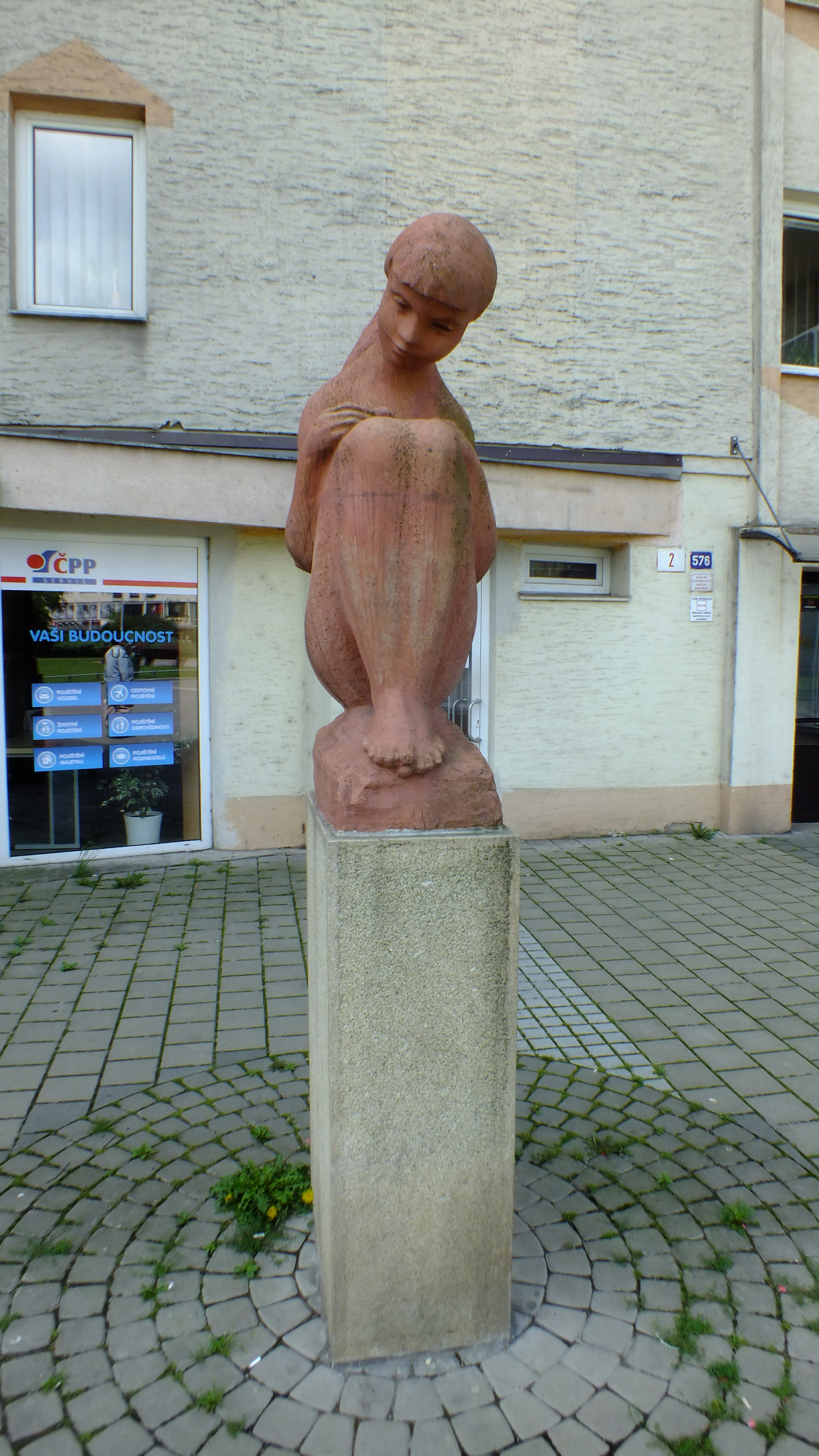
Sedící dívka s kvítkem
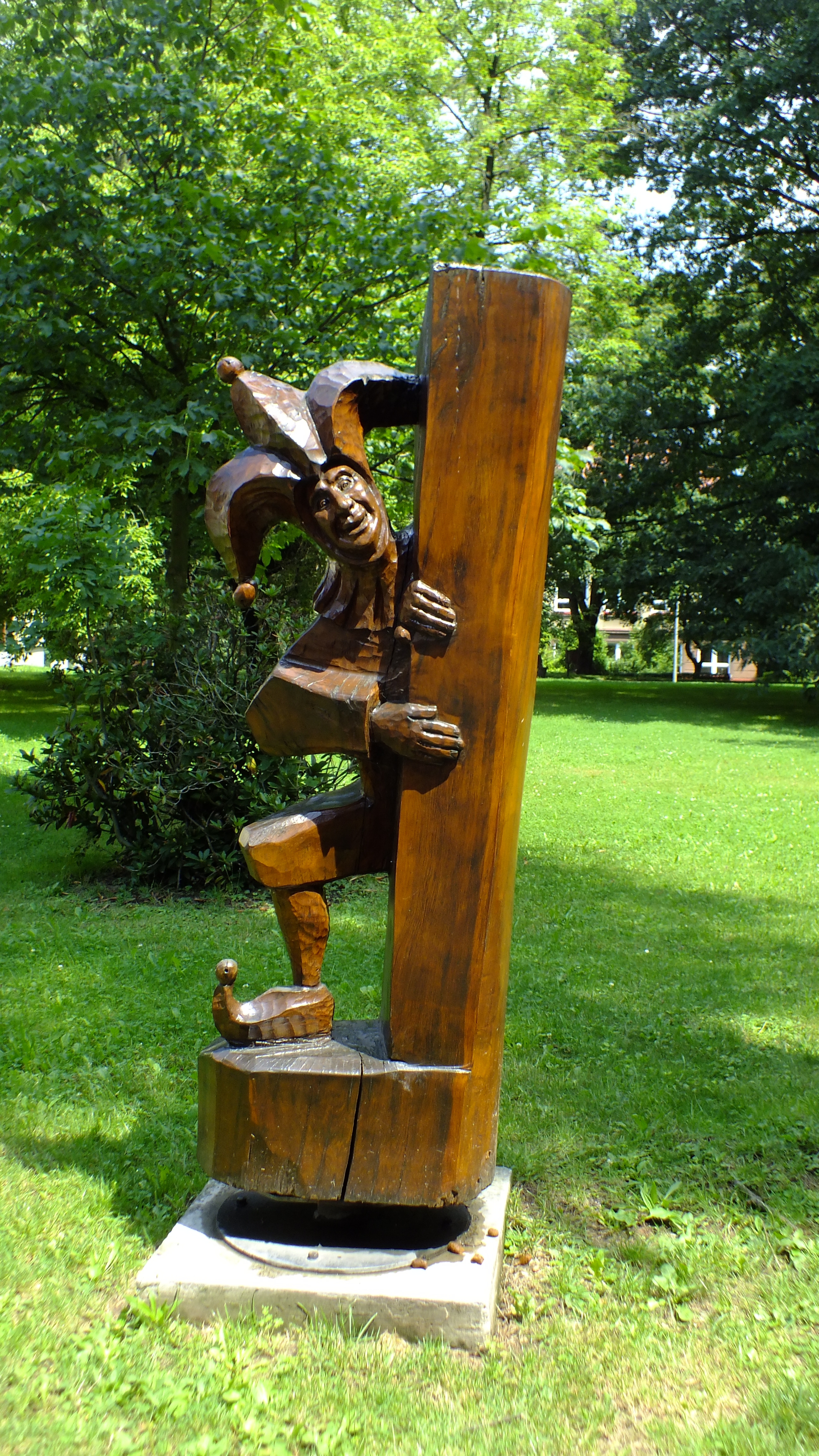
Kašpárek
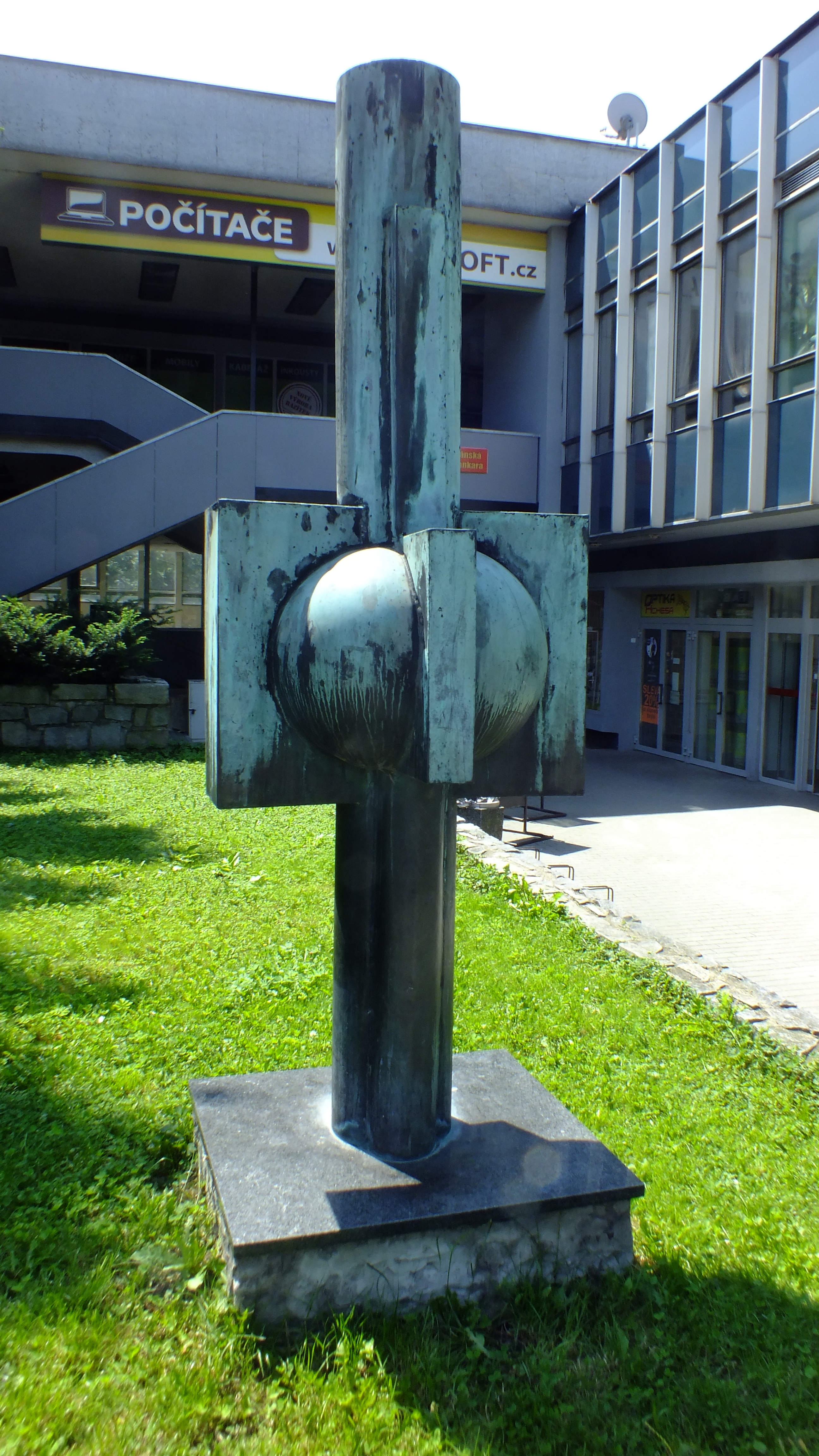
Bronzová plastika
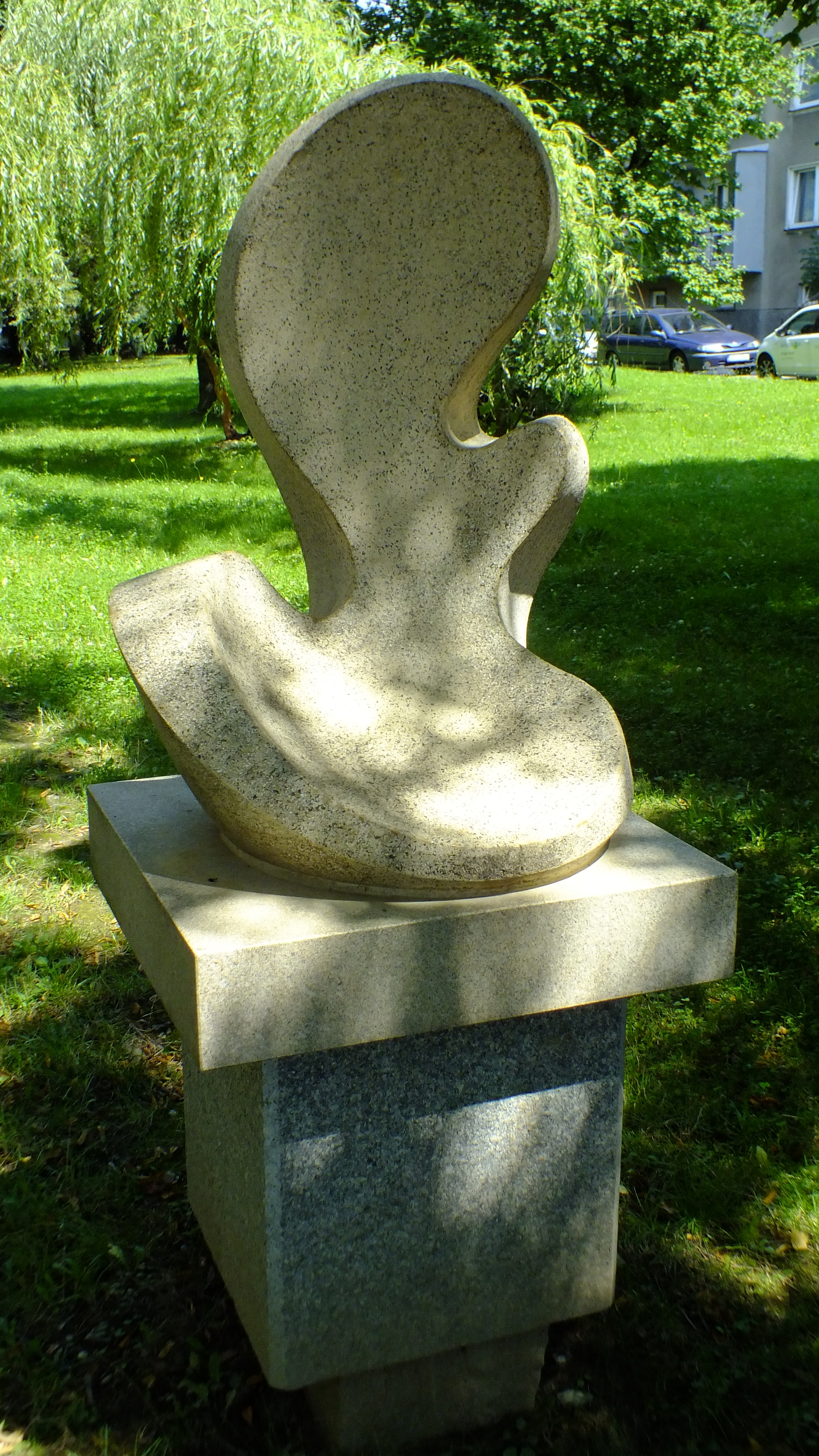
Stylizovaná ženská figura
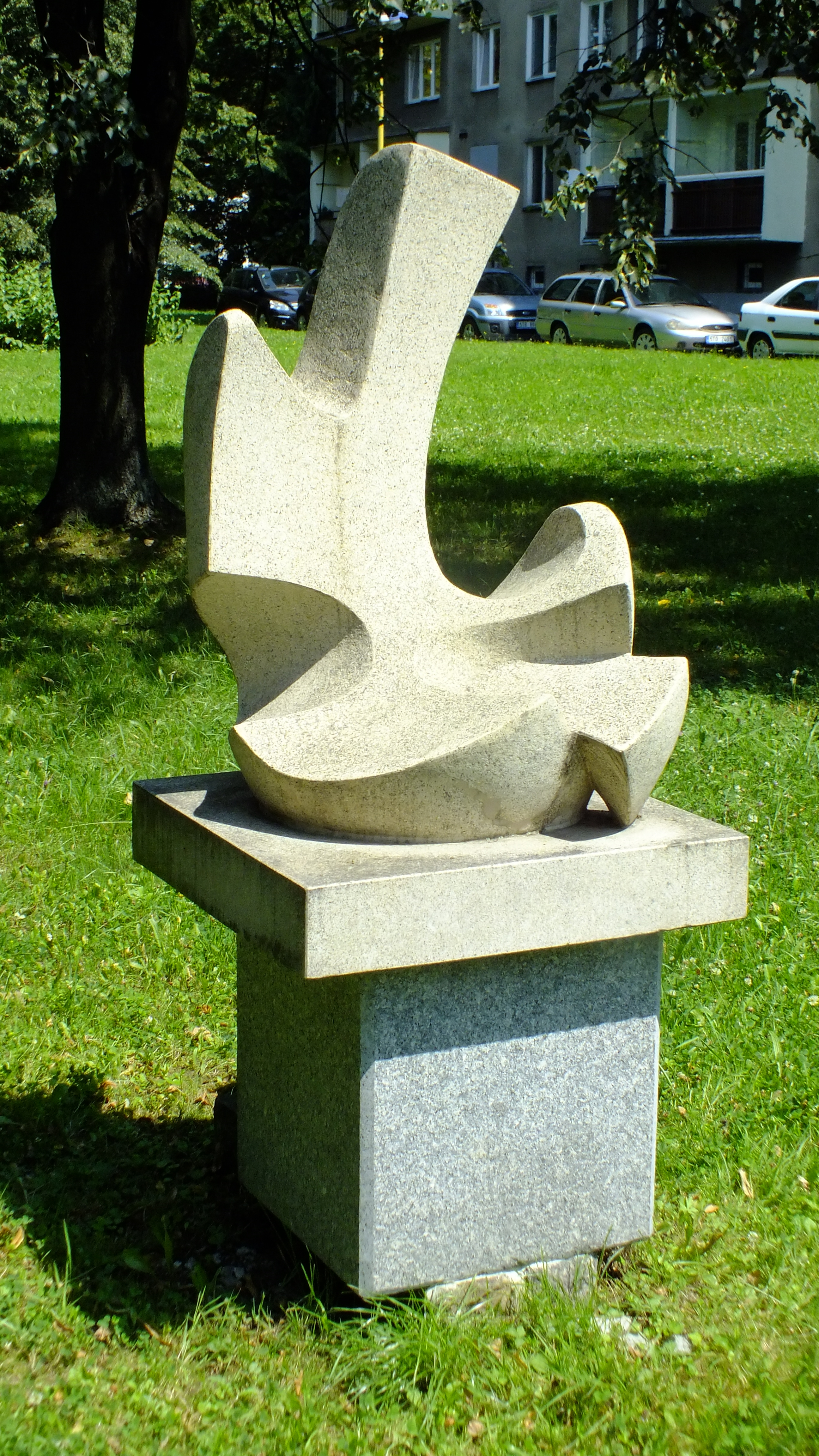
Stylizovaná mužská figura
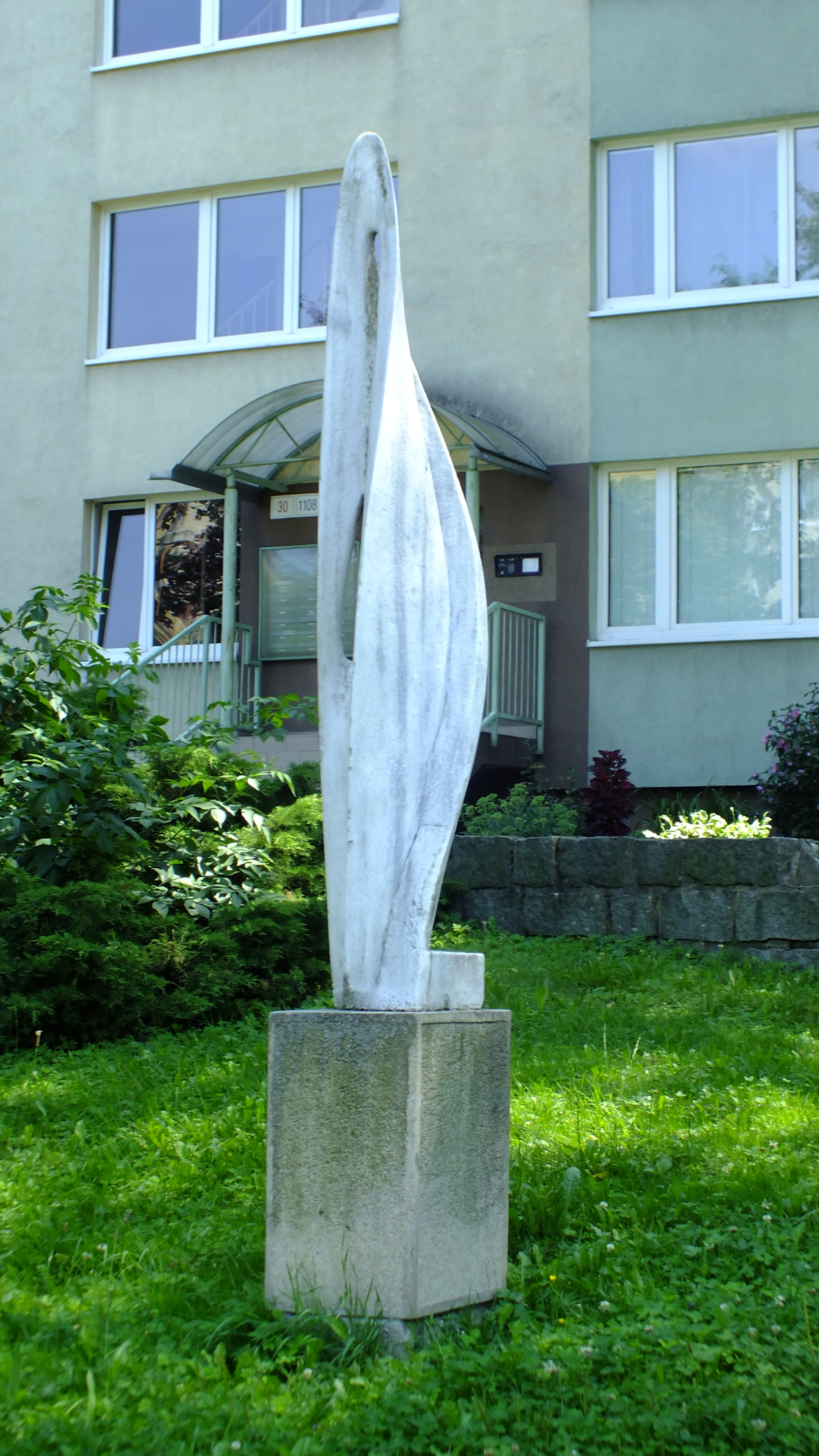
Jehlan
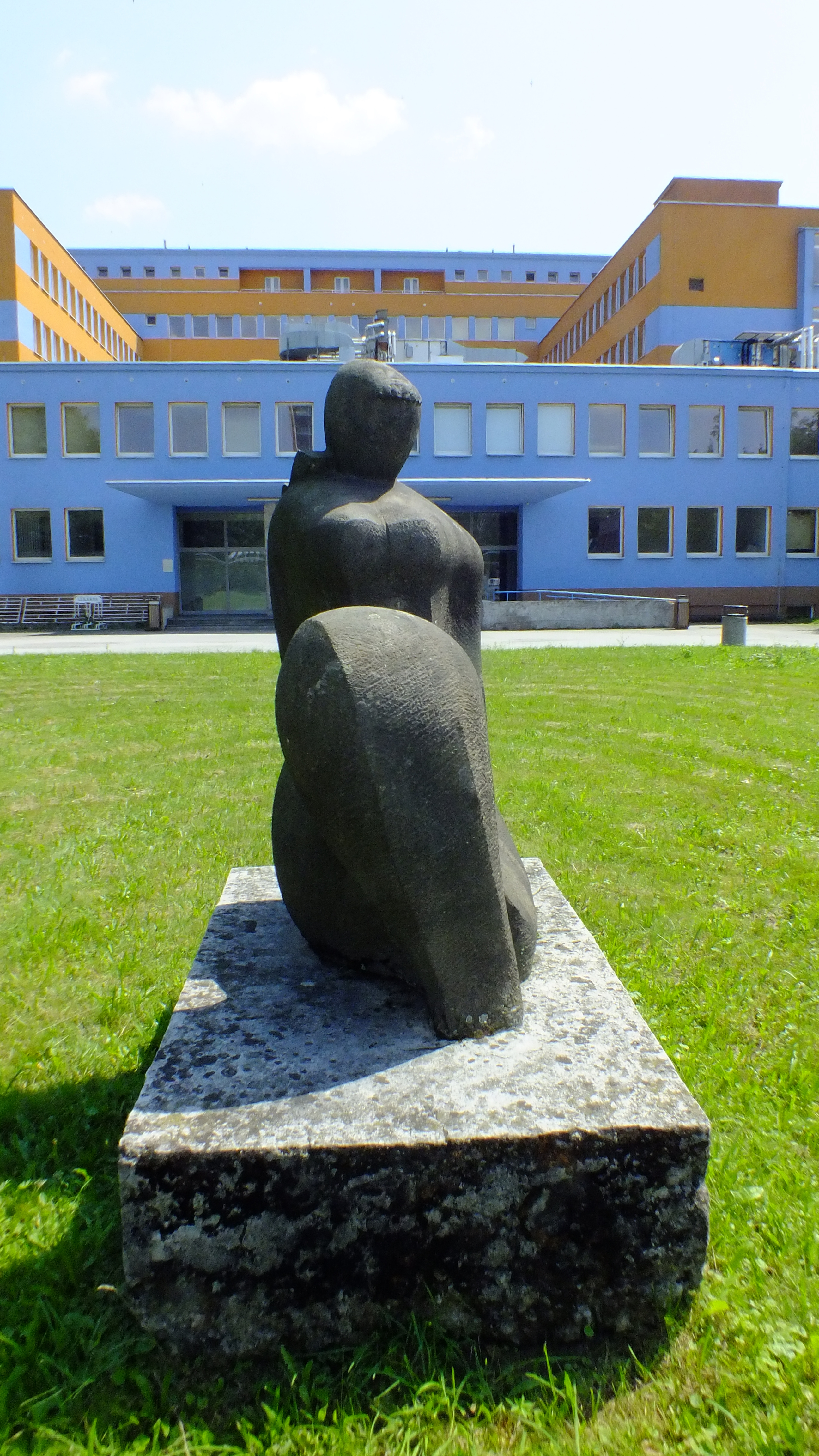
Sedící žena
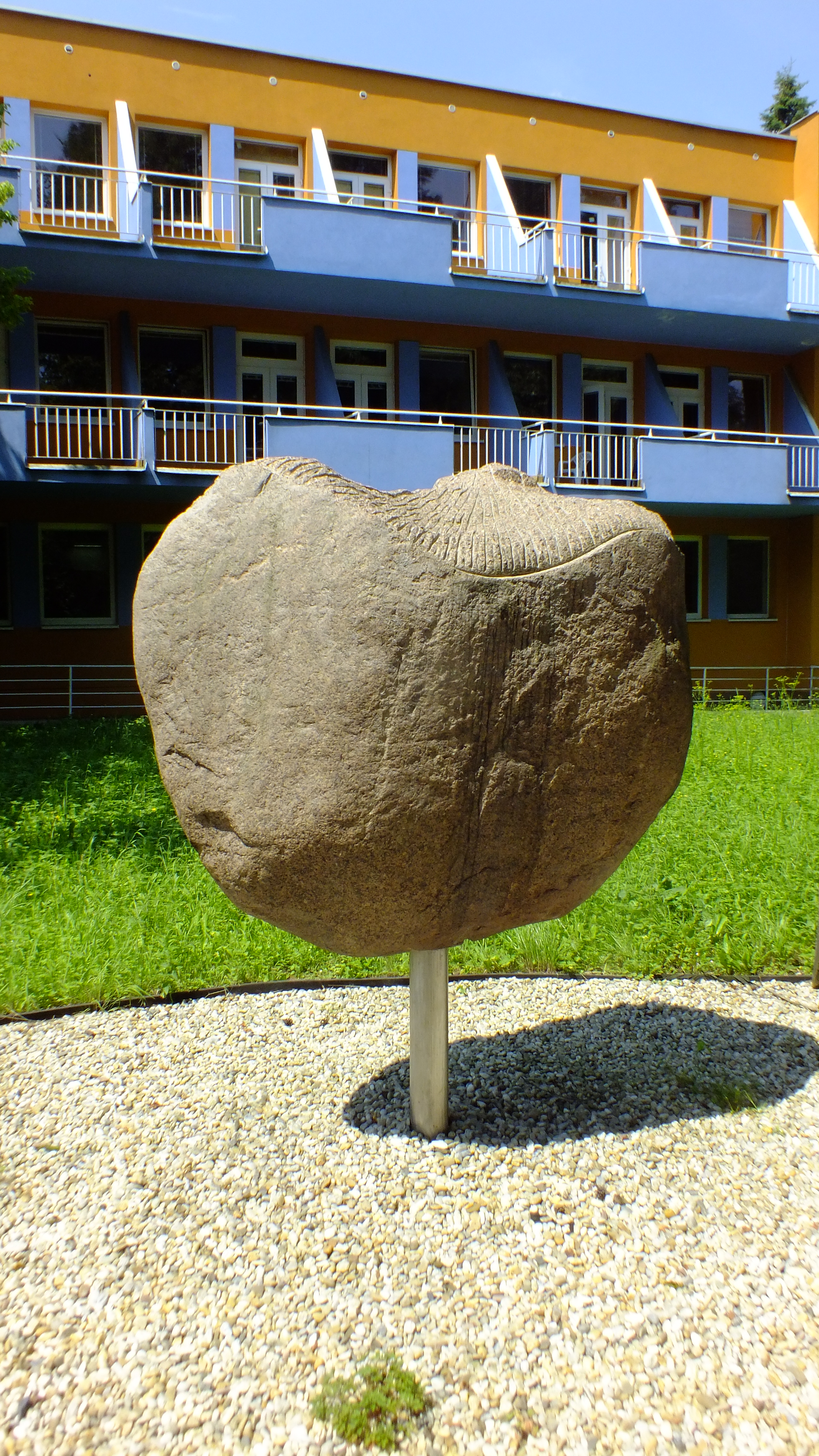
Největší umění je žít srdcem
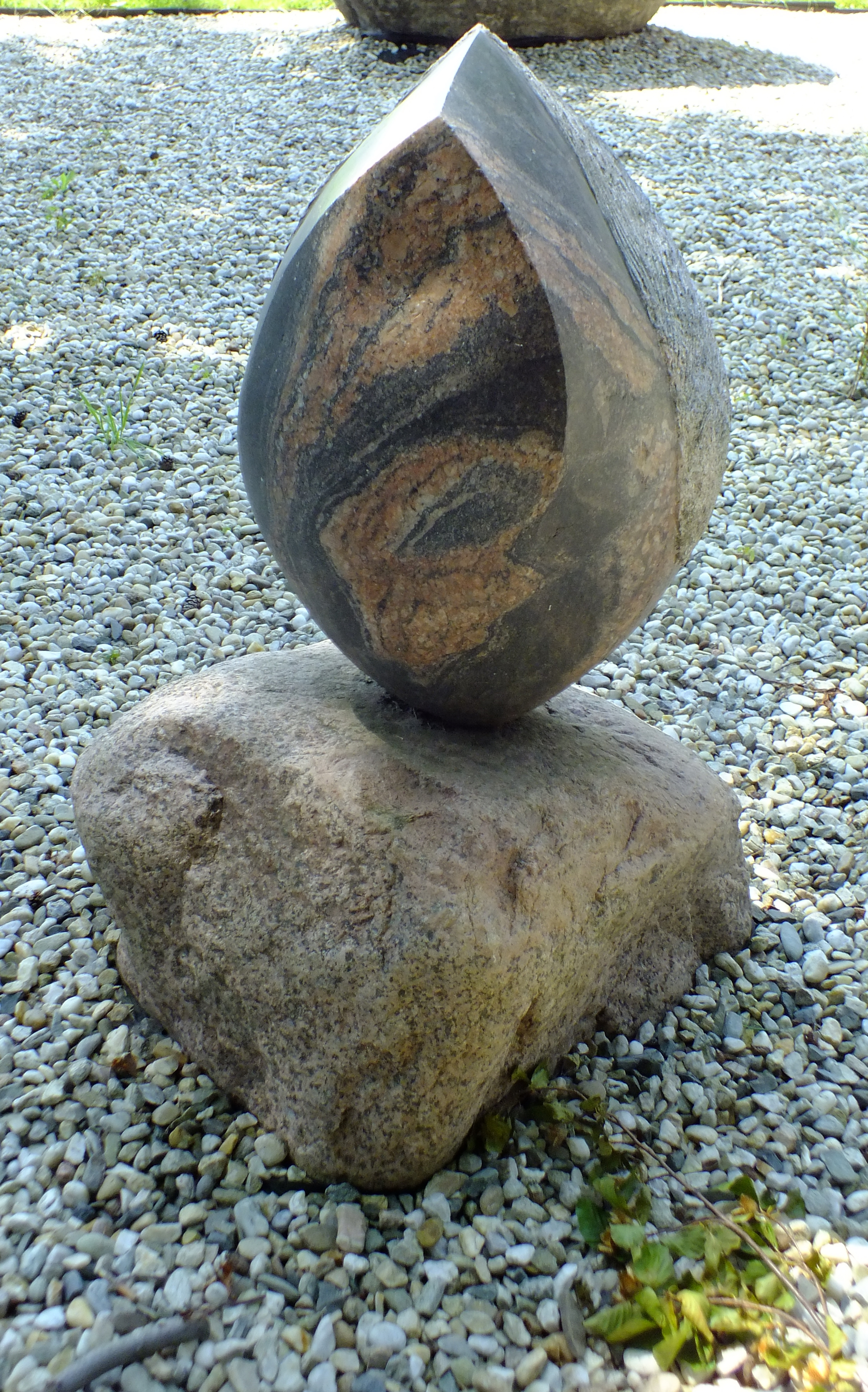
Plastika Dar
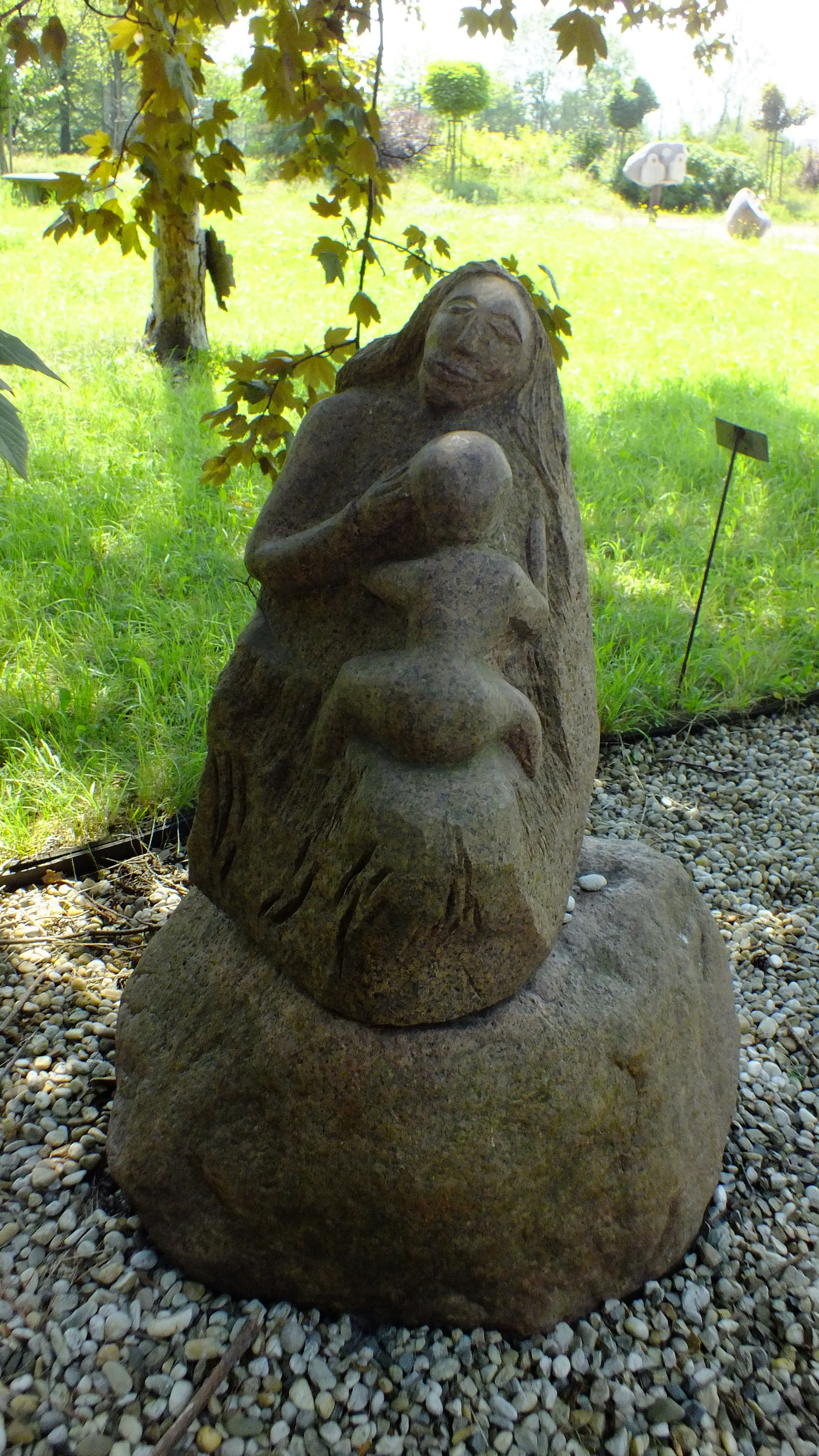
Plastika Mateřství
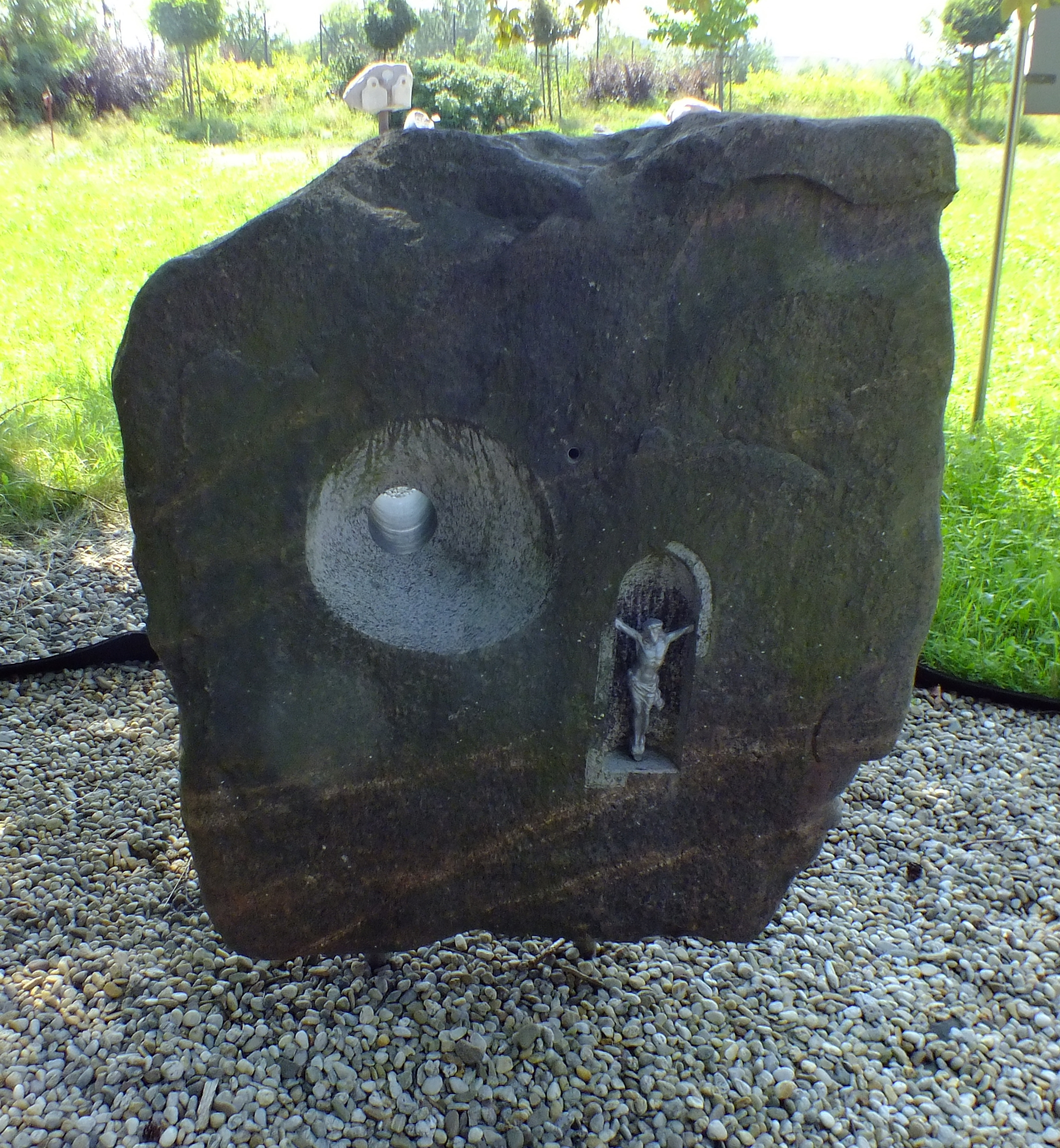
Plastika Pokora
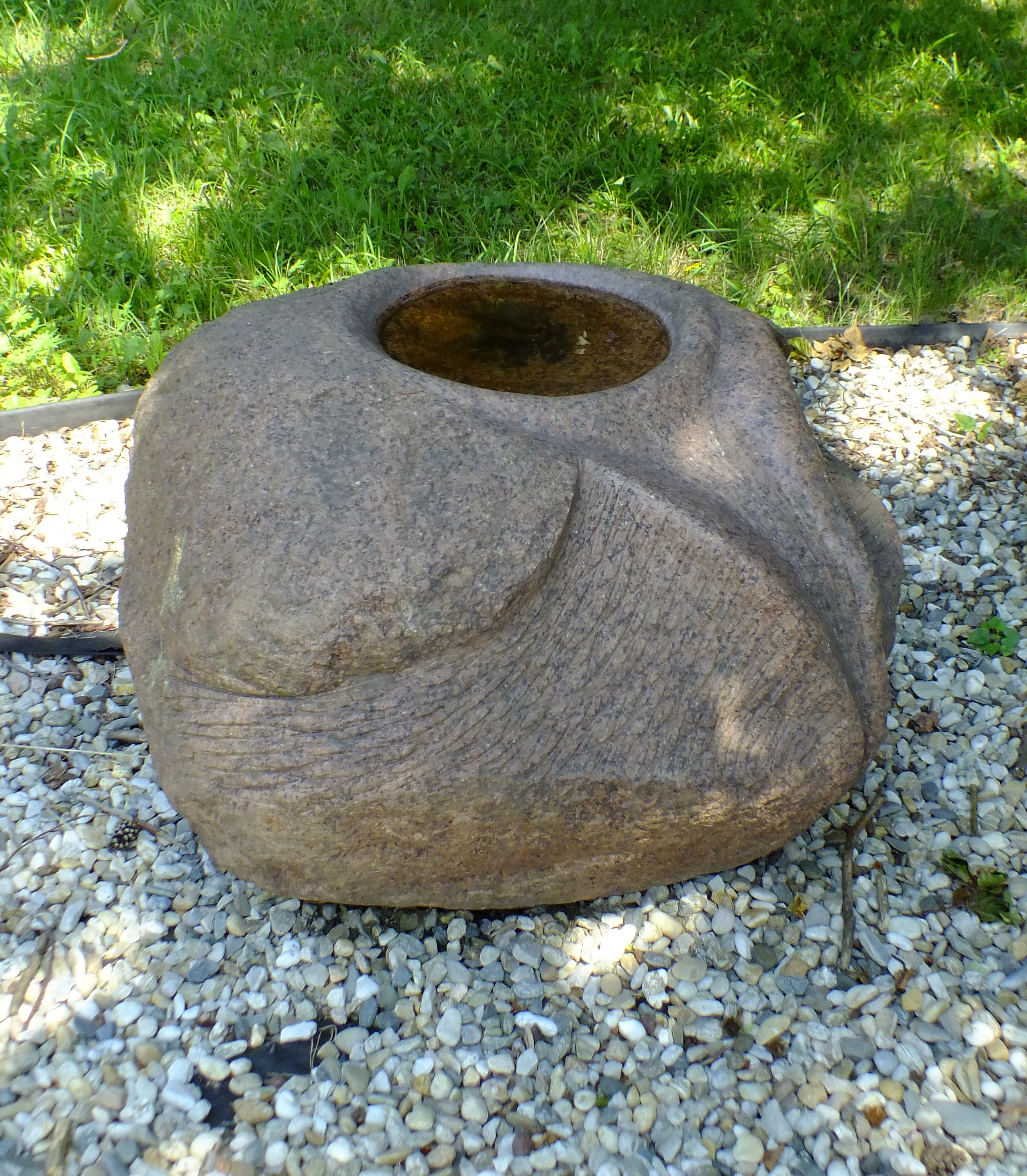
Křtitelnice
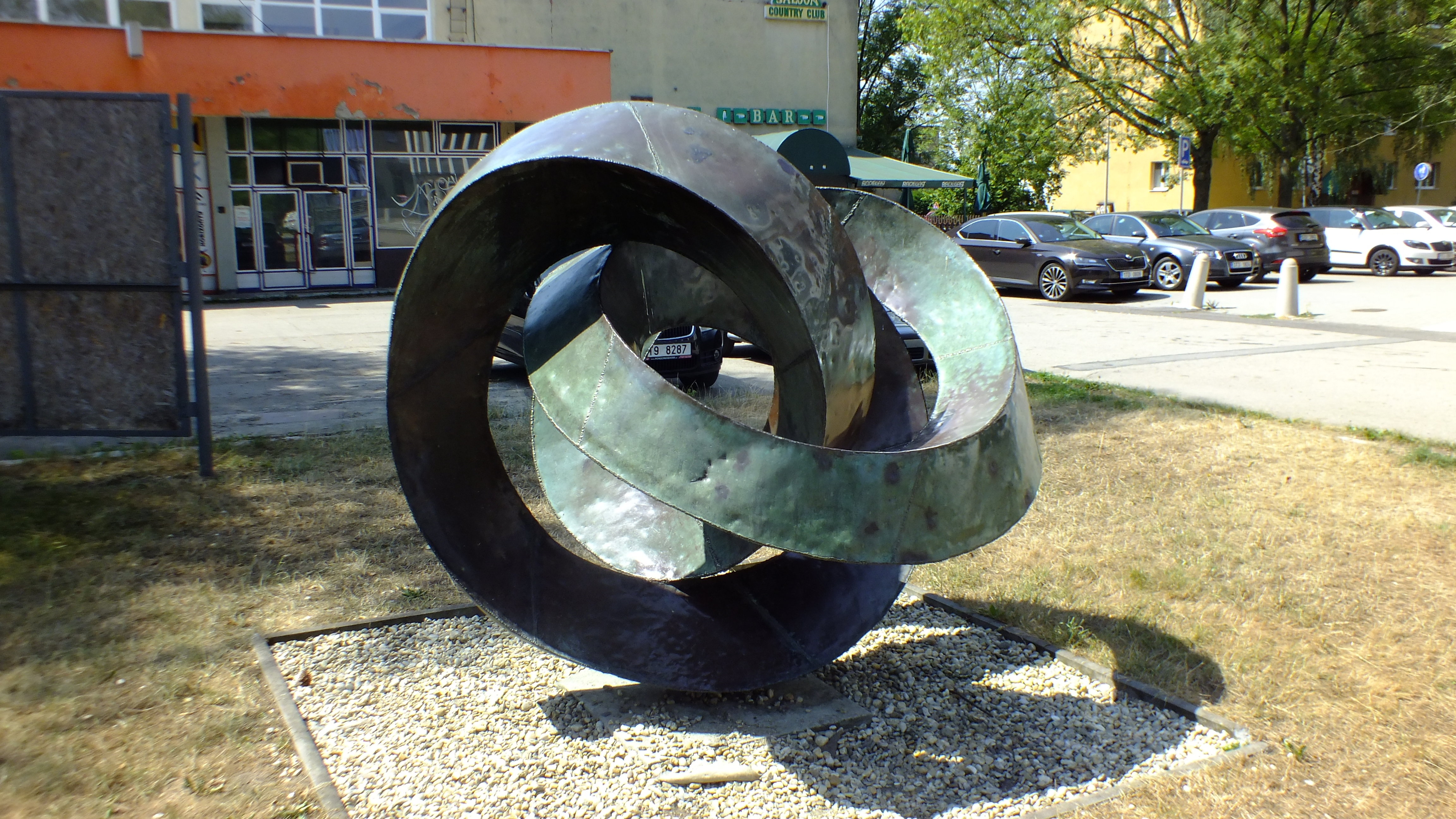
Abstraktní objekt
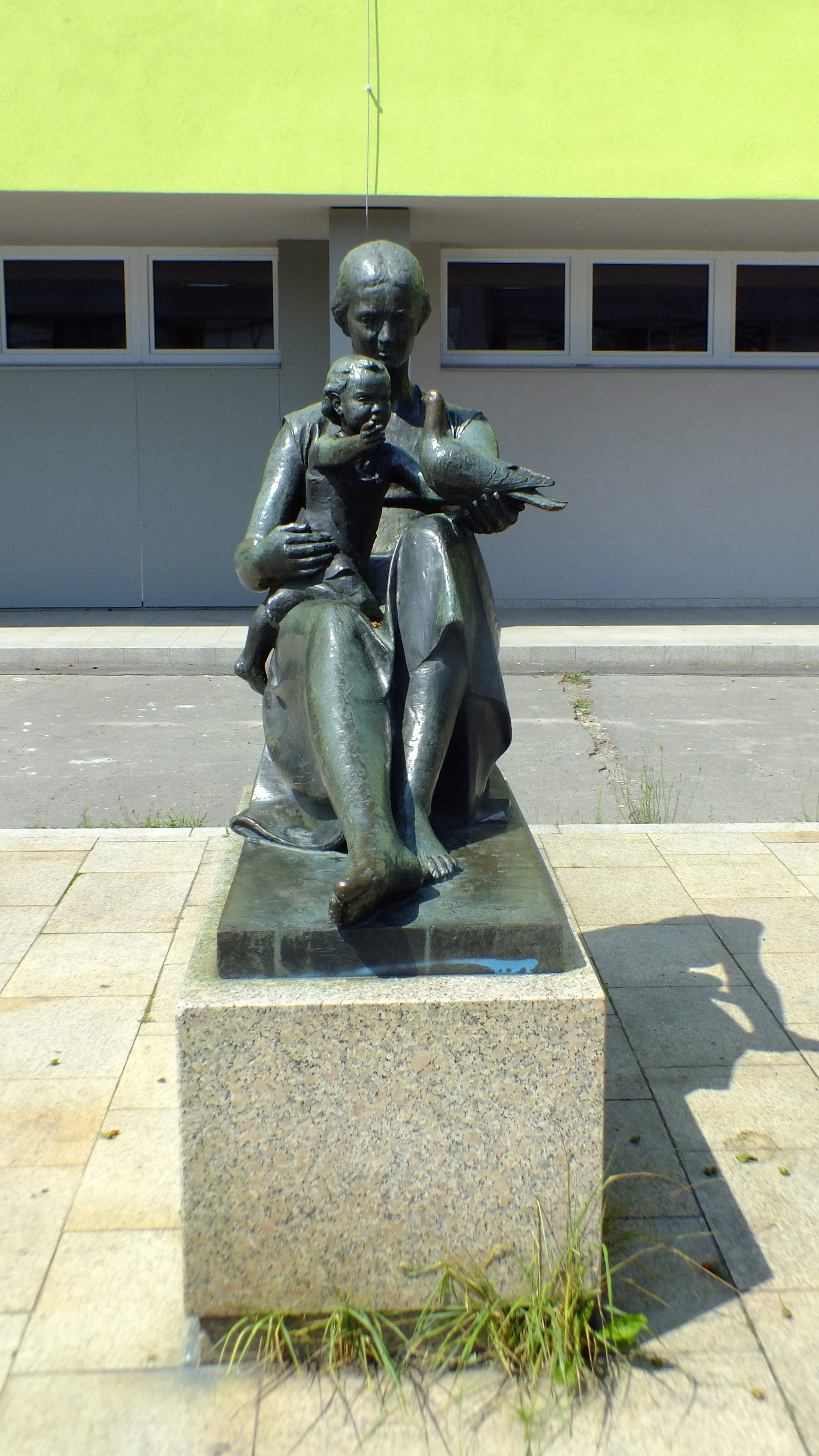
Sedící žena s dítětem a holubicí
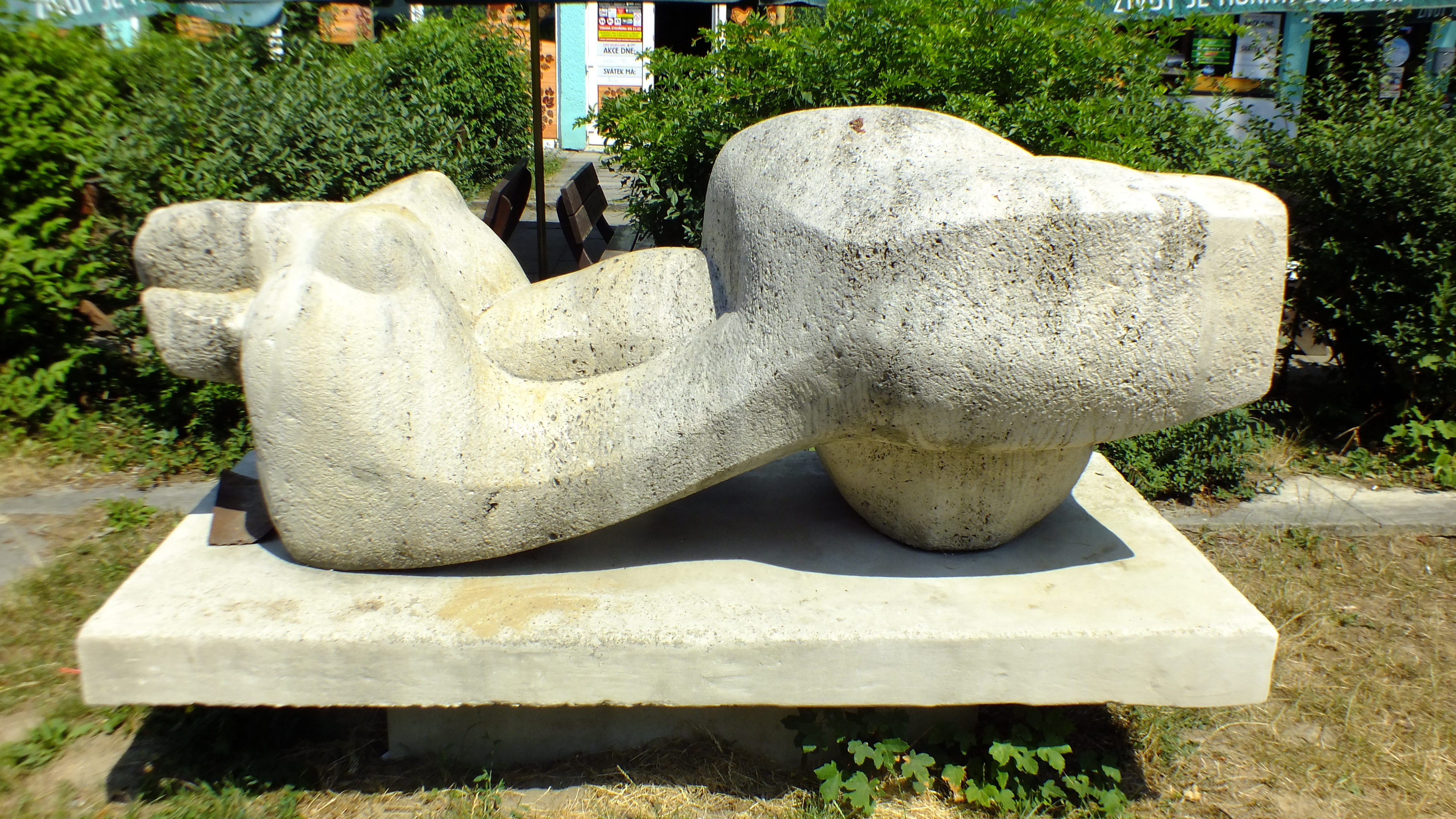
Ležící žena
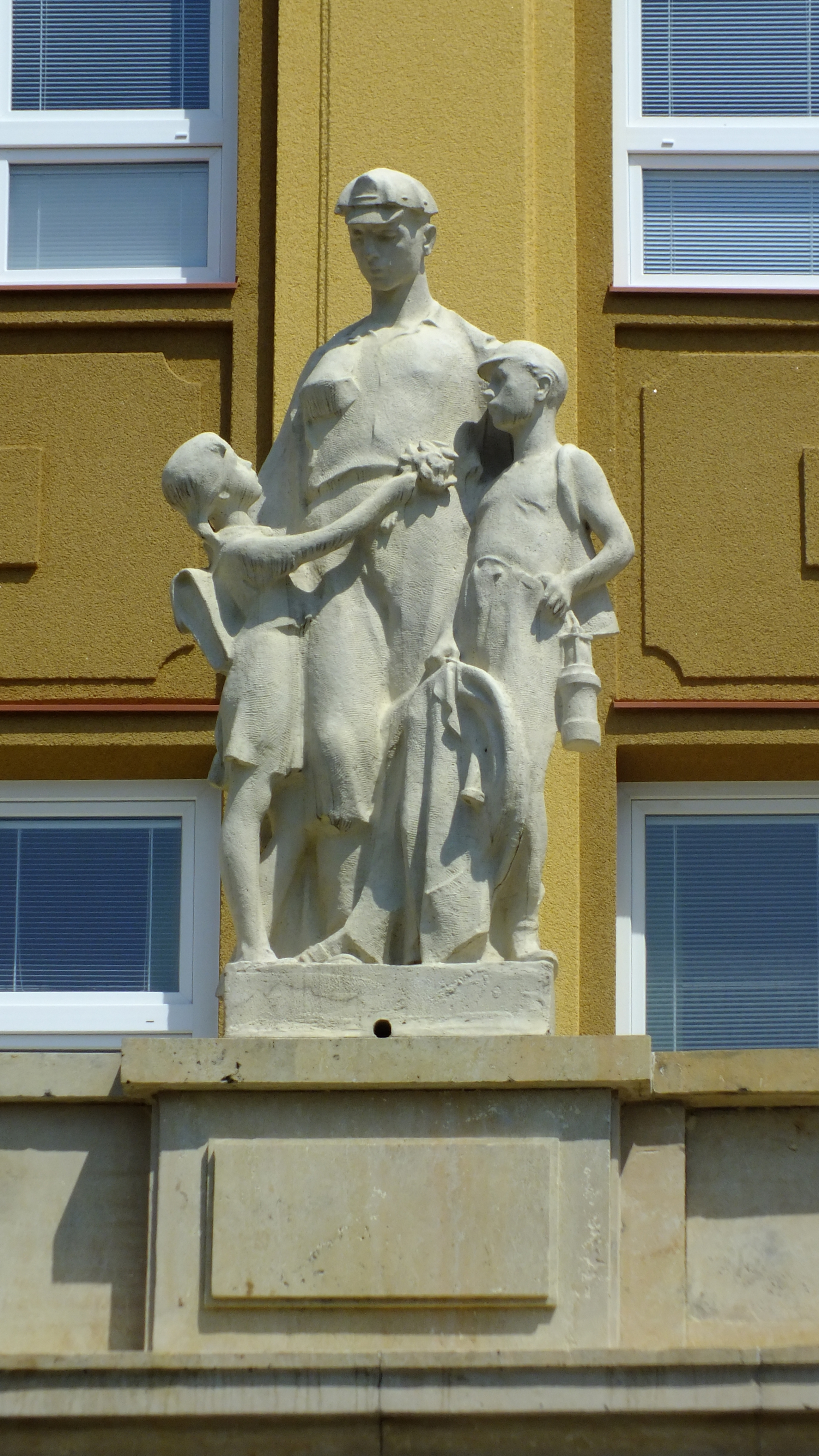
Horník obklopený dětmi
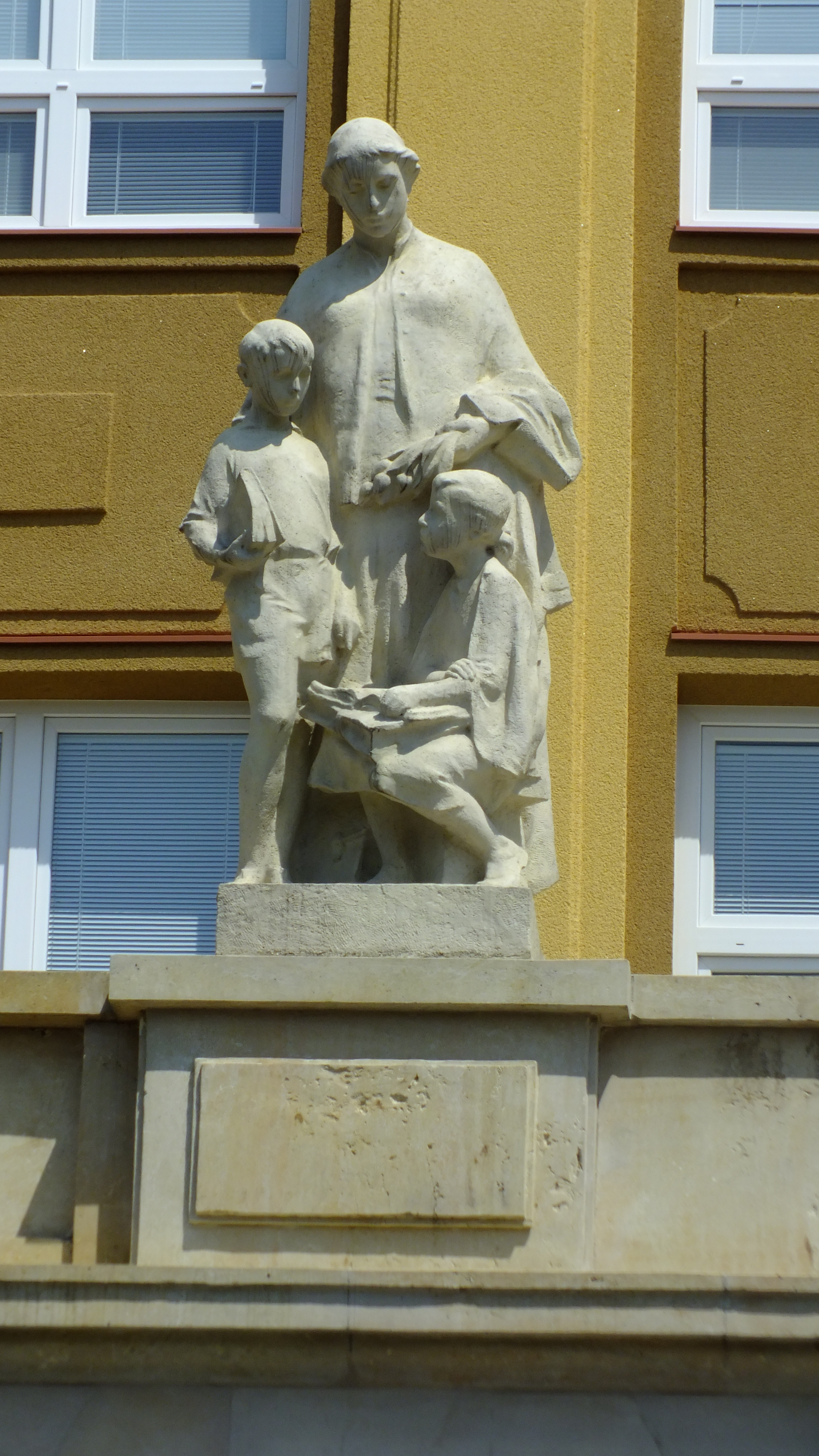
Družstevnice obklopená dětmi
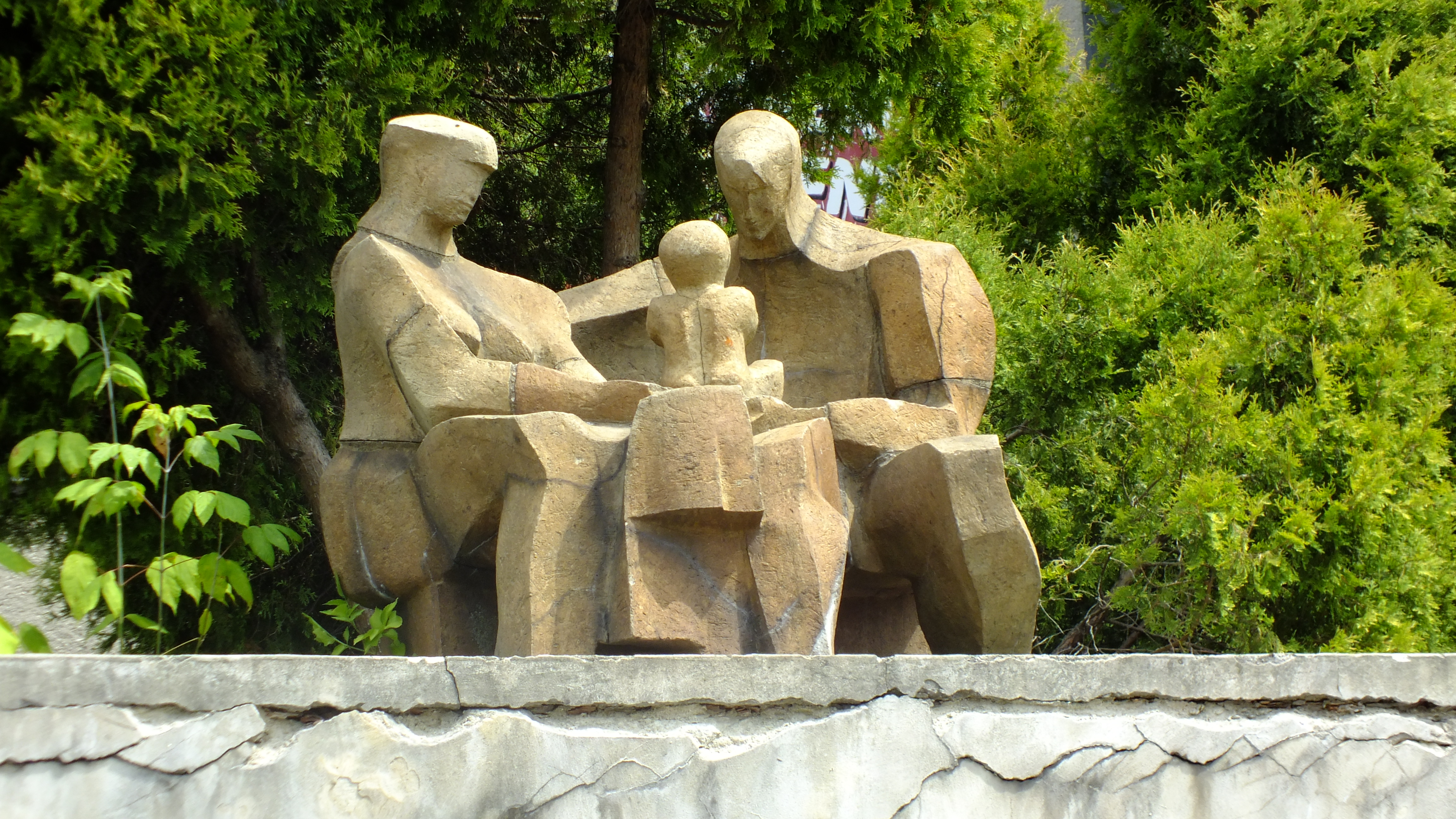
Mladá generace
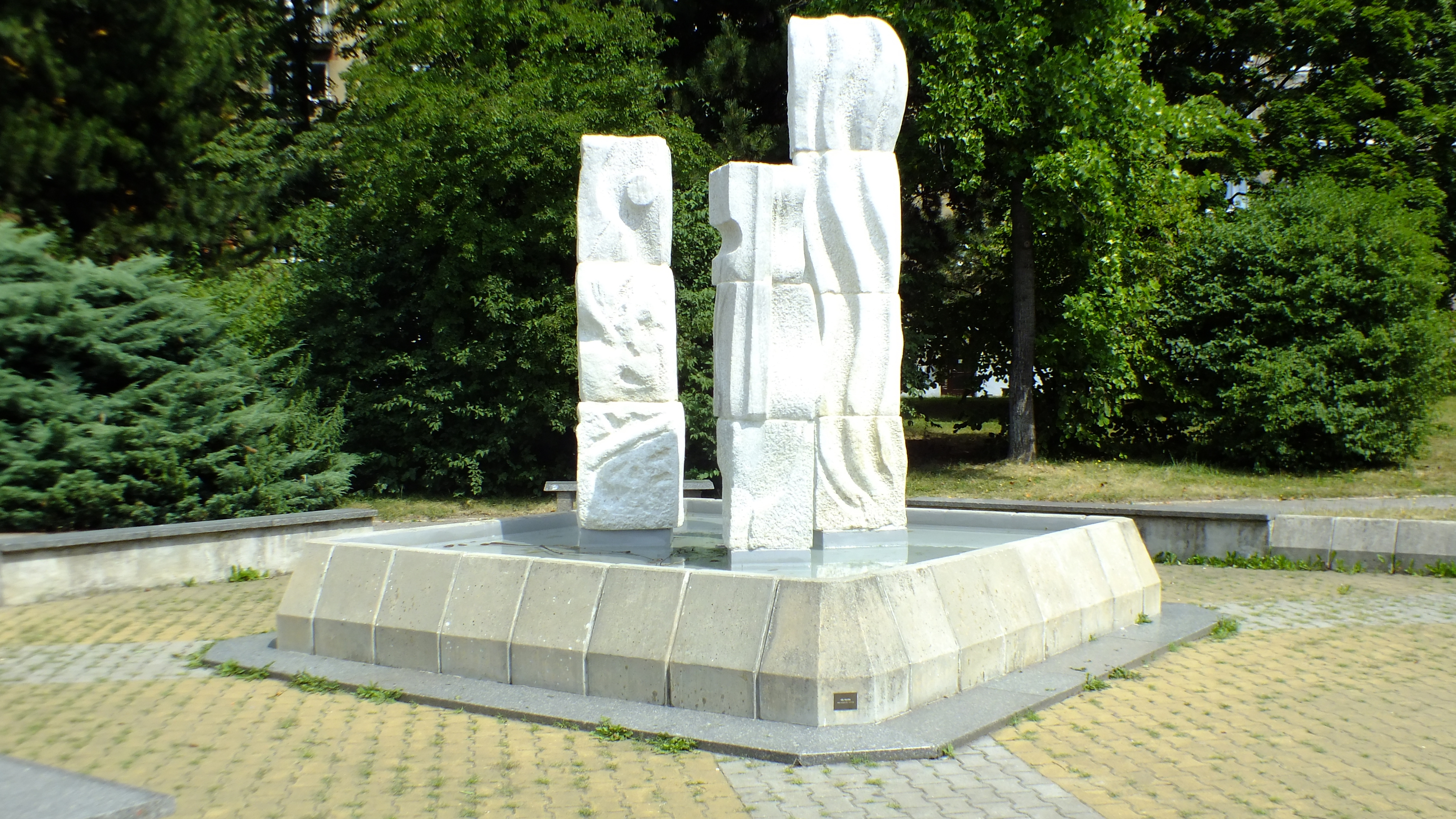
Tři Pilíře
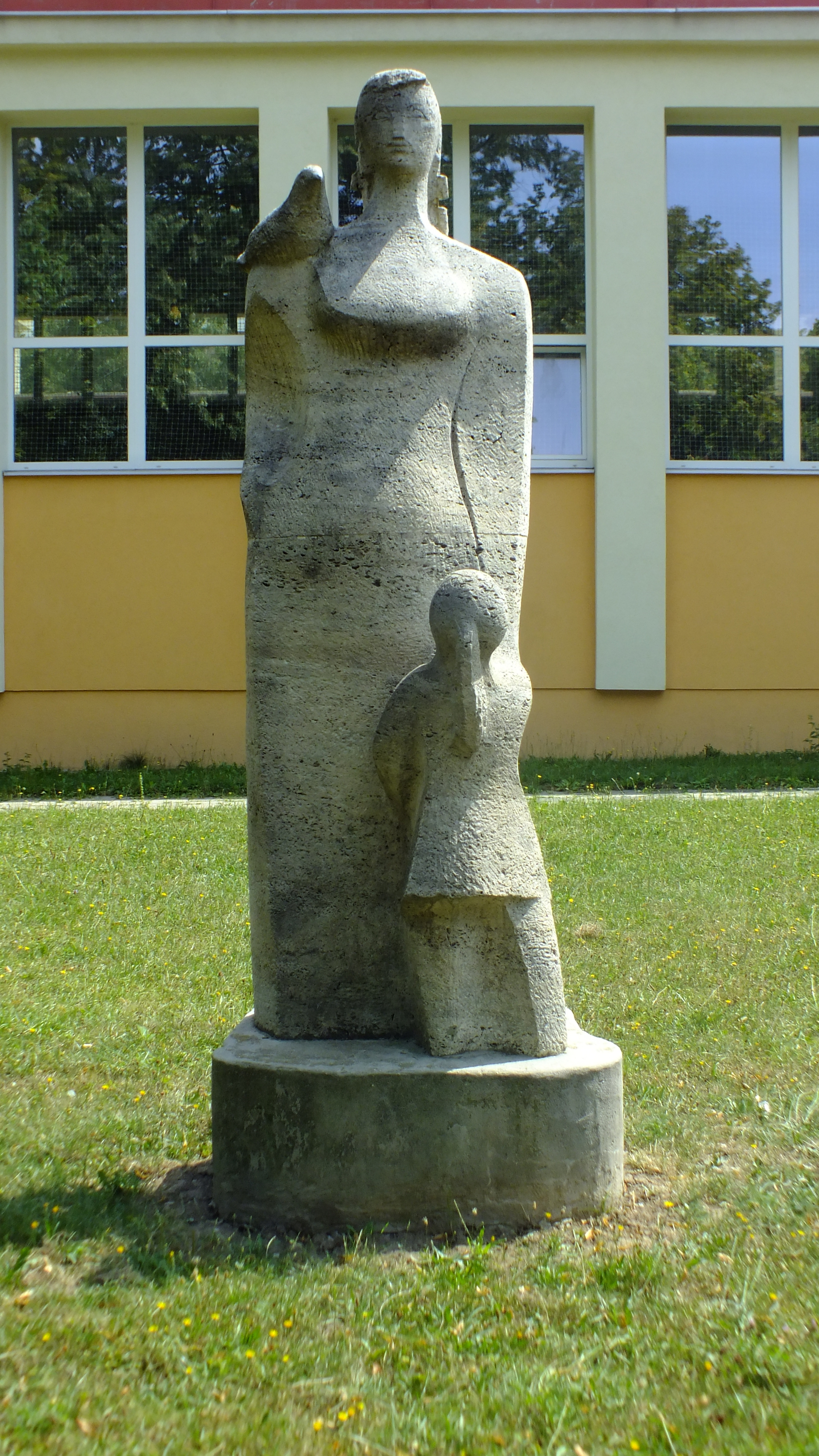
Mír - Žena s Dítětem
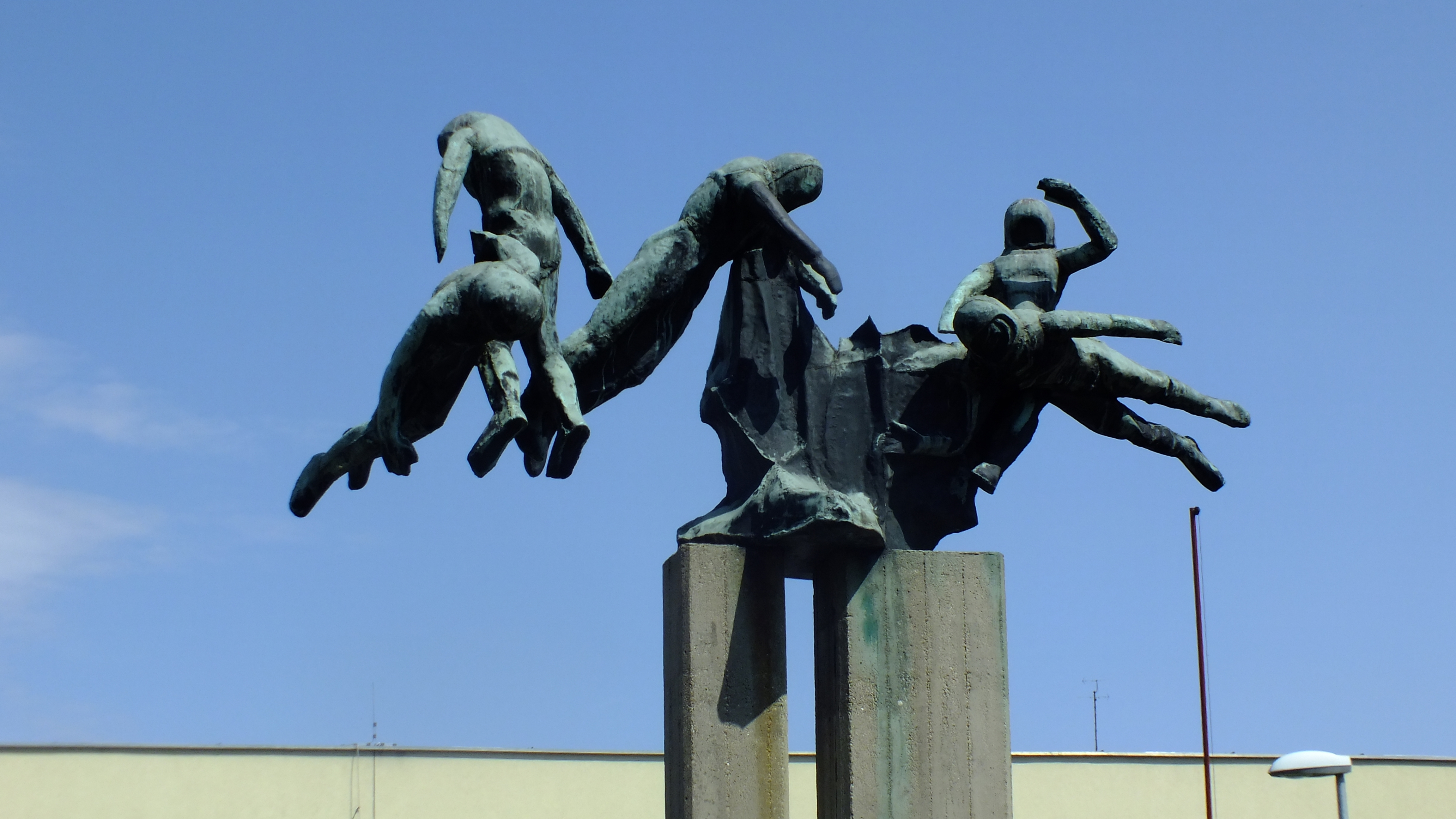
Kosmonauti
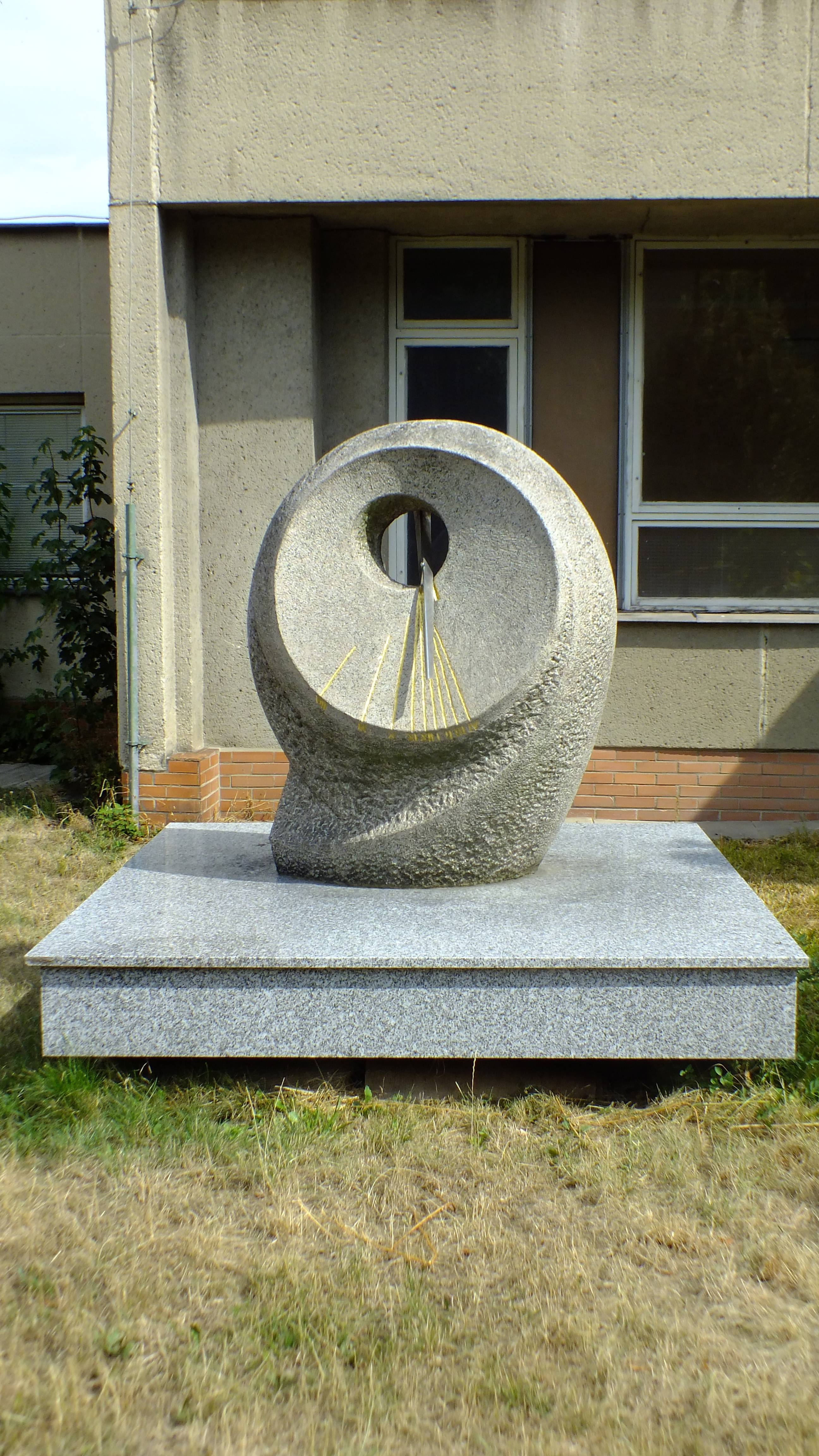
Sluneční Hodiny

### Architektura
- Kotulova dřevěnka – Podlesí, Hálkova 4/1445
- Uhelný hlubinný důl Kaiser Franz Josef Schacht – Dolní Suchá
- Chráněná památková zóna Sorela – Město, Šumbark
- Kulturní dům Radost (dříve Kino Radost) – Město, Alšova 11
- Kulturní dům Petra Bezruče – Město, Hlavní třída 31a
- Poštovní stanice v Dolních Bludovicích – Bludovice, Těšínská ulice (dnes neexistující)

### Příroda
- Přírodní památka Meandry řeky Lučiny
- Havířov – město mezi stromy

## Kultura

### Kulturní a společenské domy
- Kulturní dům Petra Bezruče – Město, Hlavní třída 31a
- Kulturní dům Radost (dříve Kino Radost) – Město, Alšova 11
- Společenský dům (Reneta) – Město, Dlouhá třída 19
- Kulturní dům Leoše Janáčka – Podlesí, Dlouhá třída 46

### Kina
- Kino Centrum – Město, Náměstí Republiky 7
- Letní kino – Město, Na Nábřeží
- Kino Úsvit – Podlesí, Dlouhá třída 46 (již nepromítá)

### Galerie a muzea
- Galerie Krystal – Město, Dělnická 18
- Výstavní síň Musaion – Město, Dělnická 14
- Muzeum Těšínska – Město, Hlavní třída 15
- Výstavní síň Viléma Wünscheho – Podlesí, Dlouhá třída 46
- Stálá výstavní expozice Historie psaná uhlím – Město, Dlouhá třída 19
- Památník životické tragédie – Životice, Padlých hrdinů 47a

### Hudba
- The Strings
- Střepy
- BASTARD
- Nebe
- Kryštof
- Tiket

### Knihovna
- Městská knihovna, Oddělení pro děti, oddělení pro dospělé, hudební oddělení – Město, G budova Magistrátu města Havířova
- pobočka Městská knihovny, Oddělení pro dospělé, Oddělení pro děti, Studovna a čítárna – Podlesí, Šrámkova 2
- pobočka Městská knihovny, Oddělení pro děti a dospělé a ekologický koutek – Město, Jaroslava Seiferta 8
- pobočka Městská knihovny, Kombinované oddělení pro děti, mládež a dospělé – Šumbark, U Jeslí 2
- pobočka Městská knihovny, Oddělení pro děti a dospělé – Šumbark, Gen. Svobody 14
- pobočka Městská knihovny, Oddělení pro děti a dospělé – Prostřední Suchá, Hornosušská 2
- pobočka Městská knihovny, Polské oddělení pro děti a dospělé – Bludovice, U Zborůvky 12
- pobočka Městská knihovny, Oddělení pro děti a dospělé – Životice, Padlých hrdinů
- pobočka Městská knihovny, Oddělení pro děti a dospělé – Dolní Datyně, Občanská 1
- pobočka Městská knihovny, Městské informační centrum – Město, náměstí Republiky 575/7
- pobočka Městská knihovny, Stálá výstavní expozice – Město, Dlouhá třída 19

### Kulturní akce
- Havířov v květech (nepravidelně)
- Havířovská desítka
- Havířovské (dříve Hornické) slavnosti
- Festival Inkubátor
- Havířovská lípa s novou tváří
- Velikonoční městečko
- Vánoční Městečko
- Májové slavnosti
- Promenádní koncerty
- VOX ORGANI
- Zámecký festival
- Živá Hlavní

## Sport

### Sportovní zařízení
- Sportovní hala Slávie (tělocvičny, krytý bazén, solárium, fitcentrum, sauna) – Město, Astronautů 2
- Hokejový stadion Gascontrol Aréna, kde hraje AZ Havířov
- Skateboardové hřiště – Město, Lázeňská
- Minigolfové hřiště – Město, Astronautů 2
- Letní koupaliště (2 plavecké bazény, skokanský bazén, 2 tobogány, umělé vlny) – Město, U Motelu 3
- Tenisové kurty u SPŠE (antuka) – Město, Mánesova ulice
- Víceúčelová hala (ledová plocha, squash, 3 kurty, bowling, fitcentrum, vzpěračská hala) – Podlesí, Těšínská 2
- Tenisové kurty – Merkur (antuka) – Podlesí, Okrajová 4
- Krytý bazén (bazén 25 m, sauna), Šumbark, Opletalova 8a
- Tenisové kurty + hala (antuka) – Šumbark, Opletalova 8a
- NTC stolní tenis - Šumbark, Opletalova 8
- Sportovní areál Impuls (kuželky 6 drah, fitcentrum) – Prostřední Suchá
- Fotbalový stadion – Prostřední Suchá, ulice U Hřiště
- MZ kart arena – Prostřední Suchá, Dělnická ulice
- Sportovní a relaxační centrum Na Císařství (solná jeskyně, sauna, badminton) – Horní Suchá, Stonavská 51/6
- Sportovní hala Fénix - Město, Železničářů 1300/2

### Sportovní organizace
Atletika
- Atletika Havířov 1965

Basketbal
- BK Havířov z.s.

Badminton
- Badmintonový klub Havířov z.s.

Box
- Box Havířov z. s.

Florbal
- Torpedo Havířov (1. liga mužů)
- TJ Slovan Havířov (Divize)

Fotbal
- MFK Havířov (Divize F)
- TJ Dolní Datyně-Havířov
- TJ Slovan Havířov
- FK Gascontrol Havířov z.s.

Futsal
- Futsal Havířov z. s.

Gymnastika
- Gymnastika M&E Havířov z.s.
- Maniak aerobik Havířov z.s.
- Sportovní gymnastika Jiřího Tabáka Havířov z.s.
- Sportovní klub moderní gymnastiky Havířov z.s.

Hokej
- AZ Havířov (2. česká hokejová liga) - v letech 1999-2003 odehrál čtyři sezóny v nejvyšší české soutěži.

Hokejbal
- Hokejbalový klub Havířov z.s.

Horolezectví
- Horolezecký oddíl Tatran Havířov z.s.

Judo
- Judo Club Havířov

Karate
- Karate Havířov z.s

Kickbox
- SK Kick Wolf Team z.s.

Krasobruslení
- Kraso klub Havířov z.s.

Kulečník
- BC Havířov (1. liga)

Lyžování
- SKI KLUB SLAVIA HAVÍŘOV z.s.

Orientační běh
- Orientační běh Havířov z.s.

Parahokej
- Parahokej Havířov z.s.

Parkour
- ADD lead z.s.

Plavání
- Plavecký klub Havířov z.s.

Požární sport
- Sbor dobrovolných hasičů Havířov-město
- Sbor dobrovolných hasičů Havířov-Životice

Ragby
- RC Havířov (1. liga)

Skateboarding
- SKATE KLUB Havířov z.s.

Stolní tenis
- SKST Baník Havířov (Extraliga)

Taekwondo
- TAEKWONDO W. T. F. Havířov z. s.

Tanec
- NatEli dance z.s.
- Taneční skupina Limit Dance Corporation Havířov
- Taneční škola Horizonty Havířov z.s.
- TK Flodur-Floduraček Havířov z.s.
- TOP Mažoretky Dixi z.s.

Tenis
- Tenisový klub Havířov z.s.
- Tenisový klub Tenet z.s.
- Tennis Hill Havířov z.s.

Volejbal
- SKV Havířov
- Volejbalová akademie mládeže Havířov z.s.

Vzpíraní
- SK Baník Havířov

### Sportovní akce
- Mezinárodní automobilové závody na okruhu Havířov-Šenov
- Zlatý kahanec
- Havířovská hokejová liga
- Útěk v řetězech
- Havířovská Desítka

## Osobnosti

### Rodáci
- Filip Trojovský – aktivní sportovec, moderátor, trenér, herec a gymnasta
- Gabriela Goldová – česká herečka a zpěvačka
- Daniel Zítka – bývalý český fotbalový brankář, 8 let působil v mládežnickém klubu FK Baník Havířov a rok jako v profesionálním klubu FK Baník Havířov
- Daniel Beneš – manažer a generální ředitel společnosti ČEZ
- Daniel Pawlas – politik
- David Ondráčka – pedagog, aktivista, ředitel české pobočky Transparency International
- René Foltán – stomatolog, proděkan 1. lékařské fakulty Univerzity Karlovy
- René Zavoral – generální ředitel Českého rozhlasu
- Dominik Graňák – slovenský hokejový obránce
- Dominika Hužvárová – česká modelka, Miss EURO 2008 a vítězka mnoha soutěží krásy
- Dominika Gawliczková – cestovatelka
- Jan Peterek – bývalý hokejista, působil pár let v AZ Havířov
- Jan Laštůvka – český fotbalista
- Miroslav Baranek – bývalý český fotbalový záložník a reprezentant
- Radka Rosická – česká moderátorka, bývalá modelka a II. vicemiss České republiky pro rok 2002
- Robert Mayer – švýcarský hokejový brankář
- Robert Říčka – český hokejový útočník
- Simona Krainová – topmodelka, ředitelka a patronka modelingové soutěže Czechoslovak TopModel, moderátorka a příležitostná herečka
- Petr Korbel – český stolní tenista
- Pavel Maslák – český atlet
- Jaroslav Bába – český skokan do výšky
- David Pastrňák – český hokejista, aktuálně hrající za Boston Bruins v NHL
- Martin Roman – manažer a podnikatel, v letech 2004 až 2011 generální ředitel společnosti ČEZ
- Šárka Kašpárková – atletka
- Kateřina Pauláthová – alpská lyžařka
- Michaela Maurerová – herečka a moderátorka
- Borrtex – český hudební skladatel
- Aneta Vignerová – modelka a Miss České republiky
- Tereza Szewieczková – česká fotbalistka
- Ondřej Lingr – český fotbalista
- Marek Bárta – český diskař
- Marek Schuster – reprezentant v orientačním běhu
- Josef Bělica – český politik a primátor města
- Markéta Kabourková – ekonomka a manažerka
- Krzysztof Lukas – polský varhaník a pedagog
- Lucjan Klimsza – pastor, teolog a pedagog
- Michal Cimala – sochař a designér
- Eliška Adamovská – sportovní lezkyně
- Tomáš Cibulec – profesionální tenista
- Adéla Elbel – česká nederlandistka a překladatelka z nizozemštiny, zpěvačka, performerka, textařka, herečka a (stand-up) komička
- Alexandra Hrouzková –  psycholožka, spisovatelka a publicistka
- Kateřina Chroboková – varhanice a cembalistka
- Josef Janík – byl český divadelní režisér
- Matěj Jendrišák – florbalový útočník
- Alexandr Jurečka – byl český judista
- Petr Jurečka – český hokejový obránce
- Martina Kniezková – byla česká fyzicky hendikepovaná atletka
- Michal Košátko – reprezentant v taekwondu
- Stanislav Mečl – český právník
- Jiří Miskovič – fotbalový záložník
- Jaroslav Mokrohajský – československý hokejový útočník
- Bohuslav Niemiec – politik a pedagog
- Tomáš Pajonk – politik a podnikatel
- Radek Petráš –  stand-up komik, herec, režisér a řečník
- František Schneider – fotbalový záložník
- Vladimír Skórka – režisér, scenárista a producent
- René Souček – folkový písničkář
- Pavel Stodůlka – lékař
- Kazimír Suchanek –  byl evangelický duchovní, umělecký fotograf a publicista.
- René Ševěček – hokejový obránce a trenér
- Ota Zaremba – československý sportovec
- Milan Zupko – herec
- Jiří Trvaj – hokejista
- Veronika Třinecká - florbalistka

V Havířově byla také roce 1993 založena kapela Kryštof.

## Školství

### Mateřské školy
- Město – Horymírova, Československé armády, Kolmá (soukromá mateřská škola),[32] Lipová, Puškinova, Radniční, Resslova, Sukova, U Stromovky, Na Nábřeží (odloučené pracoviště při ZŠ Na Nábřeží), Švabinského, Místní, Sadová (poslední dvě jmenované jako odloučené pracoviště při MŠ Petřvaldská), Mozartova (speciální MŠ)
- Podlesí – Čelakovského, Balzacova, Kosmonautů, Emila Holuba, Přímá
- Šumbark – Okružní, U Jeslí, Mládí, Moravská, Petřvaldská, MŠ Mateřinka, s.r.o. Okružní
- Bludovice – Selská (polský jazyk vyučovací, odloučené pracoviště při ZŠ Selská), Frýdecká (odloučené pracoviště při ZŠ Frýdecká)
- Životice – U Křížů (odloučené pracoviště při ZŠ Zelená)
- Prostřední Suchá – U Topolů
- Dolní Suchá – U Školy (odloučené pracoviště při MŠ Moravská)
- Dolní Datyně – Občanská (odloučené pracoviště při ZŠ Frýdecká)

### Základní školy
- Město – 1. máje, Gorkého, M. Kudeříkové, Žákovská, Mánesova, Na Nábřeží (ZŠ a MŠ)
- Podlesí – Mládežnická, F. Hrubína, K. Světlé
- Šumbark – Jarošova, Školní, Moravská, M. Pujmanové, Gen. Svobody
- Bludovice – Frýdecká (ZŠ a MŠ), Selská (ZŠ a MŠ s polským jazykem vyučovacím)
- Životice – Zelená (ZŠ a MŠ)
- Prostřední Suchá – Kpt. Jasioka

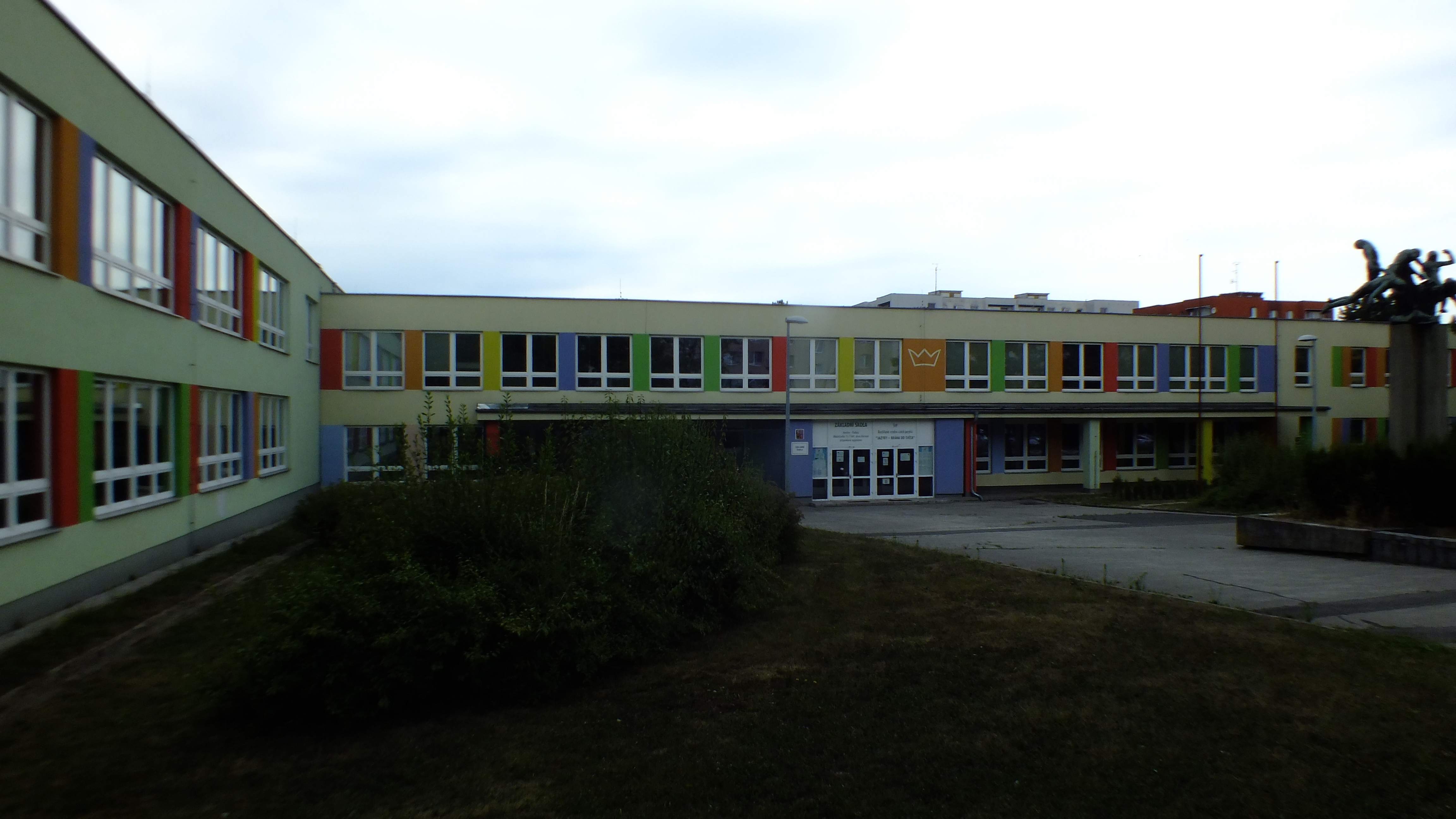
ZŠ Mládežnická
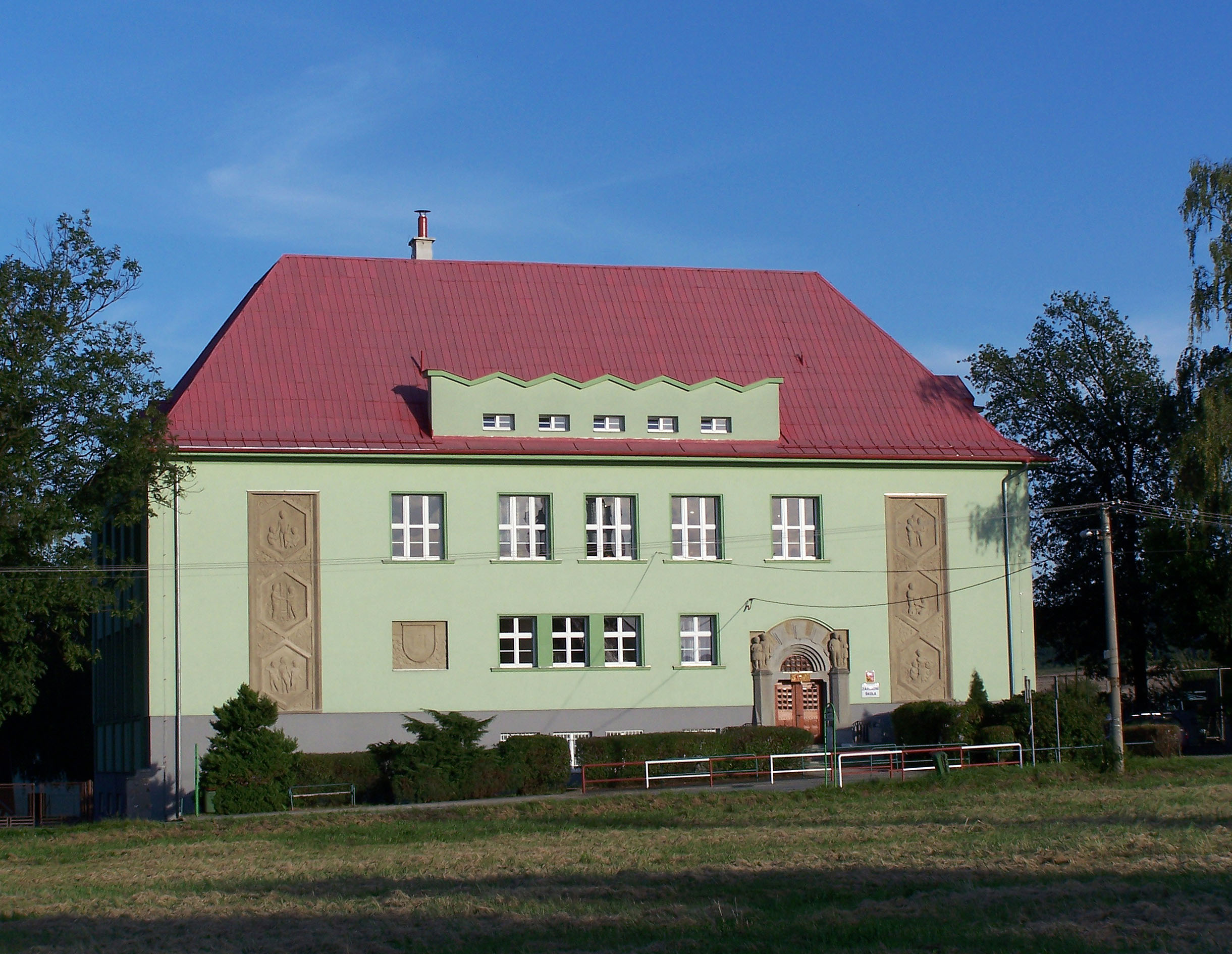
ZŠ Frýdecká

### Základní umělecké školy
- Základní umělecká škola Bohuslava Martinů, Na Schodech, Město
- Základní umělecká škola Leoše Janáčka, Jaroslava Vrchlického, Podlesí

### Střední školy
- Gymnázium Komenského, Město
- Střední průmyslová škola elektrotechnická, Makarenkova, Město
- Gymnázium Studentská, Podlesí
- Střední průmyslová škola stavební, Kollárova, Podlesí
- Hotelová škola a Obchodní akademie Havířov, s.r.o., Tajovského, Podlesí
- Střední škola technických oborů, Lidická, Šumbark
- Střední škola Havířov-Šumbark (elektrotechnika a strojírenství), Sýkorova, Šumbark
- Střední škola a základní škola Havířov-Šumbark, Školní, Šumbark
- Střední škola Havířov-Prostřední Suchá, Kpt. Jasioka, Prostřední Suchá

Vyšší odborné školy
Vyšší odborná škola DAKOL a Střední škola DAKOL
Vyšší odborná škola Havířov, s.r.o., Tajovského, Podlesí

### Vysoké školy
- Vysoká škola sociálně-správní, Město

### Ostatní školská zařízení
- Asterix – Středisko volného času, Město
- Církevní středisko volného času sv. Jana Boska v Havířově, Šumbark
- Dětský domov a školní jídelna, Podlesí
- Dětský domov pro děti do tří let, Prostřední Suchá

### Jiné instituce
- Institut vzdělávání a rekvalifikace, E. F. Buriana, Město
- Institut celoživotního vzdělávání, V. Nezvala, Město

## Turistická a rekreační infrastruktura
Městské informační centrum Havířov sídlí v křídle budovy Kina Centrum, nám. Republiky 575/7 (Havířov-město): informace, prodej vstupenek, map, knih, brožur, suvenýrů aj.
Turistické trasy KČT:
- zelená turistická trasa Hradec nad Moravicí – Chotěbuz: ze směru od Petřvaldu vchází na území Šumbarku u Pežgovského lesa, poté okolo železničního nádraží pokračuje podél Hlavní třídy památkovou zónou SORELA k obchodnímu domu Elan, kde se stáčí na Dělnickou a poté na Mánesovu ulici a vede přes ulici V Zátiší v Podlesí a životické lokality Dolany a Polany až do osady Pacalůvka, odkud pokračuje dál okolo hráze Těrlické přehrady ve směru k obci Albrechtice.
- červená turistická trasa Karviná – Morávka: ze směru z Horní Suché vstupuje na území Havířova v Životicích, odkud přes ulici U Křížů směřuje do Podlesí k býv. hotelu Merkur a dále Okrajovou a Frýdeckou ulicí do Bludovic, odkud údolím řeky Lučiny směrem k Žermanické přehradě opouští území města.

Cyklotrasy:
- cyklotrasa 56 Euroregionem Těšínské Slezsko (Bohumín – Bukovec): na území města vstupuje Petřvaldskou ulicí na Šumbarku, odkud okolo železničního nádraží, velkého silničního rondelu a koupaliště vede odpočinkovou zónou Na Nábřeží poblíž řeky Lučiny do Bludovic, kde opouští katastr města ve směru do Horních Bludovic, Záguří a dále do Těrlicka
- cyklotrasa 6098 (Šumbark – Životice): trasa vedoucí ze šumbarské Petřvaldské ulice okolo restaurace U Třísky, přes ulici U Skleníků do Prostřední Suché, odkud přes lokality Pavlasůvka, Dolany a Polany míří do životické osady Pacalůvka. Tuto cyklostezku lze považovat za alternativní rameno dálkové cyklotrasy 56 severní havířovskou trasou.
- cyklotrasa 6064 (Havířov, Bludovice – Ostrava, Hrabová): začíná jako odbočka od trasy 56 v Bludovicích na ulici Selské, odkud pokračuje ulicemi Mezidolí a Formanskou směrem do lokality Škrbeň ve městě Šenov.
- další cyklotrasy: v Havířově se nachází ještě několik městských cyklostezek lokálního významu, např. podél levého břehu řeky Lučiny (v budoucnu se plánuje až k Žermanické přehradě) nebo v lesoparcích v Podlesí.

## Partnerská města
- Collegno, Itálie

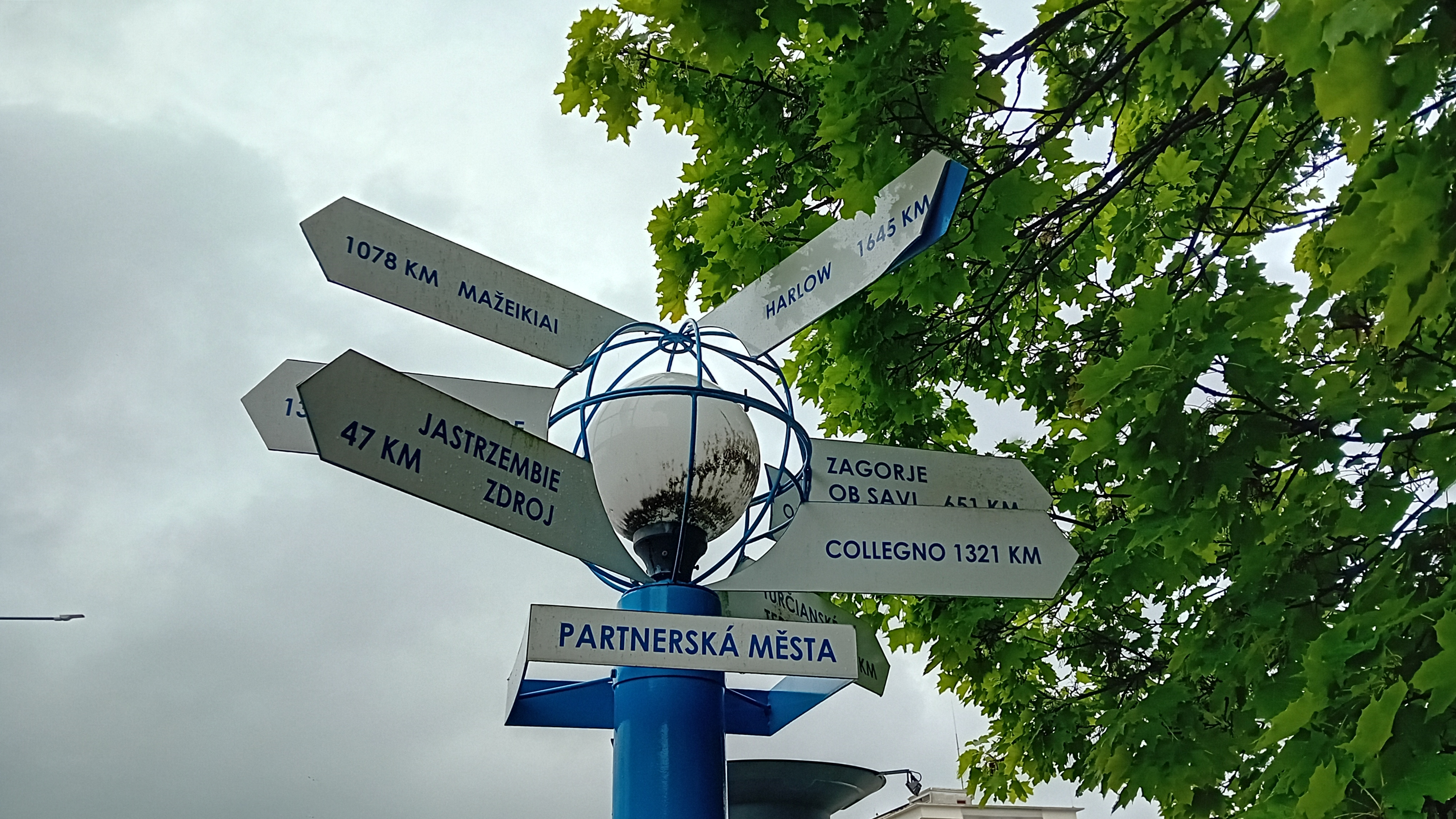
Partnerské města

- Harlow, Spojené království
- Jastrzębie-Zdrój, Polsko
- Mažeikiai, Litva
- Omiš, Chorvatsko
- Paide, Estonsko
- Turčianske Teplice, Slovensko
- Zagorje ob Savi, Slovinsko

## Fotogalerie

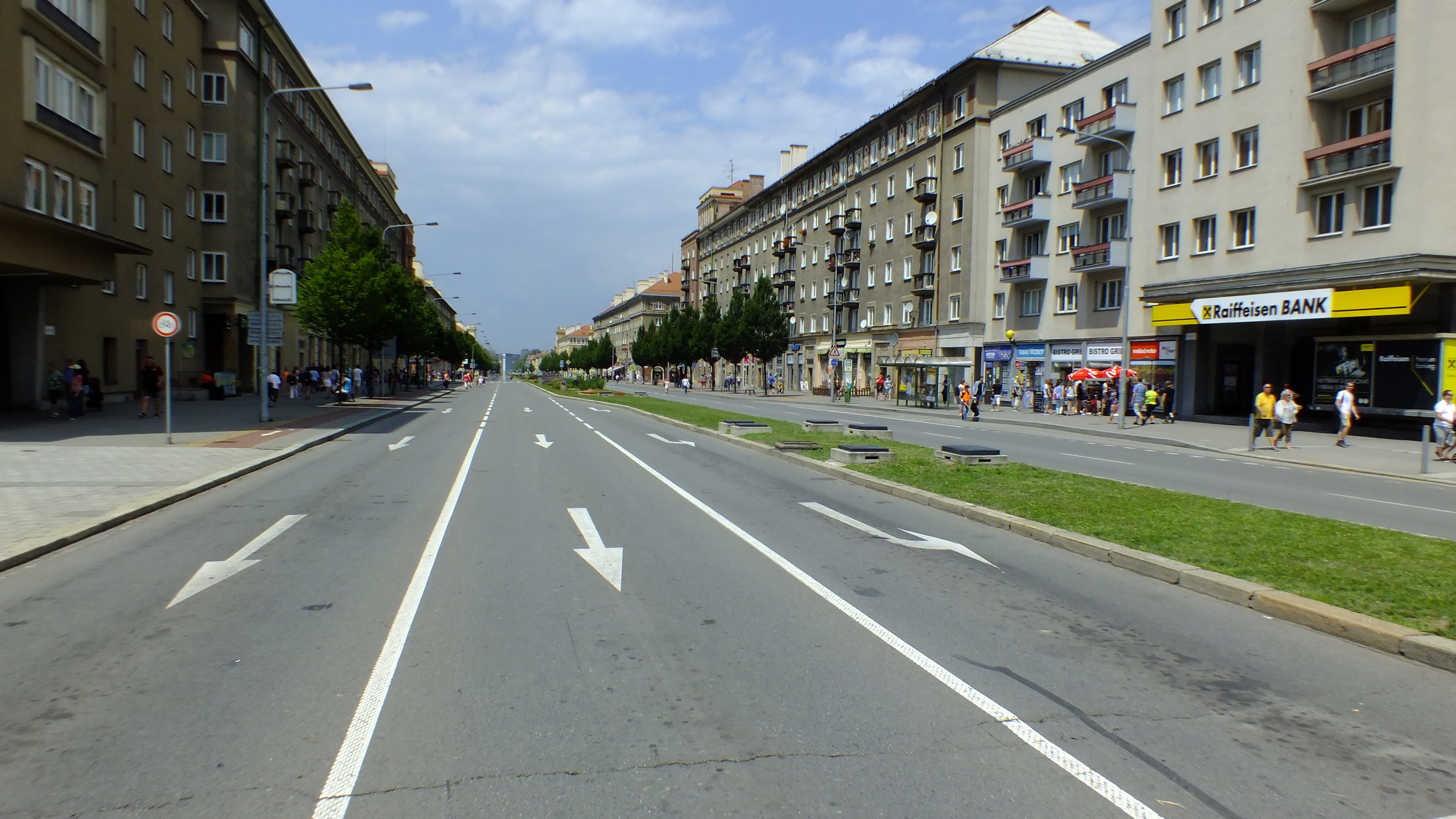
Hlavní Třída v centru města
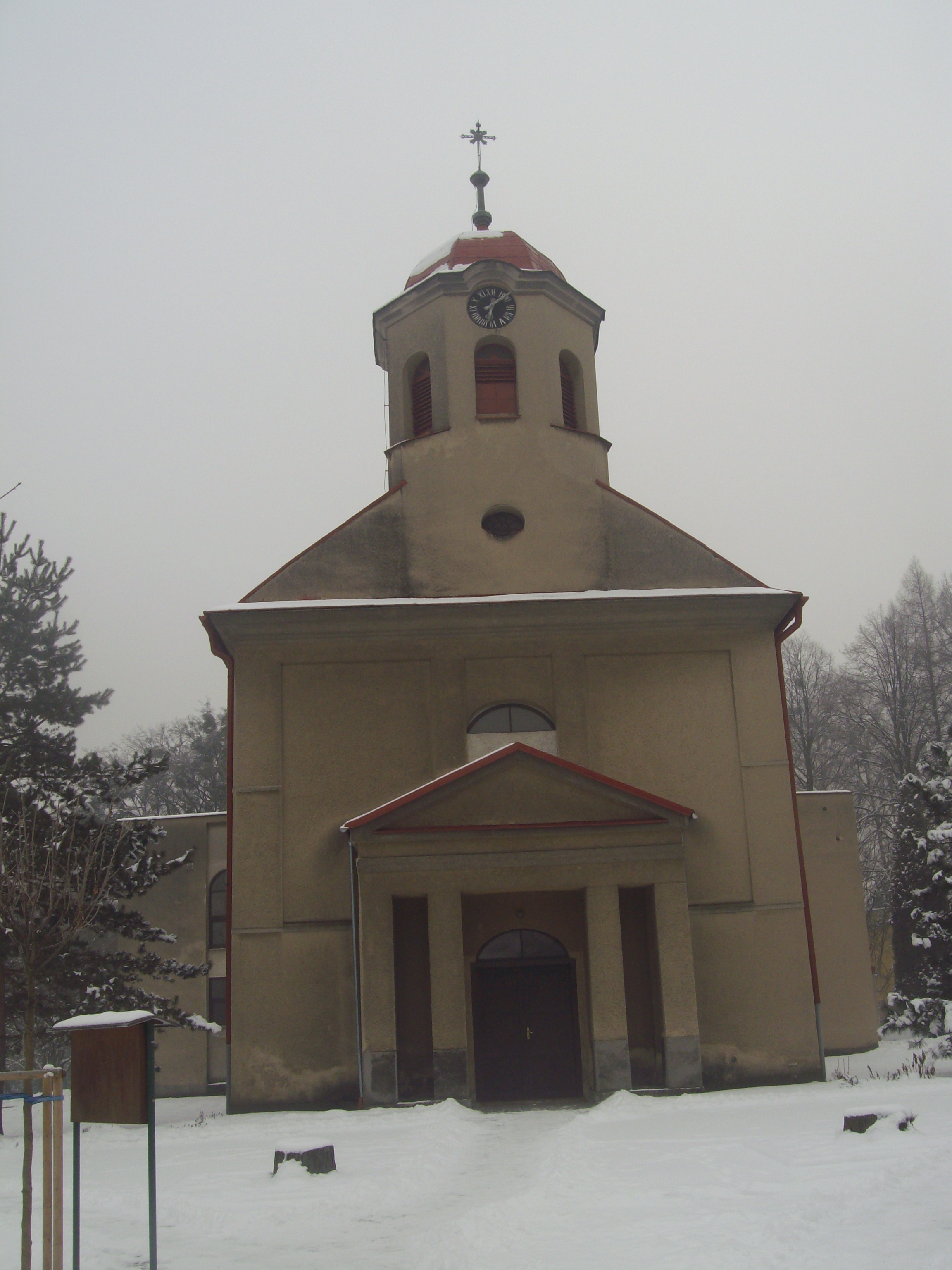
Kostel sv. Anny
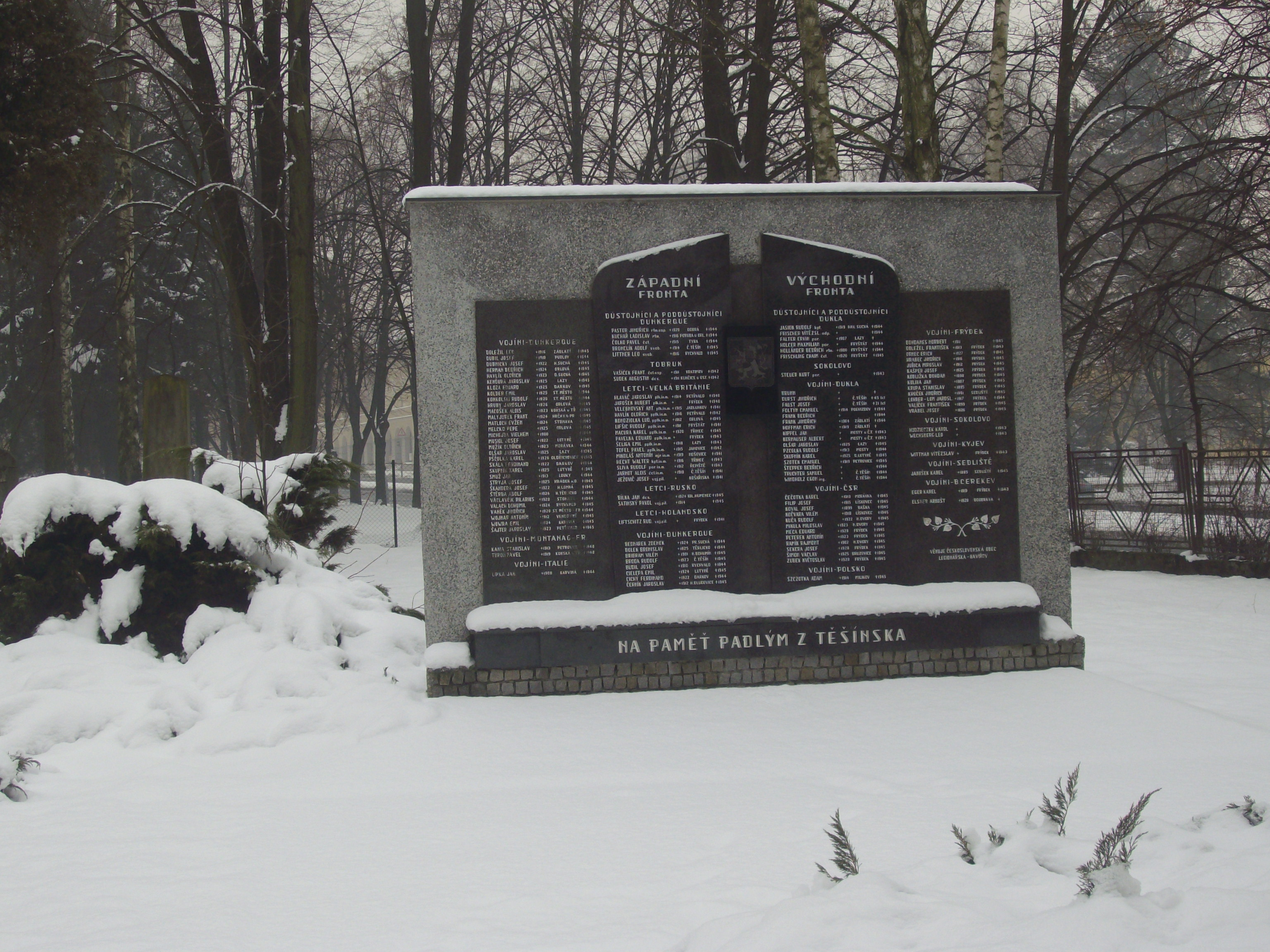
Památník padlých u kostela sv. Anny
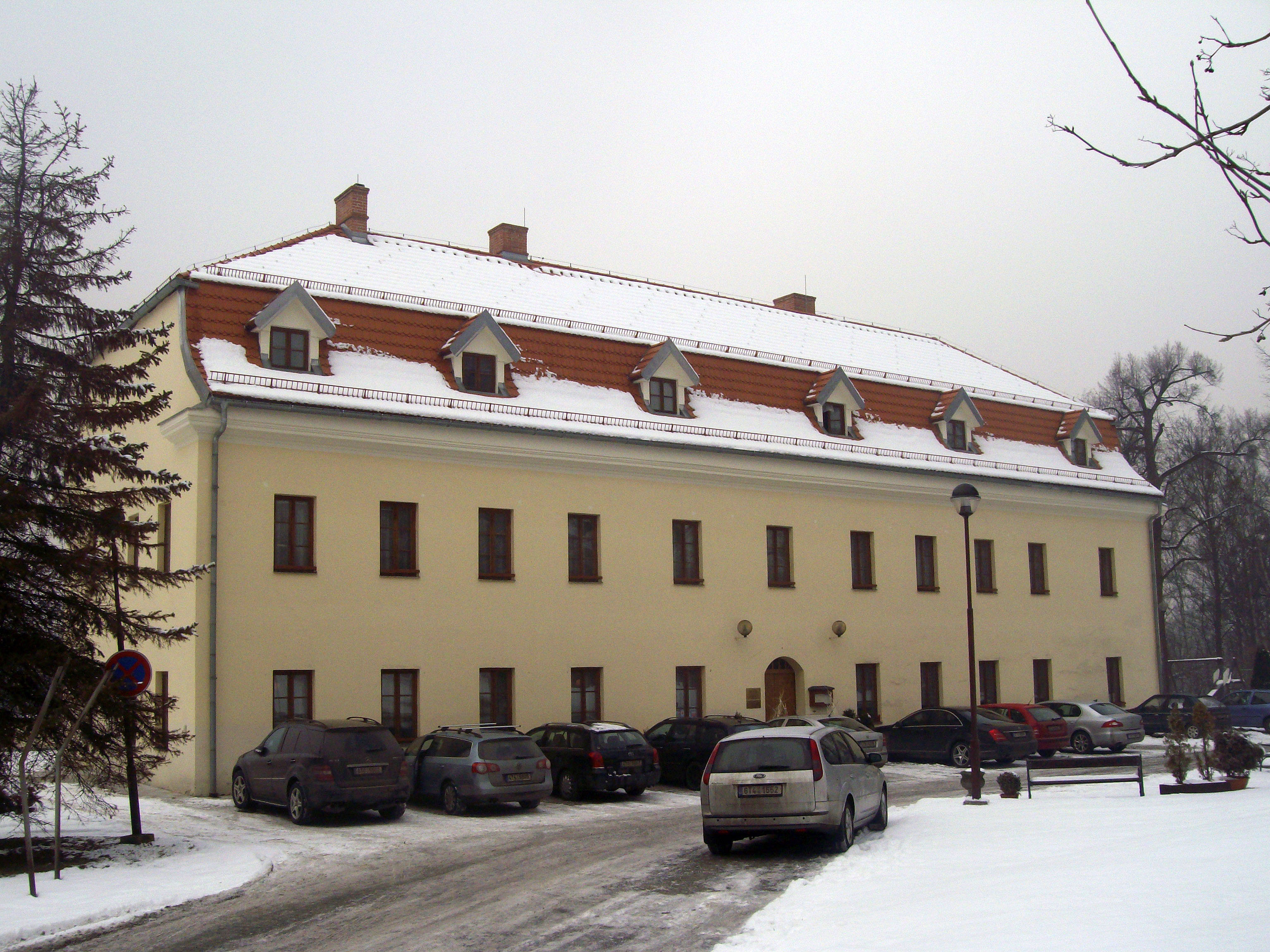
Hotel Zámek s anglickým parkem
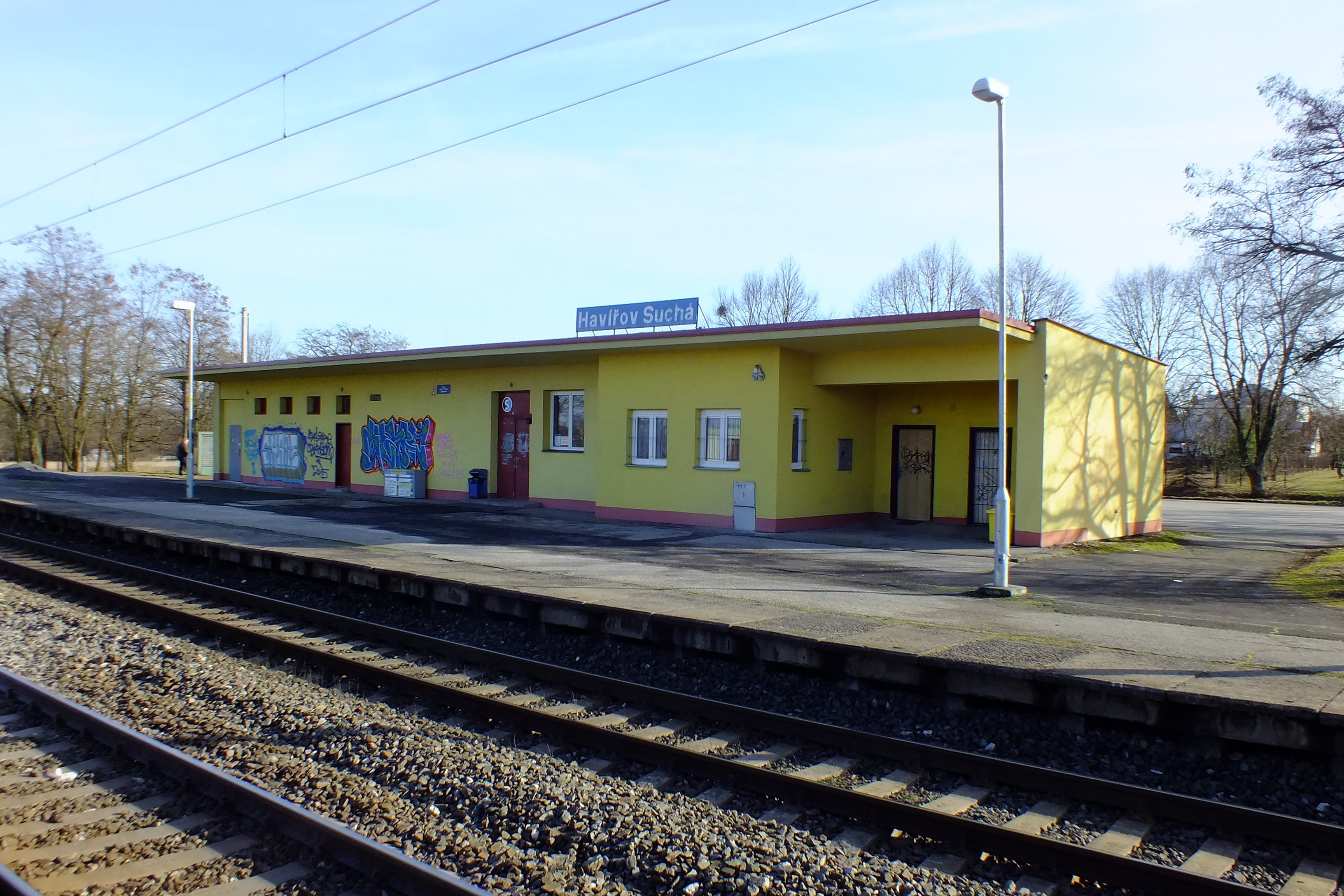
Železniční zastávka Havířov-Suchá
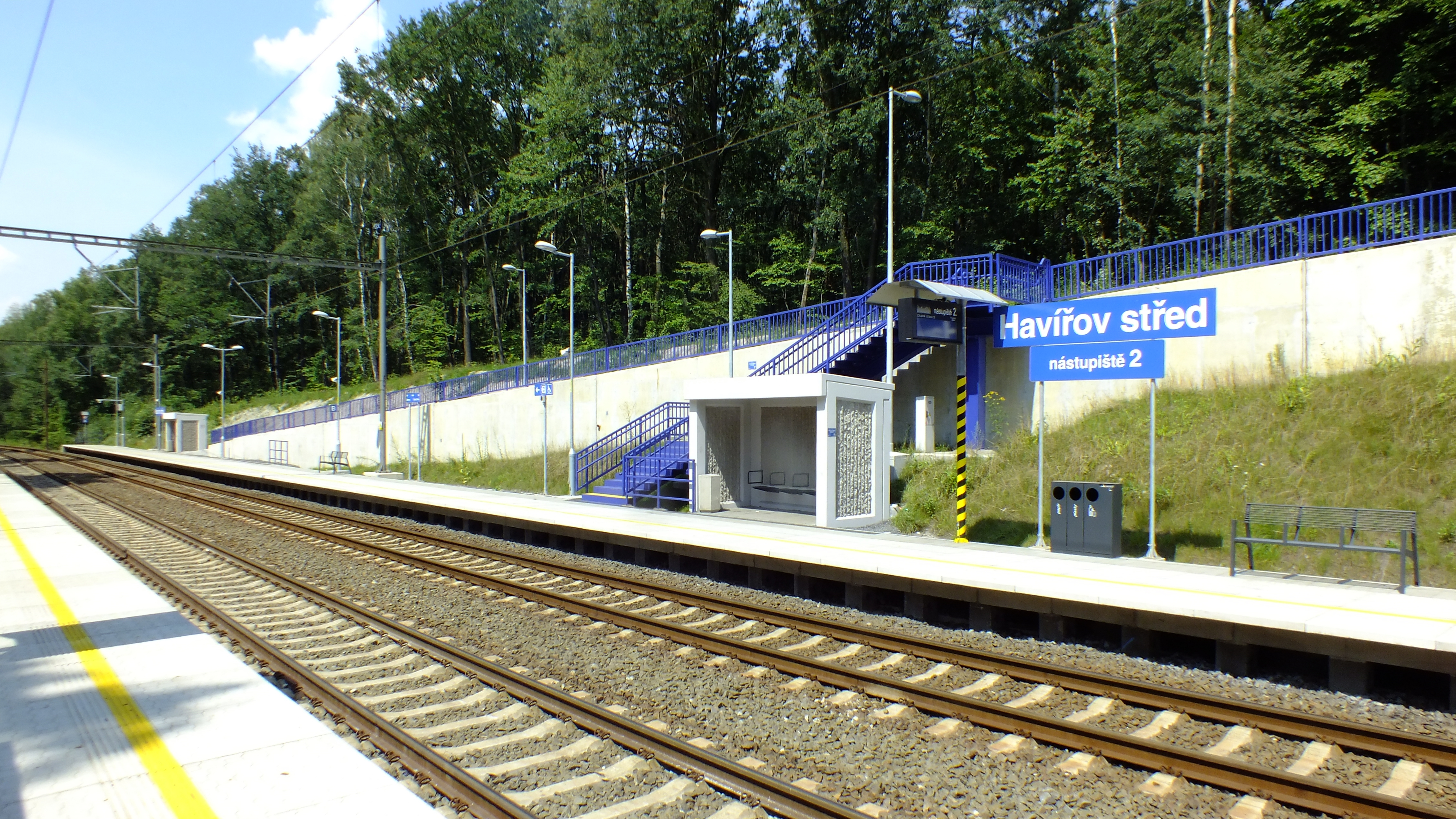
Železniční zastávka Havířov střed
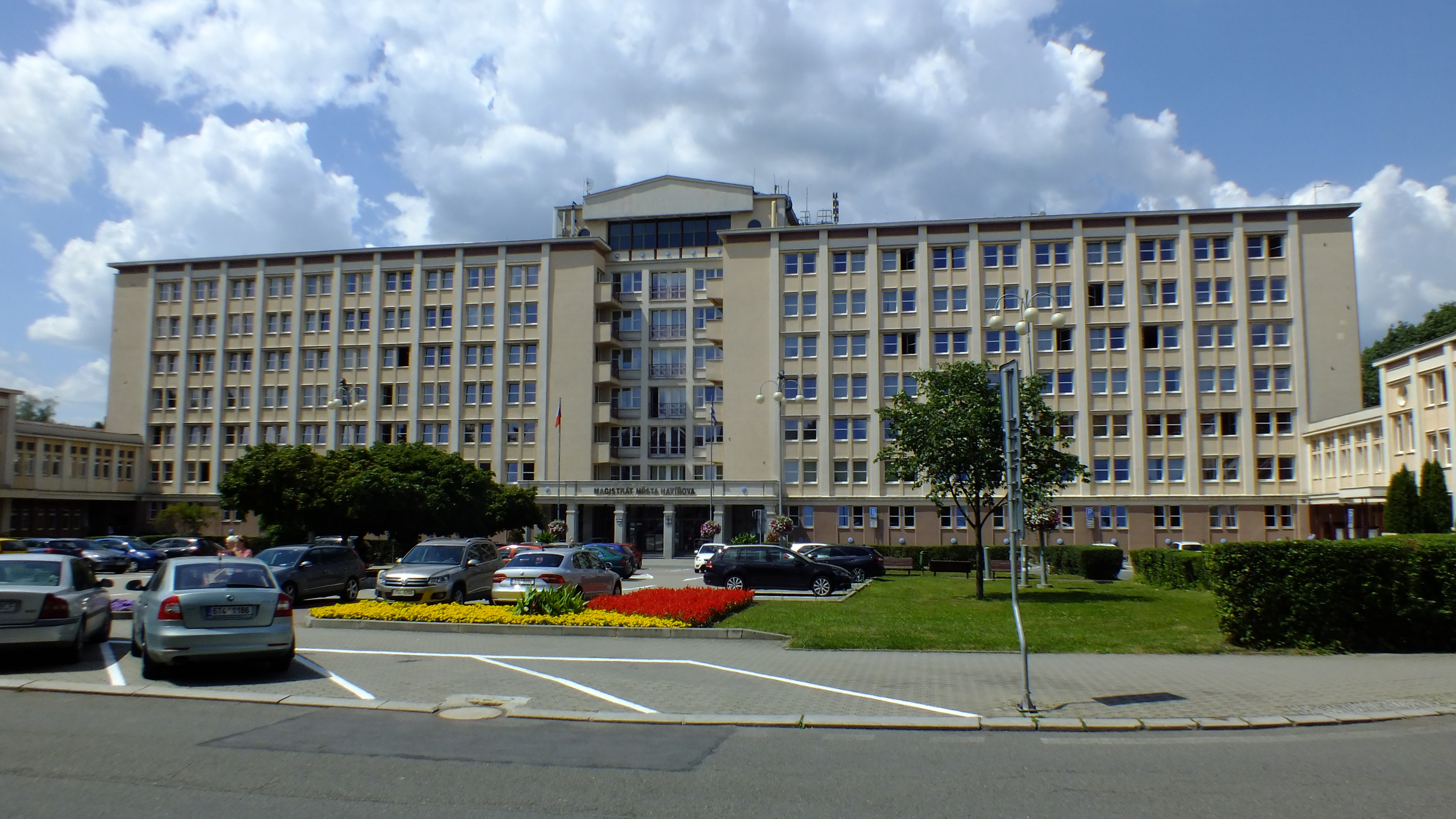
Magistrát
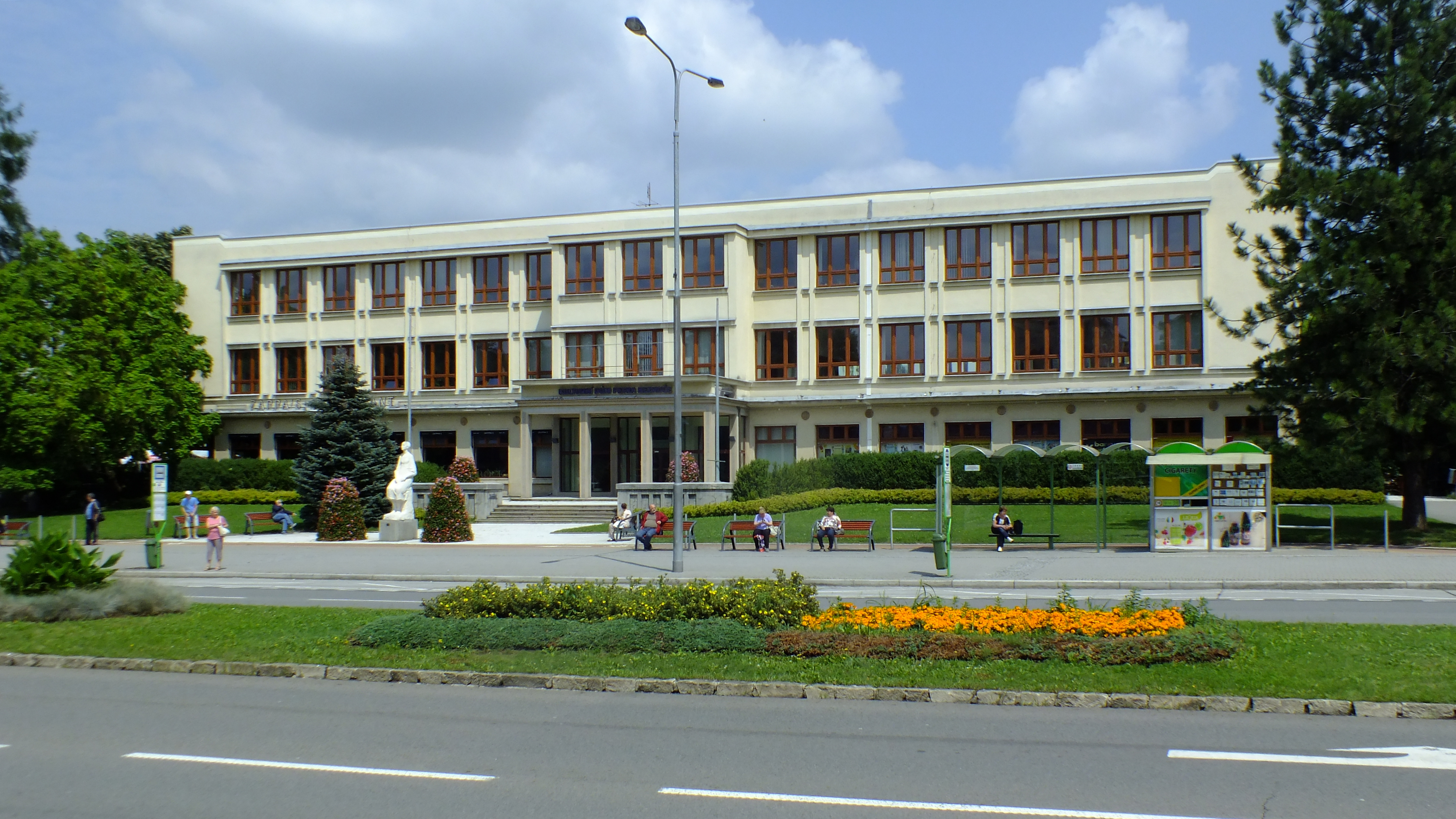
Kulturní Dům Petra Bezruče
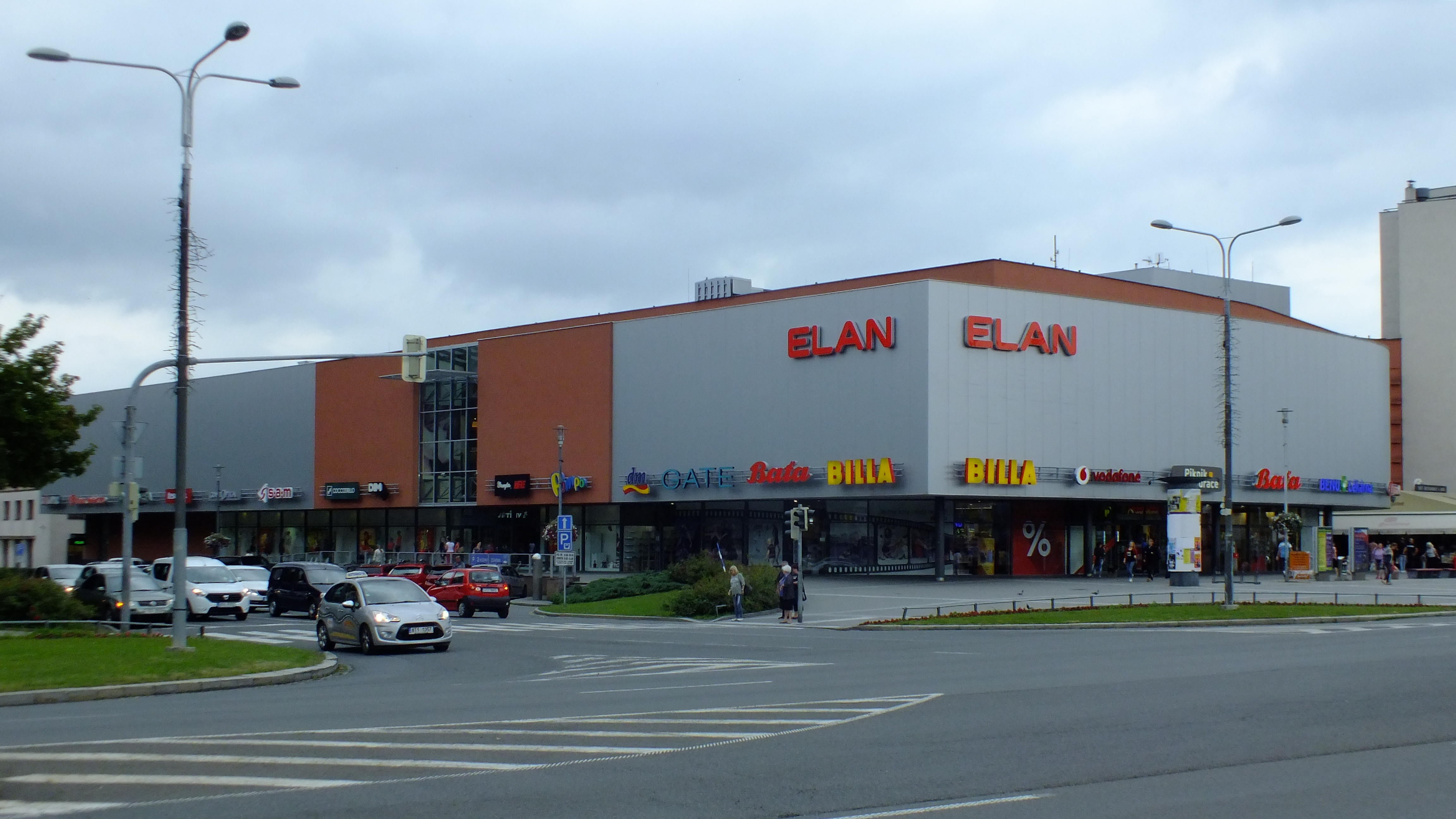
Obchodní dům
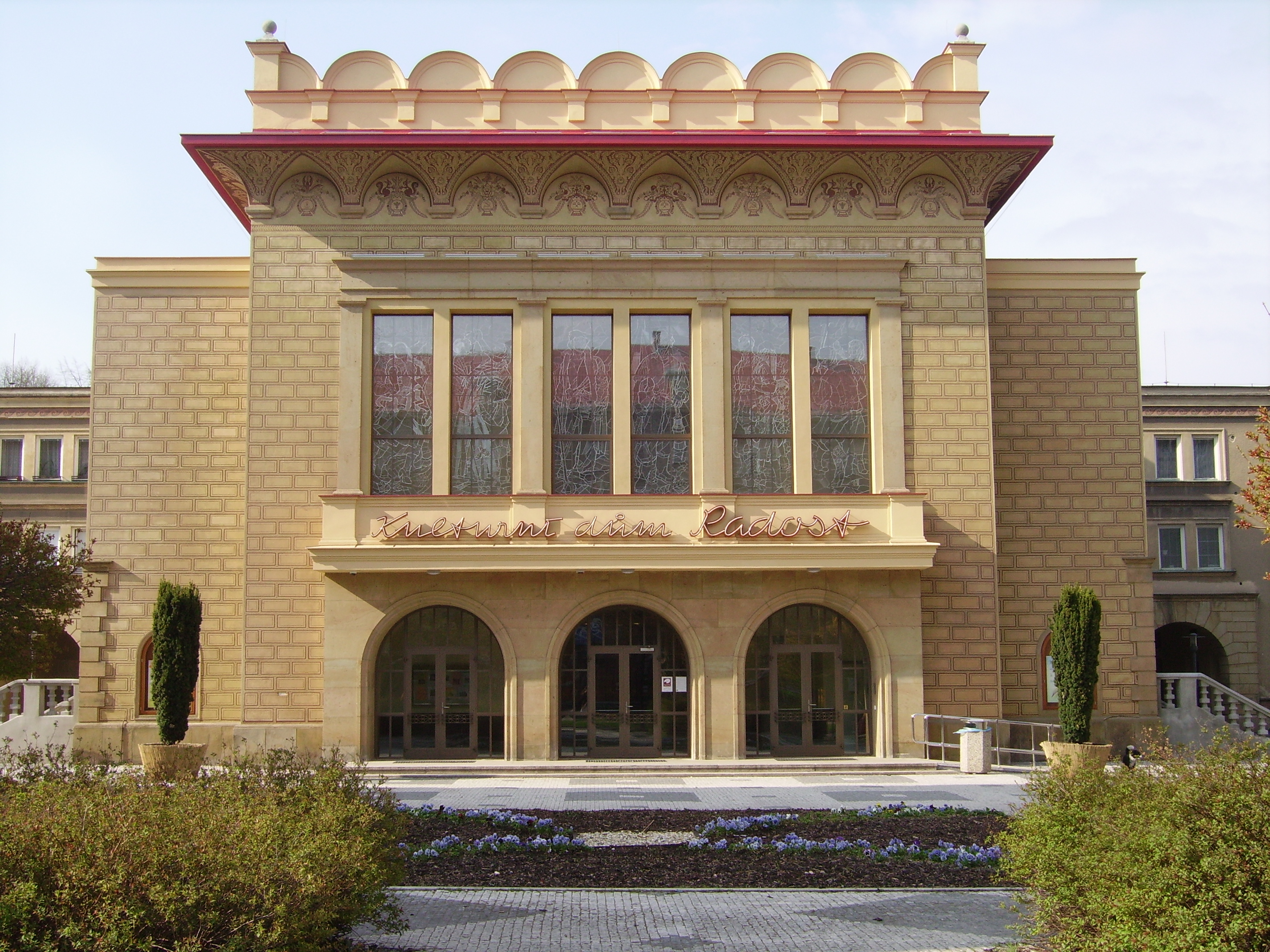
Kulturní dům Radost